# Ли, Роберт Эдвард
Ро́берт Э́двард Ли (англ. Robert Edward Lee; 19 января 1807[…], Стратфорд-Холл, Виргиния — 12 октября 1870[…], Лексингтон, Виргиния) — американский военный, генерал армии Конфедеративных Штатов Америки (с 31 августа 1861), командующий Северовирджинской армией и главнокомандующий армией Конфедерации (31 января — 9 апреля 1865). Один из самых известных американских военачальников XIX века.
Ли, выпускник академии Вест-Пойнт, стал офицером инженерных войск, участвовал в Американо-мексиканской войне, руководил строительством фортов и два года служил суперинтендантом Вест-Пойнта. Когда началась Гражданская война, он уволился из армии США и встал на сторону Юга. Губернатор Вирджинии назначил его главнокомандующим армии штата, затем некоторое время он был военным секретарём при президенте Конфедерации Дэвисе. После ранения Джонстона Дэвис назначил Ли командующим Северовирджинской армией. Приняв это назначение в трудный для конфедеративных войск момент, тот сумел в нескольких сражениях разбить превосходящие силы армии Севера и перенести боевые действия на территорию противника. Ли два раза возглавлял вторжения на территорию Севера (Мэрилендская и Геттисбергская кампании), но оба закончились неудачно. В 1864 и 1865 годах ему удалось нанести большой урон наступающей армии генерала Гранта, но всё же Ли не смог его остановить и был вынужден сдать Питерсберг и Ричмонд, а затем капитулировать со всей армией при Аппоматтоксе.
После смерти Ли стал одной из самых популярных фигур американской истории. Он стал символом послевоенного движения «Проигранное дело Конфедерации», сместившего акцент в оценке Гражданской войны с проблемы рабства на вопросы защиты «особого» образа жизни, чести и храбрости солдат. С этой точки зрения генерал Ли стал символом примирения двух ранее враждовавших сторон. Однако движение за гражданские права чернокожих потребовало и добилось пересмотра традиционного отношения к его личности, указывая на связь с рабовладением и расизмом. Многие его памятники были демонтированы, поскольку воспринимались как символы расистского движения XX века.

## Происхождение

Герб рода Ли

Родоначальником американских Ли был полковник Ричард Ли I по прозвищу «Иммигрант» (1617—1664), который прибыл из Англии в Америку в 1639 году и служил в суде колонии Джеймстаун. Он женился на Энн Констебль, в их семье было 10 детей. После смерти Ричарда его несколько плантаций были разделены между сыновьями. Третьим сыном «Ли-иммигранта» был Ричард Ли II (1647—1715), родившийся в Вирджинии на плантации «Парадайз», которую впоследствии унаследовал. Он женился на Летиции Корбин (ок. 1657—1706), в их семье было 8 детей. От четырёх сыновей — Ричарда, Филипа, Томаса и Генри — пошли четыре ветви рода Ли. Томас Ли стал губернатором Вирджинии (с 1749 по 1750), а его брат Генри стал известен как капитан Генри Ли I (1691—1747). Он женился на Мэри Блэнд (1704—1764), в их семье было семеро детей, из которых пятым был Генри Ли II (1730—1787). Он женился на Люси Граймс (1734—1792), в их семье было восемь детей, из которых старшим был Генри Ли III, известный как «Light-Horse Harry». Он был офицером Континентальной армии во время войны за независимость и губернатором Вирджинии с 1791 по 1794 год. В 1782 году Генри Ли женился на Матильде Ладвелл Ли, которой в наследство от предков досталась плантация Стратфорд-Холл. У них было трое детей — Филипп, Люси и Генри. Матильда часто болела и умерла в 1790 году, оформив плантацию на своих детей, чтобы уберечь её, как считается, от кредиторов мужа. Генри Ли III остался жить на плантации на правах опекуна.
13 июня 1793 Генри Ли женился (вторым браком) на Анне Хилл Картер. Она была дочерью Чарльза Картера, сквайра, и Энн Батлер Мур. Согласно исследованию Уинстона Фонтейна, родословная Энн Мур (Мор) по отцовской линии восходила к Томасу Мору. Её мать Энн Кэтрин была дочерью губернатора Вирджинии Александра Спотсвуда, который был правнуком Джона Спотсвуда и Рашель Линдси; предками Рашель были Дэвид Линдси, 1-й граф Кроуфорд и Элизабет Стюарт, дочь короля Роберта II Шотландского.
У Ли и Анны было шестеро детей, из которых четвёртым ребёнком был Роберт Эдвард Ли.

## Детство
Роберт Эдвард Ли родился 19 января 1807 года на плантации Стратфорд-Холл в округе Вестморленд. Она находилась всего в нескольких милях от плантации Уэйкфилд — места рождения Джорджа Вашингтона. Его назвали Роберт Эдвард в честь двух братьев матери: Роберта и Эдварда Картеров. Ли родился в восточной комнате главного этажа, около сада. Согласно фамильному преданию, в ней некогда родились Ричард Генри Ли и Фрэнсис Ли, знаменитые вирджинцы, подписавшие Декларацию Независимости.

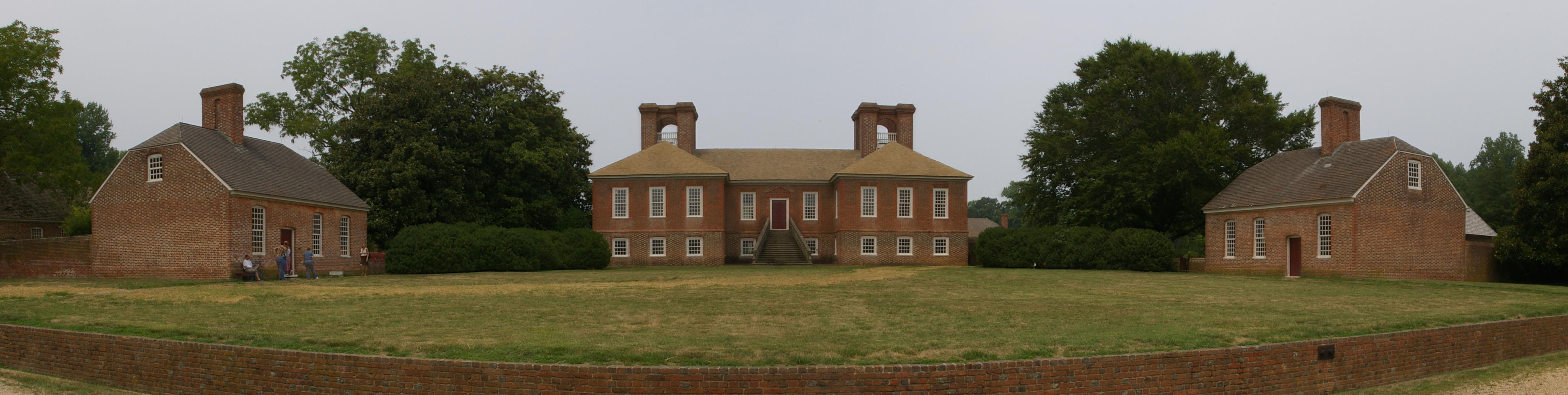
Плантация Стратфорд-Холл.

Роберту было всего 16 месяцев, когда его брат Генри достиг совершеннолетия и вступил во владение плантацией Стратфорд-Холл, после чего Роберт и его семья оказались на плантации в положении гостей. Дела семьи шли всё хуже, и Генри Ли Старший даже пытался уехать на службу в Бразилию, чтобы скрыться от кредиторов, но ему это не удалось. Он продал всё, что мог, и всё же 11 апреля 1809 года был арестован за долг в размере 5400 испанских долларов и помещён в окружную тюрьму округа Уэстморленд. Там, в заключении, он написал основную часть своего труда «Memoirs of the War in the Southern Department of the United States». Вскоре его выпустили, но семье пришлось продать часть собственности отца Анн Картер, хотя этих денег хватило только на самое необходимое. Семья покинула плантацию и переехала в Александрию, где Генри купил небольшой дом на Кемерон-Стрит около епископальной церкви, известный сейчас как «Robert E. Lee Boyhood Home».
В 1812 году началась война с Англией. В августе 1814 года английский флот совершил рейд в устье реки Потомак и уничтожил единственный форт, прикрывающий подходы к Александрии. Мэр города решил не оказывать сопротивления и 28 августа сдал город англичанам, которые наложили на него тяжёлую контрибуцию табаком, хлопком, вином и сахаром. Дуглас Фриман писал, что неизвестно, находился ли семилетний Ли дома или же был отправлен за город, но вполне возможно, что он видел английских солдат на улицах города и дым от подожжённого вашингтонского Капитолия.

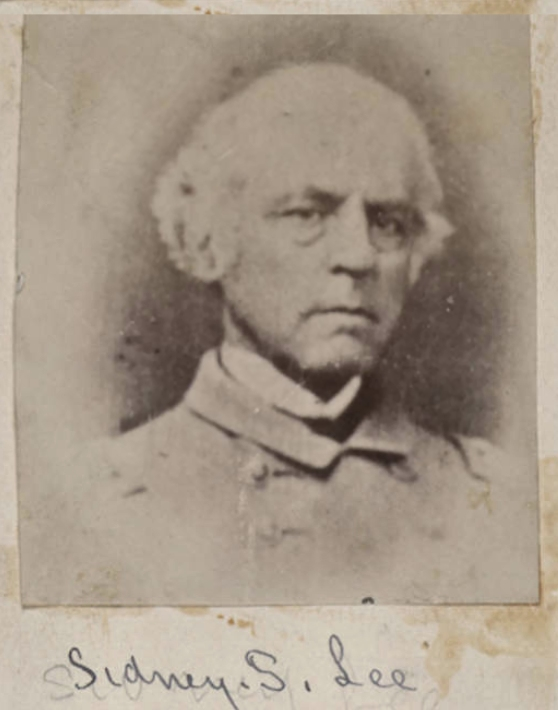
Сидни Смит Ли (1802—1869), старший брат Роберта

В конце войны мать дала Роберту начальные уроки, после чего он был направлен в школу семьи Картер. Эта семья была так многочисленна, что содержала целых две школы для своих детей: одну на плантации Ширли, а другую — в Истерн-Вью, в доме Элизабет Картер (она приходилась сестрой матери Роберта). Точно неизвестно, когда Роберт попал в эту школу и как долго он там пробыл. В 1816 году семья переехала из дома на Кемерон-Стрит в дом на Вашингтон-Стрит. В том же году старший брат Роберта Чарльз отправился учиться в Гарвард. Вскоре отец Роберта написал с Барбадоса, что намеревается вернуться домой. Он в итоге прибыл в Саванну, но 25 марта 1818 года внезапно умер от инфаркта, когда находился в имении Денгенесс, принадлежавшем дочери его бывшего командира, генерала Грина.
Когда умер отец, Роберту было 11 лет. Финансовое положение семьи немного улучшилось, но Роберту приходилось ухаживать за сестрой и матерью, здоровье которых ухудшалось. В 1820 году его направили учиться в Александрийскую академию, где он получил классическое образование, в частности, изучал греческий язык и латынь. В 1823 году курс был закончен и встал вопрос о дальнейшем образовании. Отчасти из-за любви к математике Роберт решил поступить в военную академию Вест-Пойнт — это решение он впоследствии называл крупнейшей ошибкой своей жизни. Его возраст и образование позволяли ему добиваться места, но это требовало утверждения кандидатуры военным секретарём и президентом. 7 февраля 1824 года секретарь семьи Ли, Уильям Фицхью написал письмо военному секретарю Джону Кэлхуну с просьбой принять Ли в Вест-Пойнт.

## Обучение в Военной академии США

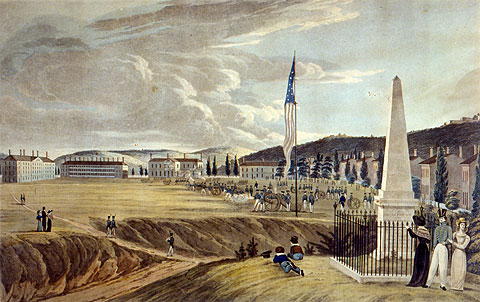
Плац Вест-Пойнта в 1828 году (и обелиск Вуда)

В июне 1825 года Ли прибыл в Нью-Йорк, откуда на пароходе переправился в Вест-Пойнт. Через несколько дней после прибытия он сдал вступительный экзамен, который принимал суперинтендант академии Сильванус Тайер с группой профессоров. Экзамен был устный и несложный. Сразу же после экзамена Ли был отправлен в полевой лагерь Кэмп-Адамс, названный так в честь президента Куинси Адамса, а ещё через несколько дней, 28 июня, был официально зачитан список тех, кто прошёл экзамен и получил статус кадета — Ли оказался в их числе. В последующие дни кадетам были выданы личные вещи (зеркало, бритва и т. д.) и форма, а 2 июля был устроен первый парадный смотр, на котором присутствовал герой американской революции маркиз Лафайет, в очередной раз посетивший Америку.
В лагере запрещалось пить, курить табак, играть в карты и даже читать — суперинтендант разрешал выписывать не более одного периодического издания, исходя из убеждения, что военным читать не очень полезно. Элитой Академии был старший класс, в первый год обучения Ли в нём выделялось несколько лидеров — в частности, Альберт Сидни Джонстон и Самуэль Хэйнцельман. Всего лишь классом старше, чем Ли, учился кадет Джефферсон Дэвис, будущий президент Конфедерации, который однажды едва не был исключён за употребление алкоголя.
В июне 1829 года состоялся выпускной экзамен. Президентом приёмной комиссии был Пьер ван Кортланд. В комиссии состояли также подполковник Уорт и доктор Роберт Арчер. Ли попал в пятёрку лучших по итоговым оценкам: 1-е место занял Чарльз Мэйсон, 2-е — Ли, 3-е — Уильям Харфорд, 4-е — Джозеф Смит, 5-е — Джеймс Барнс. Положение лидера списка давало Ли право выбора рода войск, и он выбрал назначение в инженерные войска. 1 июля он стал вторым лейтенантом.

## Служба на Кокспур-Айленд и в форте Монро. Женитьба

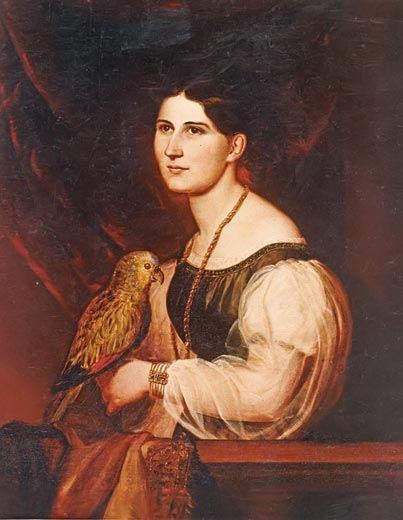
Мэри Кастис Ли в 1830 году

Анна Картер Ли жила в те дни на своей плантации Равенсворт. После выпускного экзамена в Вест-Пойнте Ли на несколько месяцев вернулся домой, где обнаружил, что его мать тяжело больна. Ли провёл много дней у постели больной матери, но 26 июля 1829 года Анна Ли умерла. Её похоронили на плантации Равенсворт, имущество было разделено между детьми согласно завещанию, при этом сыновьям досталось около 3000 долларов.
Около 1 августа были решены все проблемы, связанные с завещанием, а 11 августа пришёл приказ из Вест-Пойнта. Лейтенанту Ли было приказано к ноябрю явиться на остров Кокспур-Айленд на реке Саванна и поступить в распоряжение майора Самуэля Бабкока. 1 ноября 1829 года Ли прибыл в Саванну и вскоре приступил к инженерным работам на маленьком болотистом острове Кокспур-Айленд, где предполагалось построить крупный форт.
Ли провёл на острове всю зиму, а весной 1830 года работы были приостановлены из-за погодных условий. Ли вернулся в Равенсворт, откуда стал часто наведываться в гости на соседнюю плантацию Арлингтон, где жила Мэри Энн Рэндольф Кастис, дочь Джорджа Вашингтона Парка Кастиса. Отец Мэри неодобрительно относился к этим визитам: он не имел ничего против Роберта, но знал о тяжёлом финансовом положении фамилии Ли и не хотел, чтобы его единственная дочь связывала свою судьбу с человеком, у которого нет ничего, кроме жалованья второго лейтенанта. Эта позиция не останавливала Ли. Он часто наведывался в Арлингтон, а также сопровождал Мэри во время её поездок в Четем-Манор, имение её матери около Фредериксберга.

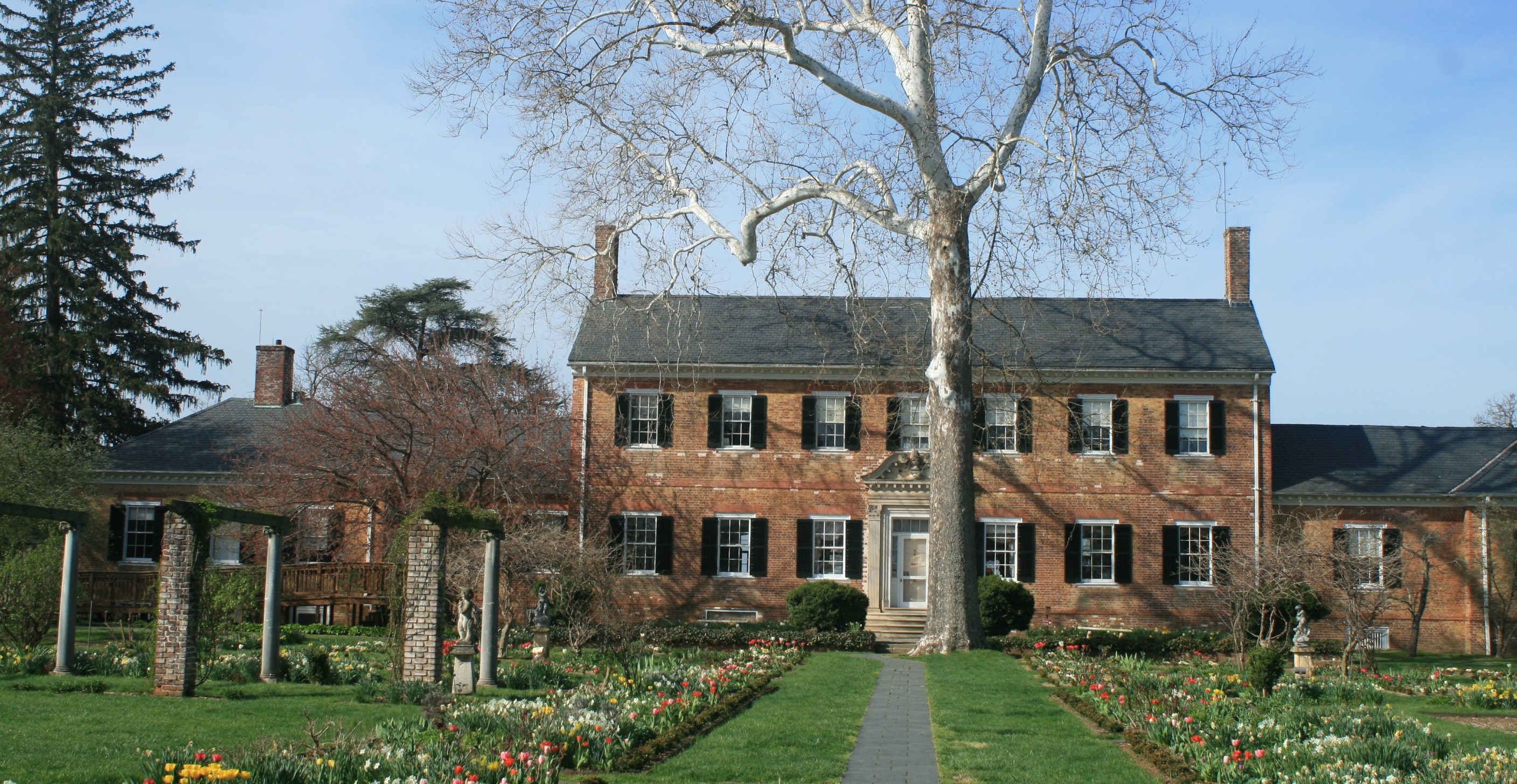
Усадьба Четем-Манор, собственность семьи Кастисов; осенью 1862 года — штаб федерального генерала Самнера

Когда Мэри уезжала в Четем, Ли тоже приезжал туда, и когда они сидели под деревом на лужайке, он говорил ей всё то, что делает любого жениха красноречивым. Под ними струился Раппаханок, за ним виднелись шпили маленького городка Фредериксберга, а за городом тянулась гряда холмов: один из них был покрыт лесом, а на другом виднелась небольшая усадьба. Даже будучи солдатом, Ли содрогнулся бы от мысли, что придёт день, когда он будет стоять на вершине одного из этих холмов с подзорной трубой и пытаться рассмотреть сквозь орудийный дым это самое дерево.
В ноябре Ли вернулся на Кокспур-Айленд. Майор Бабкок вскоре уволился, и его должность суперинтенданта занял лейтенант Джозеф Мансфилд. Весной 1831 года работы снова были приостановлены, а Роберта Ли перевели в форт Монро, который уже был построен, но требовал усовершенствований. Непосредственным командиром Ли в форте был Эндрю Тэлкотт. Предположительно, ещё до прибытия в форт Ли съездил в Арлингтон, где сделал предложение Мэри Энн Кастис и получил согласие. Отец Энн с неохотой дал своё благословение, и свадьбу назначили на 30 июня в Арлингтоне. В качестве друзей жениха присутствовали Сидни Смит Ли (брат Ли), лейтенант Джон Кеннеди, лейтенант Джеймс Чамберс, лейтенант Ричард Тилгман и лейтенант Джеймс Прентисс. Вскоре после свадьбы Ли и Мэри посетили Вашингтон, Александрию и плантацию Равенсворт.
Женитьба оказала сильнейшее влияние на всю последующую жизнь Роберта Ли. Мэри Кастис была не очень дисциплинирована и не очень грамотно вела домашнее хозяйство, но она любила Роберта всю свою жизнь. Редкая женщина настолько погружается в жизнь своего мужа и становится его частью, писал Фриман, и это было следствием простоты её характера и чистоты духа. Жизнь с ней развила в Роберте самоконтроль — особенно в те годы, когда она стала больна и полностью от него зависела, и когда только величайшим усилием воли ему удалось пережить все обрушившиеся на него трудности.

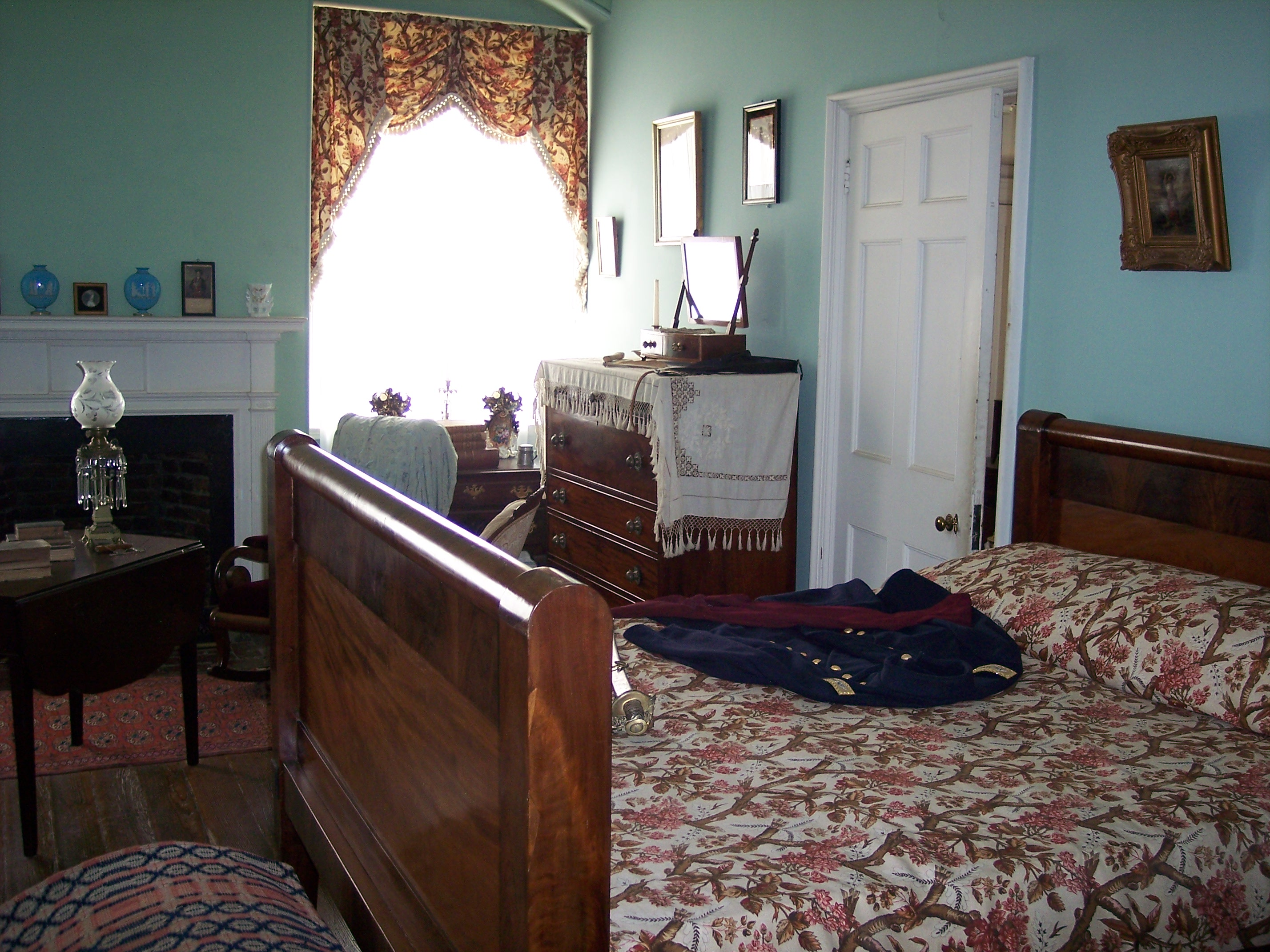
Комната Ли в Арлингтоне (реконструкция)

Вместе с Мэри Кастис в жизнь Ли вошла и Арлингтонская усадьба, где хранились многие реликвии эпохи Вашингтона: его портреты, книги, походное снаряжение, кое-что из его одежды и кровать, на которой он умер. Среди чёрных слуг Арлингтона была Каролина Брэнхам, которая находилась при Вашингтоне в момент его смерти. В глазах общества Ли стал частью семьи основателей американской независимости.
В начале августа Ли с женой прибыли в форт Монро, где им предстояло прожить три года. Уже 23 августа в форт пришло известие о восстании в округе Саутгемптон, которое в дальнейшем стало известно как Восстание Нета Тёрнера. Правительство усилило гарнизон форта, перебросив туда несколько рот, и прибытие новых офицеров немного разнообразило жизнь в форте. В числе прибывших был и старый друг Ли по Вест-Пойнту, Джозеф Джонстон. Кроме него, в форте в эти дни служили также Бенжамин Хьюджер и Джеймс Барнс.
25 октября 1834 года генерал Чарльз Гретьот, глава инженерного корпуса армии США, предложил Ли перейти на офисную работу в Вашингтоне. На этом служба Ли в форте Монро прекратилась. Он прибыл в форт ещё неопытным офицером, а покидал его уже специалистом в своём деле, имея опыт управления инженерной службой: он часто замещал Тэлкотта (начальника инженерной службы форта) во время его отсутствия.

## Служба в Вашингтоне (1834—1837)
В Вашингтоне Ли занимался монотонной бумажной работой, но параллельно ему удавалось навещать семью и участвовать в светской жизни. В первую зиму на новом месте службы он присутствовал на свадьбе своего брата Смита. Весной 1835 года внезапно обострилась ситуация на Западе, вызванная неопределённостью границы между Огайо и Мичиганской территорией. Ли был отправлен на запад для уточнения границы. Эта экспедиция затянулась на всё лето и позволила Ли увидеть Великие озёра. За время его отсутствия в семье появился второй ребёнок (Мэри Кастис Ли родилась 12 июля 1835 года), а жена заболела так тяжело, что смогла ходить только весной 1836. Последнее событие и однообразие офисной работы повергли Ли в уныние, от которого его несколько отвлекли известия о Техасской революции и повышение до звания первого лейтенанта, которое он получил 21 сентября 1836 года. Но Ли всё равно думал об увольнении. Когда его бывший командир Эндрю Тэлкотт покинул армию, Ли написал ему (в феврале 1837): «Одно могу сказать точно, мне надо уйти отсюда… Я жду и надеюсь на какой-то удобный шанс, чтобы радостно распрощаться с моим дорогим Дядюшкой Сэмом…».
В тот год в семье появился третий ребёнок: 31 мая 1837 года родился мальчик, которого назвали Уильям Генри Фицхью в честь дяди его матери, Уильяма Генри Фицхью из Равенсворта.
Между тем, генерал Гретьот проявил интерес к улучшению навигации по реке Миссисипи и инициировал проекты по исправлению русла реки у Сент-Луиса. Он обещал мэру города прислать компетентного инженера и, зная, что Ли уже утомлён офисной работой, поручил ему 6 апреля возглавить эти проекты.

## Работа на Миссисипи (1837—1839)

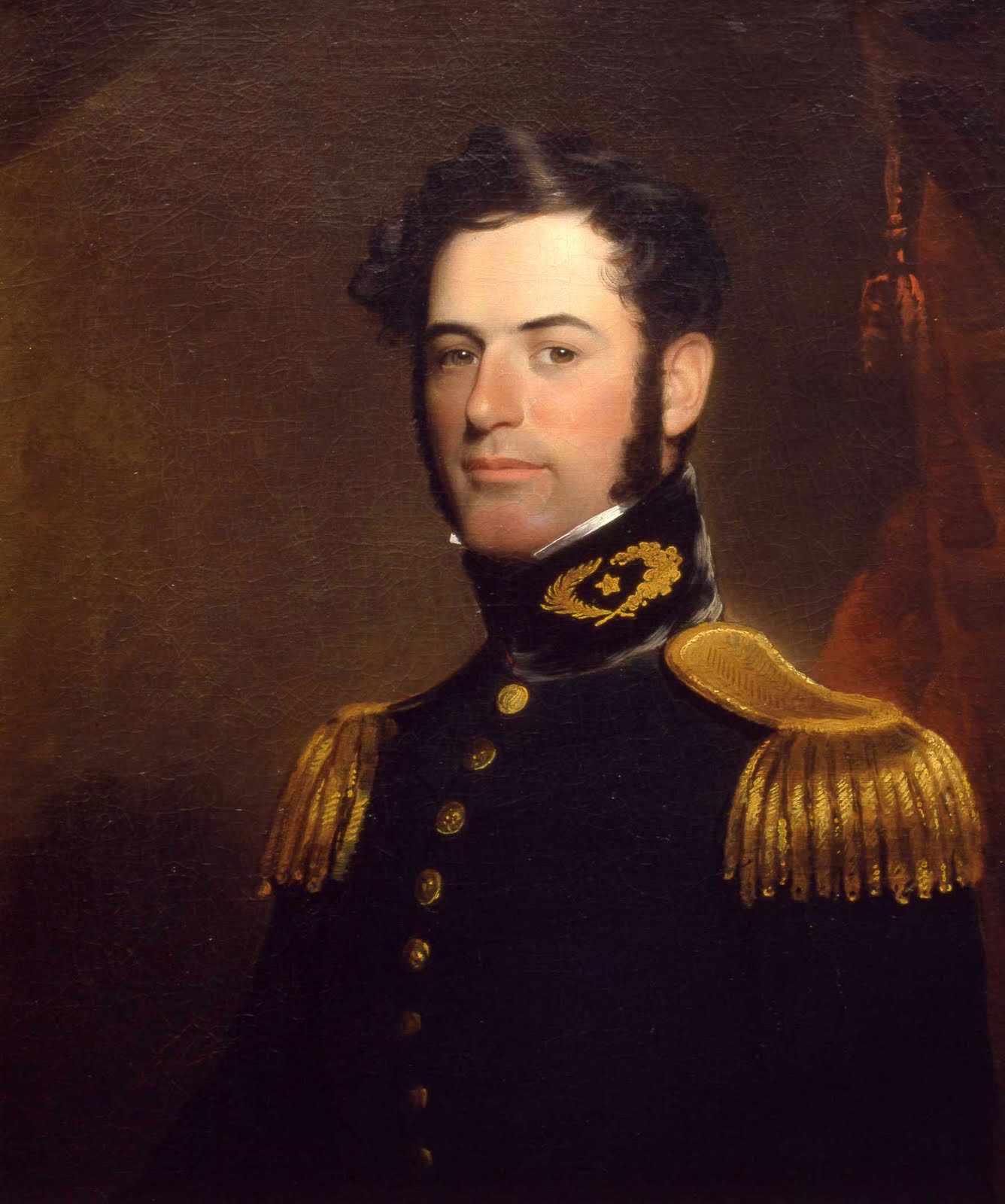
Роберт Ли в 1838 году.

Ли прибыл в Сент-Луис на Миссисипи 5 августа 1837 года. «Это самое глухое и грязное место, что я видел, — писал он, — наши дневные расходы тут почти равны дневному жалованью». В те годы инженеры расчищали реку от затонувших брёвен и искали пути для прокладки каналов. Исследованием реки Ли занимался до конца сентября. В самом Сент-Луисе требовалось углубить русло реки, которое постепенно смещалось в сторону от городского порта. Ли занялся картографированием местности, а затем разрабатывал планы по срытию нескольких островов и отмелей. План работ был им составлен 6 декабря. Поскольку сезон уже прошёл, работы отложили до весны, и Ли вернулся в Вашингтон, впервые в жизни проделав часть пути на поезде — так он познакомился с этим новым видом транспорта, который впоследствии будет часто применять при планировании военных кампаний.
Весной 1838 года Ли вернулся в Сент-Луис, на этот раз с женой и детьми — они прибыли в город 1 мая. Из-за высокой воды работы удалось начать только 20 сентября, затем наступили холода и работы были отложены. В этот период, 7 августа 1838 года, Ли присвоили звание капитана инженерных войск. Он был не очень рад этому, потому что хотел покинуть армию. Звание дало прибавку к зарплате, но они с женой уже ждали 4-го ребёнка (Энн Картер Ли), так что семья росла быстрее, чем зарплата.
В те же дни произошло ещё одно событие, которое потрясло Ли: генерал Чарльз Гретьот, инициатор Миссисипского проекта, был обвинён в растрате казённых средств и смещён с должности. Его место занял полковник Джозеф Тоттен, под началом которого Ли служил в последующие годы. Ли старался по возможности помочь бывшему начальнику и даже собирал бумаги для подтверждения его невиновности, но ничего не достиг. В те же дни Ли хотел вернуться в Арлингтон, но река уже замёрзла. Ехать с семьёй по суше он не решился и остался в Сент-Луисе на зимовку.
Весной 1839 года Ли переправил семью в Арлингтон, а затем вернулся на Миссисипи, где 1 июля получил известие о том, что 18 июня у него родилась дочь. В августе возобновились работы у Сент-Луиса, и к осени углубление городской гавани было завершено. 6 октября Ли завершил все дела, дописал отчёты и отбыл домой. На этом его миссия на Миссисипи завершилась. Это был первый крупный проект в карьере Ли. Он не научился ничему новому, но, по мнению Фримана, пришёл к пониманию, что основа успеха в инженерном деле — тщательное предварительное изучение места предстоящих работ. Кроме того, два года работ сформировали его имидж. Он прибыл в Сент-Луис начинающим инженером, а вернулся на Восток уже признанным в инженерном корпусе специалистом.

## Служба в Нью-Йорке (1839—1846)
Ли вернулся в Вашингтон в надежде на серьёзную, интересную работу, но инженерный корпус переживал трудные дни. Финансирование сократилось, и строительных работ почти не велось. Ли в итоге было поручено проинспектировать несколько фортов в Северной и Южной Каролинах. 7 ноября 1840 года он исследовал состояние форта Макон, а в декабре — форт Касвелл. На Рождество он вернулся домой, а к 20 марта 1841 года закончил все отчёты. В это время ему предложили заняться фортами Нью-Йорка. Ли согласился и 10 апреля прибыл в Нью-Йорк. Ему было поручено отремонтировать форт Лафайет и перестроить форт Гамильтон. Работы шли так быстро, что уже в конце августа правительство перевело в форты гарнизоны. К 30 сентября Ли завершил все основные работы, но весь 1842 и 1843 год продолжались мелкие доработки. 27 октября 1843 года в семье Ли родился Роберт Эдвард Младший.
В 1844 году Ли занимался мелкой рутинной работой при фортах. В июне 1844 года его пригласили в Вест-Пойнт в качестве экзаменатора. В комиссии экзаменаторов в тот год числились генерал Уорт, капитан Киз и Уинфилд Скотт. 10 июня комиссия принимала экзамены у выпуска 1844 года. Это была первая серьёзная встреча со Скоттом, в ходе которой тот мог составить своё мнение о Роберте Ли. Ли произвёл на Скотта хорошее впечатление, и это стало важным фактором его дальнейшей карьеры.

## Мексиканская война

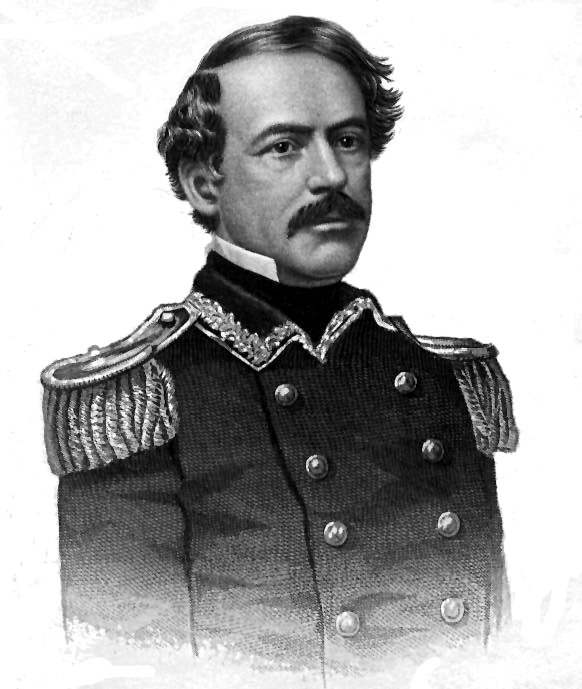
Ли в военной форме в 1846 году.

Когда в апреле 1846 года началась Американо-мексиканская война, Ли уже пятый год руководил постройкой фортов в проливе Нарроуз в Нью-Йорке. Как и многие офицеры, он с нетерпением ожидал назначения в действующую армию и наконец 19 августа получил приказ передать форты Ричарду Делафилду, отправиться в Техас в форт Сан-Антонио-де-Бехар и поступить в распоряжение бригадного генерала Джона Вула. В штабе Вула капитан Ли служил вместе со вторым лейтенантом Уильямом Франклином и первым лейтенантом Ирвином Макдауэллом.
Осенью 1846 года началась подготовка мексиканской кампании генерала Уинфилда Скотта. 16 января 1847 года Ли был переведён в штаб Скотта, а 15 февраля отправился вместе с экспедицией к Веракрусу. В начале марта американский флот подошёл к мексиканскому берегу и Ли вместе со Скоттом и другими офицерами штаба (Джорджем Мидом, Джозефом Джонстоном и Пьером Борегаром) участвовал в рекогносцировке, изучая укрепления Веракруса. 9 марта был высажен десант и началась осада Веракруса. 19 марта Ли едва избежал смерти: когда он возвращался вместе с Борегаром от батарей к позициям, караульный принял его за противника и выстрелил в него из пистолета. Пуля прошла между рукой и телом, лишь повредив униформу.
22 марта началась бомбардировка, которая стала первым боевым опытом для Ли. Здесь он встретил своего брата Сидни Смита. «В первый же день действия батареи Смит служил при одном из орудий, — писал Ли домой, — Я построил эту батарею и находился там для управления огнём. Где бы я ни был, мои глаза искали его, и я возвращался к его орудию всякий раз, когда не нужен был в других местах. О, как ужасно было думать, что он может здесь погибнуть раньше меня». Впервые за 22 года службы Ли руководил огнём батарей в боевых условиях. 25 марта гарнизон Веракруса сдался.

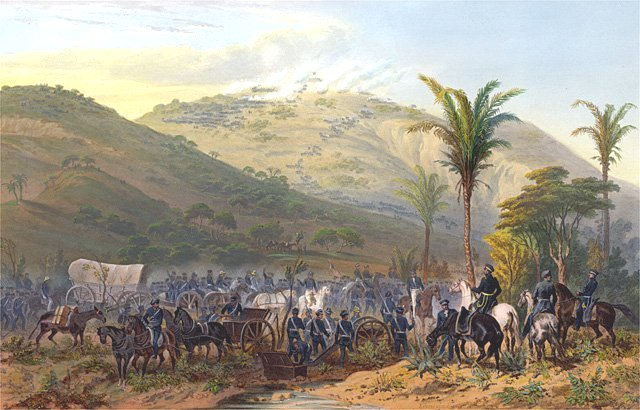
Наступление американской армии при Сьерро-Гордо

Генерал Санта-Анна собрал армию численностью 12 000 человек и разместил её на сильной позиции на высотах над рекой Рио-дель-План. 15 апреля Ли лично занялся рекогносцировкой и выяснил, что можно обойти левый фланг противника. На основе этих данных генерал Скотт начал 17 апреля сражение при Сьерро-Гордо. Ли провёл дивизию Твиггса в тыл позиций противника, откуда они 18 апреля атаковали и разбили левое крыло мексиканской армии, после чего правое крыло оказалось в окружении, и около 3000 мексиканских солдат сдались в плен. Генерал Скотт написал в рапорте: «Я должен особо отметить заслуги капитана инженеров Р. Э. Ли. Этот офицер, отличившийся при осаде Веракруса, на этот раз неутомимо и весьма результативно занимался разведкой. Он также проявил себя размещением батарей и управлением колоннами под сильным огнём противника». За это сражение 24 августа Ли получил временное звание майора, датированное 18-м апреля.
Основываясь на разведданных Ли, армия Скотта 7 августа атаковала и разбила мексиканскую армию в сражении при Чурубуско. 6 сентября на военном совете Скотта было принято решение штурмовать Мехико. Рекогносцировка перед наступлением была доверена Ли, так как его вышестоящий офицер, майор Смит, в это время заболел. В ходе рекогносцировки 8 и 9 сентября Ли пришёл к мнению, что есть два пути к Мехико: с юга, под обстрелом орудий форта Чапультепек, или же после предварительного штурма Чапультепека. 11 сентября на совете Скотт высказался за штурм форта, Ли и другие офицеры были против. Решено было всё же атаковать Чапультепек.

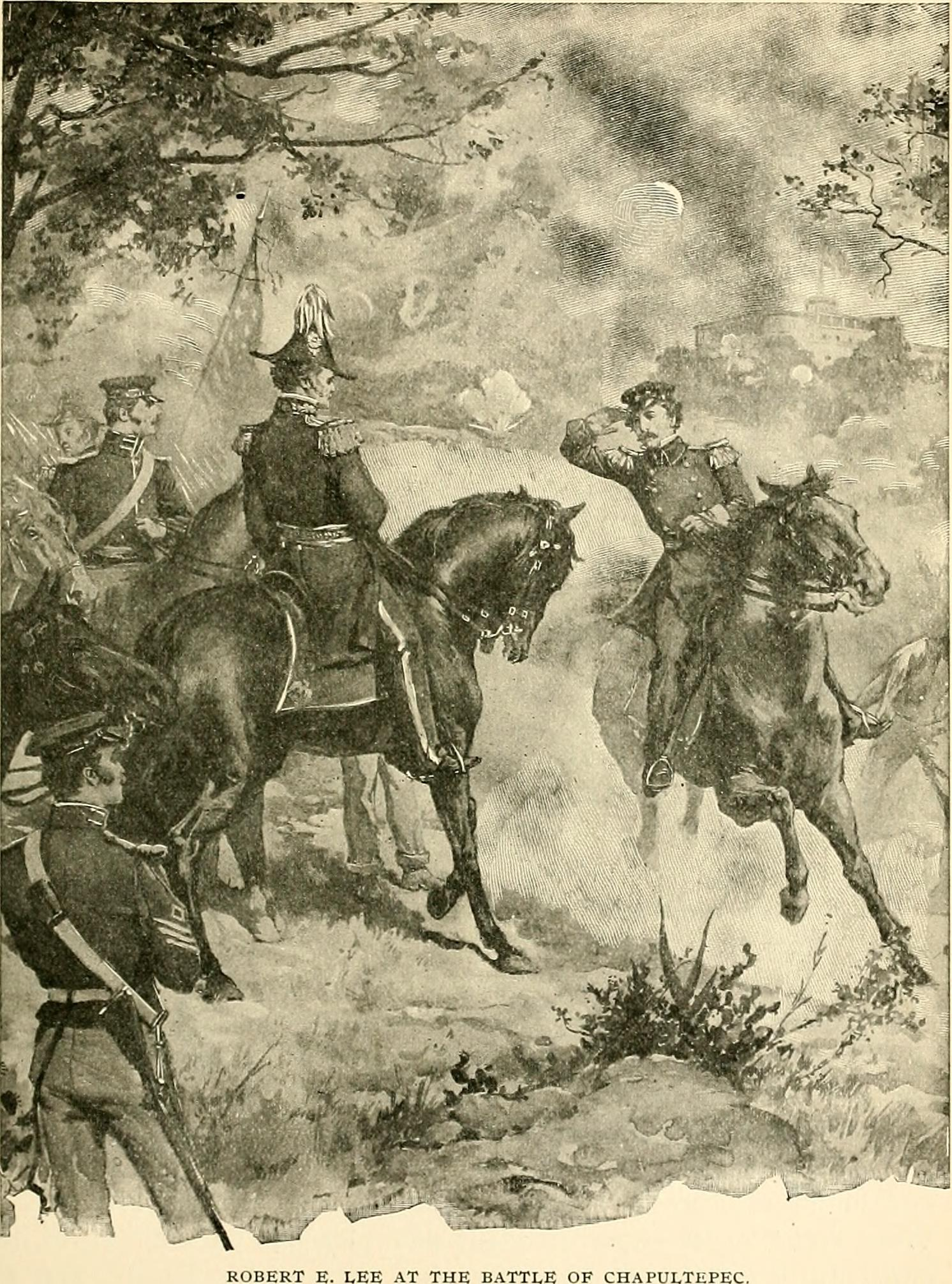
Ли при Чапультепеке

При подготовке штурма Ли было поручено выбрать места для установки батарей, что он и сделал при содействии своего помощника, лейтенанта Джорджа Макклеллана. Когда 13 сентября начался штурм Чапультепека, капитан Ли, несмотря на двое суток без сна, был назначен проводником наступающей дивизии Гидеона Пиллоу. Подробности его участия в штурме неизвестны, но непосредственно после взятия Чапультепека он получил лёгкое ранение, а затем упал в обморок от истощения сил (в первый и последний раз в жизни, по словам Фримана). На следующий день мексиканская армия покинула столицу; Ли вошёл в город вместе с передовым отрядом.
После взятия Мехико Ли занялся картографированием укреплений мексиканской столицы и в это время был свидетелем конфликта между Скоттом, генералом Уортом и генералом Пиллоу. В частном разговоре Ли признался Генри Ханту, что хотел бы как-нибудь примирить Скотта с генералами. «Он был миротворцем по своей природе», писал по этому поводу Генри Хант.
29 июня 1848 года Ли вернулся в Вашингтон и несколько месяцев пробыл дома в Арлингтоне (где успел составить несколько карт Мексики), а 21 июля его включили в группу инженеров, которая фортифицировала Атлантическое побережье. 24 августа 1848 года был издан официальный приказ, присваивающий Ли временное звание полковника регулярной армии за Чапультепек. Теперь его официально звали «Полковник Ли», согласно традиции обращаться к офицеру по высшему временному званию. Как раз в это время правительство приняло решение усилить город Балтимор ещё одним фортом (Фортом Кэрролл), и 13 сентября Ли был туда направлен. Он прибыл в Балтимор в ноябре, но по различным причинам работы были отложены до весны 1849 года.

## 1850-е годы

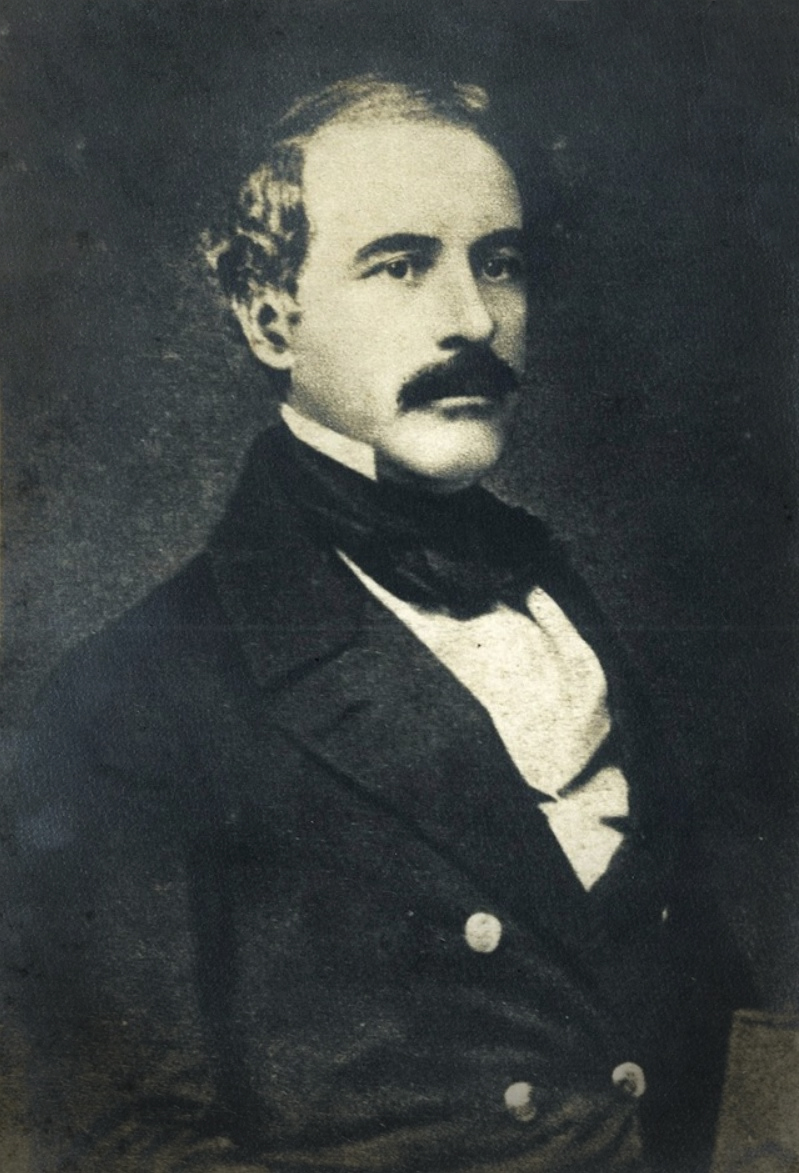
Ли около 1850 года (43 года)

Весной 1849 года Ли посещал Флориду, изучая места, пригодные для сооружения фортов, а в апреле вернулся к сооружению форта Кэрролл. В августе он посещал штат Род-Айленд, где инженеры также искали удобные места для фортов. В это время он впервые в жизни заболел (вероятно, малярией); это была его единственная болезнь вплоть до 1863 года.
Кубинские революционеры в это время планировали высадку на Кубу и предложили генералу Уорту возглавить командование. Но Уорт умер, не успев принять решение. Тогда командование было предложено Джефферсону Дэвису, который отказался, но посоветовал обратиться к Роберту Ли. Ли оказался перед сложным выбором. Несомненно, ему хотелось принять командование полевой армией, завоевать свободу для Кубы и войти в историю наравне с Джорджем Вашингтоном, но ему казалось неэтичным покинуть американскую армию и перейти на службу другому государству. Ли отправился в Вашингтон и обратился за советом к Джефферсону Дэвису. Ответ Дэвиса неизвестен, но после разговора Ли отказался от предложения. «Что бы произошло в обратном случае? — задавался вопросом Дуглас Фриман, — экспедиция была разгромлена; смог бы Ли спасти её или же он закончил бы свои дни в 1852 году под огнём испанской пехоты?».
Ли руководил строительством до 1852 года. Неожиданно 28 мая 1852 года Ли получил письмо из Вашингтона от генерала Тоттена, главного инженера армии США: «Вы должны быть готовы временно передать работы, коими руководите, лейтенанту Уайтингу, отбыть в Вест-Пойнт в конце августа, а 1 сентября сменить капитана Брюэртона на посту суперинтенданта Военной Академии, а капитан Брюэртон продолжит работы в форте Кэрролл». Он с неохотой согласился, исключительно из-за настойчивости военного департамента.

### Служба в Вест-Пойнте

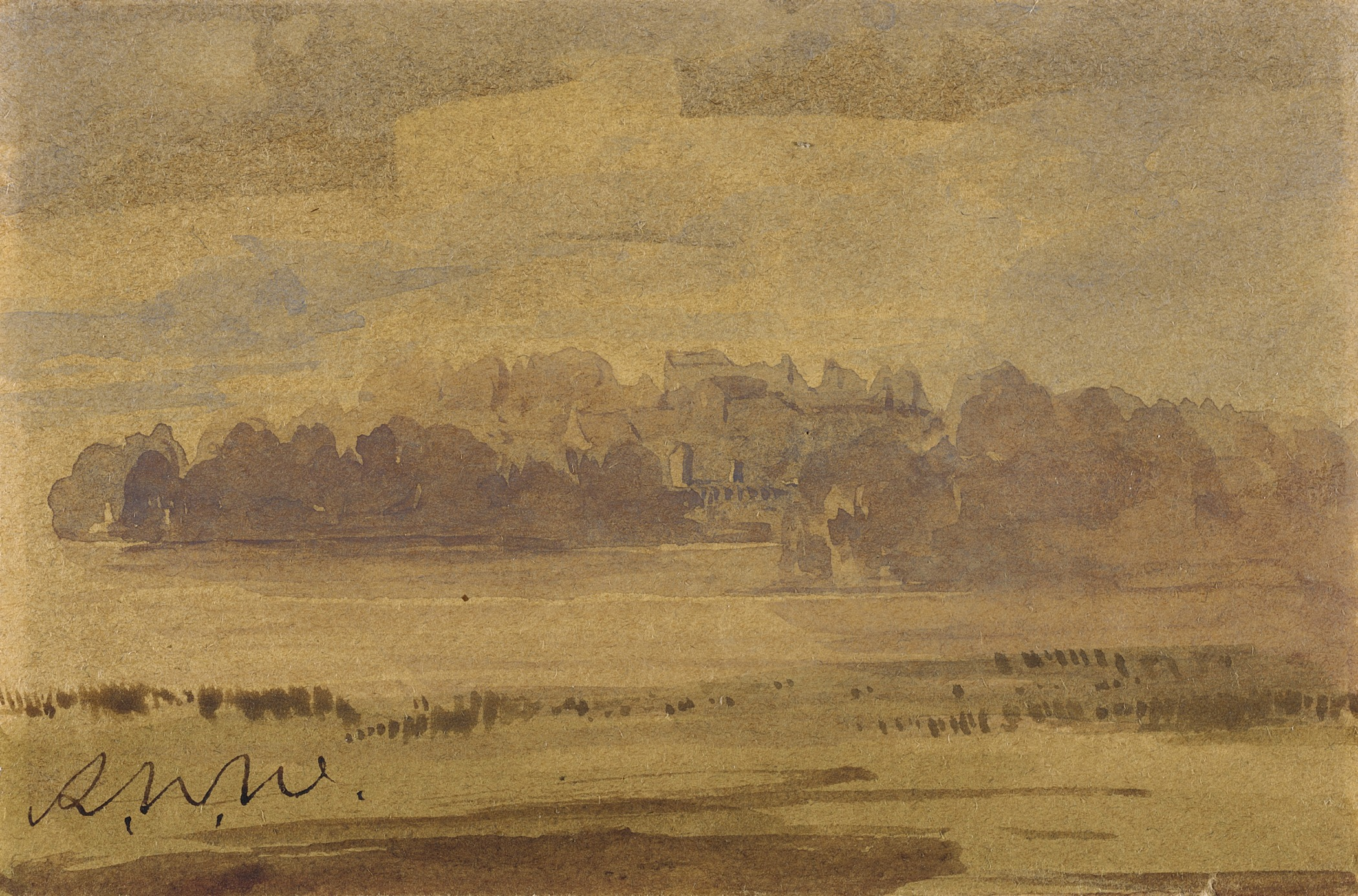
Вест-Пойнт, акварель работы Роберта Вейра.

В годы суперинтендантства Ли в Академии работали Джордж Томас (инструктор артиллерии и кавалерийской тактики), Джордж Каллум (профессор инженерии) и Фицджон Портер (адъютант). Рисование преподавал Роберт Вейр, а комендантом кадетов был Брэдфорд Элден, которого почти сразу сменил Роберт Гарнетт.
Семья время от времени навещала Ли и жила в доме суперинтенданта. Его старший сын Кастис Ли поступил в Вест-Пойнт в это самое время и окончил академию в 1854 году, первым в своём классе. Первое время у Ли было много проблем с дисциплиной в Академии. Очень часто отчисленных за нарушение дисциплины студентов возвращали в Академию по требованию военного министерства, которым тогда руководил Чарльз Конрад. Только в марте 1853 года Конрада сменил бывший вест-пойнтец, Джефферсон Дэвис, который имел хорошие отношения с Ли и понимал важность поддержания дисциплины. С этого момента проблем у Ли стало существенно меньше.

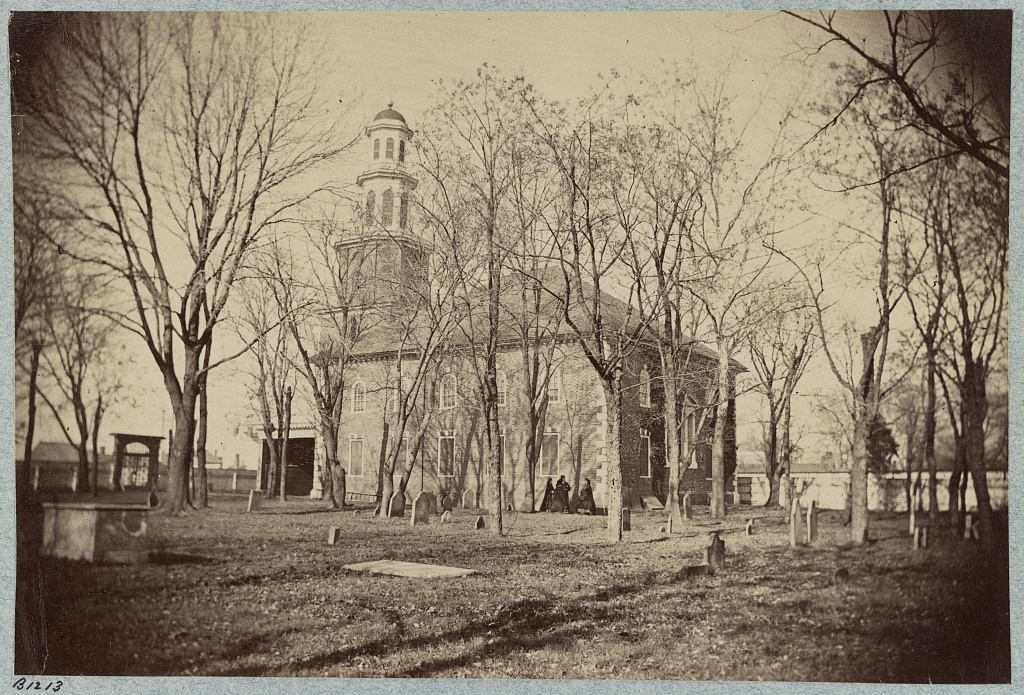
Церковь Христа в Александрии (фото 1860-х годов)

В апреле тяжело заболела Мэри Ли Кастис, мать жены Роберта. 23 апреля она умерла, что стало тяжёлым ударом для Ли, который долгое время относился к ней почти как к собственной матери.
5 июля Ли взял отпуск (передав Академию в управление Каллуму) и отправился в Арлингтон. Ли с детства был глубоко религиозным человеком, но при этом не был прихожанином конкретной церкви. Поскольку его дочери достигли возраста конфирмации, а также, вероятно, под влиянием пережитого в годы Мексиканской войны и смерти Мэри Кастис он решил формализовать свою веру. 17 августа 1853 года он вместе с дочерьми Мэри и Анной прошёл конфирмацию в Церкви Христа в Александрии. Конфирмацию провёл преподобный Джон Джонс, епископ Вирджинии.
Годы, проведённые в Вест-Пойнте, помогли Ли глубже понять тех людей, которые впоследствии стали его союзниками и противниками в годы Гражданской войны. Он, как минимум, должен был знать Фицджона Портера, Фила Шеридана (выпускника 1853 года) и Джеба Стюарта. Опыт управления Академией также помог ему в будущем стать президентом Университета Вашингтона.

### Служба в Техасе
В 1853 году военный секретарь Джефферсон Дэвис предложил увеличить численность регулярной армии, и 3 марта 1855 года Конгресс издал акт о формировании двух пехотных и двух кавалерийских полков. Командиром 2-го Кавалерийского полка был назначен Альберт Сидни Джонстон, а подполковником в полк был назначен Ли. Ли был не очень рад новому назначению: это не давало прибавки к зарплате, но означало очередную разлуку с семьёй. 15 марта он принял новое назначение, а 31 марта сдал пост суперинтенданта майору Джонатану Барнарду и отбыл в Арлингтон.
21 апреля Ли получил приказ отправиться в Луисвилл (Кентукки) и временно принять командование полком в отсутствие командира. В это время майором полка служил Уильям Харди, капитанами — Эрл ван Дорн, Джордж Стоунман и Эдмунд Кирби Смит, лейтенантами — Чарльз Филд и Джон Худ. Вскоре полк был отправлен в Сент-Луис в Миссури, а 27 октября переведён в Техас. Ли в это время был временно назначен членом трибунала и отправлен в Карлайл и Вест-Пойнт, и только 6 марта 1856 года он прибыл в Сан-Антонио в Техасе, а оттуда в штаб полка в форте Мейсон. 27 марта Джонстон отправил Ли в Форт-Купер, в 274 километрах на север от форта Мейсон, где Ли возглавил два эскадрона полка, сменив майора Харди. Рядом с фортом обитало племя команчей, которое правительство США снабжало одеждой и продовольствием.

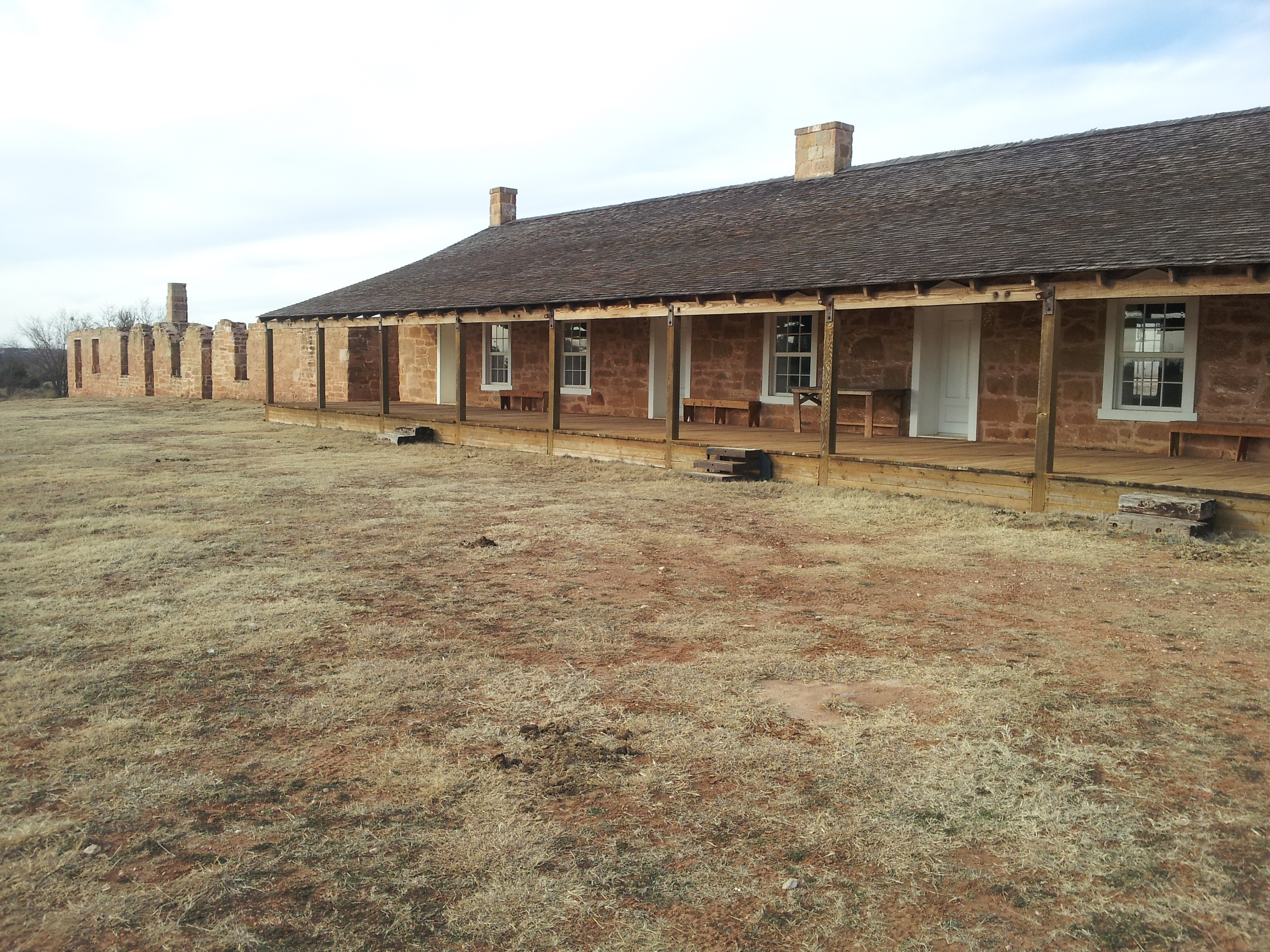
Казармы форта Чадберн (2014)

Вскоре стало известно о беспорядках, учинённых индейцами у форта Чадберн, и подполковнику Ли было поручено разобраться. Он прибыл в форт Чадберн и 18 июня выступил во главе четырёх эскадронов на поиски индейцев. Никого обнаружить не удалось, и 23 июля кавалерия вернулась в лагерь. Это был первый и последний рейд Ли на индейскую территорию.
Несколько месяцев службы в Сан-Антонио протекли спокойно, а 21 октября 1857 пришло известие о смерти тестя Ли — Джорджа Вашингтона Кастиса. В Арлингтоне не осталось мужчин, и Ли был вынужден запросить отпуск. 24 октября двухмесячный отпуск был утверждён, и Ли покинул Сан-Антонио, фактически завершив службу в Техасе. Месяцы, проведённые в Техасе, приучили Ли к трудностям военного быта и научили командовать людьми в полевых условиях. Если в Вест-Пойнте он имел дело с начинающими военными, то в Техасе ему пришлось работать с опытными войсками.
1 ноября 1857 года Ли прибыл в Арлингтон, где застал жену тяжело больной. Её мучил артрит, она с трудом передвигалась по дому и фактически стала инвалидом. После смерти тестя Ли оказался одним из четырёх душеприказчиков, но в итоге ему самому пришлось решать все проблемы с наследством. Практически всё имущество умерший завещал внукам: усадьба Арлингтон досталась Кастису Ли, плантация «Белый дом» досталась Руни Ли, усадьба Романкок досталась Роберту Эдварду Ли Младшему, дочери получили по 10 000 долларов. Сам Ли получил небольшой участок в Вашингтоне. Все рабы покойного (196 человек) должны были быть освобождены в течение пяти лет. При этом покойный оставил долгов на 10 000 долларов, а его Арлингтонская усадьба пришла в крайнее запустение.
Ли запросил продление отпуска и получил отсрочку до 1 декабря 1857 года (она была продлена затем до 1 мая 1858 года). Наступил самый депрессивный период в его жизни. Ему пришлось вести жизнь фермера, приводя в порядок усадьбу при нехватке средств. По словам Фримана, управлять реконструкцией Арлингтонской усадьбы было труднее, чем командовать Вест-Пойнтом или строить форты. 18 февраля Кастис Ли передал Арлингтон (своё наследство) отцу в полную собственность. Несмотря на это, проблем было так много, что Ли думал об отставке.

### Дело Норриса

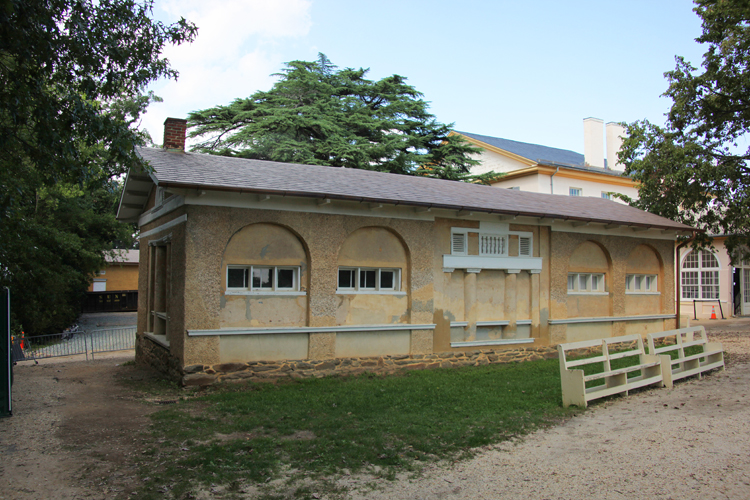
Дом для рабов в Арлингтоне

В имении Арлингтон в качестве прислуги жили 63 раба. Ли не мог их всех содержать, поэтому он отправил несколько слуг в восточную Вирджинию. Там двое из них (Уэсли и Мэри Норрис) сбежали и решили пробраться в Пенсильванию, но были схвачены в Мериленде и возвращены в Арлингтон. 24 июня 1859 года в аболиционистской газете New York Daily Tribune были опубликованы два анонимных письма. Их авторы утверждали, что Ли приказал высечь Норрисов, а когда надсмотрщик отказался сечь женщину, то Ли взял кнут и высек её лично.
После Гражданской войны Уэсли Норрис дал интервью газете National Anti-Slavery Standard, где рассказал, что Ли приговорил его к 50 ударам кнута (а Мэри — к 20), лично присутствовал при экзекуции, а когда надсмотрщик отказался выполнять приказ, то велел выполнить его окружному констеблю. Норрис не утверждал, что Ли лично сёк его кнутом. Затем, по словам Норриса, Ли сослал их на работы в Алабаму, откуда Уэсли был отправлен в Ричмонд в январе 1863 года. Оттуда он сбежал за линию фронта. Однако федеральные службы доложили, что Норрис прибыл к ним 5 сентября и что он имел при себе пропуск от Кастиса Ли, так как Ли освободил всех Арлингтонских рабов в указанный по завещанию тестя в пятилетний срок — до 29 декабря 1862 года.
В историографии сложились различные мнения по поводу достоверности показаний Норриса и газетчиков. В целом считается возможным, что Ли наказал беглецов, но едва ли он велел их выпороть, и тем более маловероятно его личное участие в этом наказании в качестве палача. Дуглас Фриман считает эту историю невероятной. Майкл Феллман в книге «The Making of Robert E. Lee» считает личное участие Ли «совершенно невероятным», но всё же допускает, что порка имела место. Историк Бернс-Мари Ейтс в книге «The Perfect Gentleman» соглашается с Фриманом. Биограф Элизабет Браун Прайор полагает, что утверждение базируется на нескольких независимых описаниях события и может быть достоверным. Майкл Корда в книге «Clouds of Glory» утверждает, что личное участие Ли больше напоминает пропагандистское преувеличение, но Ли вполне мог отдать такой приказ и наблюдать за его выполнением. Джо Райан в своей статье «General Lee: Slave Whipper?» считает и саму порку маловероятной, исходя из того, что сестра Мэри Норрис по имени Салина Грей долгое время после 1859 года сохраняла хорошие отношения с женой Роберта Ли.

### Восстание Джона Брауна
Ли находился в Арлингтоне, когда утром 17 октября 1859 года к нему прибыл первый лейтенант Джеб Стюарт с письменным приказом срочно явиться в Военный Департамент. В Департаменте Ли узнал, что в Харперс-Ферри ночью произошло нечто странное — возможно, даже восстание. Это событие восприняли очень серьёзно и отправили в Харперс-Ферри военных из форта Монро и мерилендское ополчение, а Ли получил приказ возглавить эти силы. Джеб Стюарт вызвался быть при нём адъютантом. Прибыв в 10:00 в Сэнди-Хук, Ли узнал, что восставшие забаррикадировались в здании пожарной охраны вместе с заложниками, и решил, что это здание будет несложно взять штурмом. В 23:00 его люди перешли Потомак и окружили арсенал. Ли решил не начинать атаку, чтобы не пострадали заложники. Около полуночи он написал восставшим письмо с предложением капитуляции:

Штаб в Харперс-Ферри 

18 октября 1859 

Полковник Ли, армия США, командующий частями, присланными Президентом США для подавления беспорядков в данной местности, предлагает капитуляцию лицам, находящимся в здании арсенала. Если они мирно сдадутся и вернут украденное имущество, они будут находиться под охраной в ожидании решения президента. Полковник Ли честно предупреждает их, что скрыться им не удастся. Арсенал окружён со всех сторон, и если ему придется взять его силой, то он не отвечает за их безопасность.
Оригинальный текст (англ.)–  Headquarters Harpers Ferry,   
October 18, 1859.

Colonel Lee, United States Army, commanding the troops sent by the President of the United States to suppress the insurrection at this place, demands the surrender of the persons in the armory buildings. If they will peaceably surrender themselves and restore the pillaged property, they shall be kept in safety to await the orders of the President. Colonel Lee represents to them, in all frankness, that it is impossible for them to escape; that the armory is surrounded on all sides by troops; and that if he is compelled to take them by force he cannot answer for their safety. 
— 

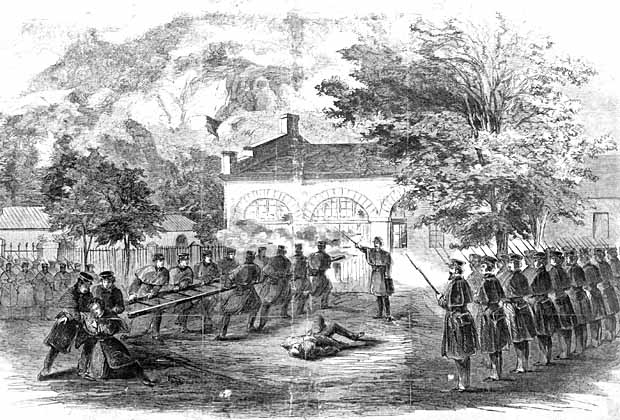
Harper's Weekly Морские пехотинцы атакуют здание пожарной части.

К 07:00 приготовления были завершены, и Ли, всё ещё в гражданской одежде, встал неподалёку от входа в здание пожарной охраны, пехотинцы заняли свои места, а гражданское население города, около 2000 человек, собралось наблюдать за происходящим. Стюарт подошёл к дверям пожарной части и зачитал восставшим письмо. Ему ответил человек, в котором Стюарт опознал Джона Брауна. Начались долгие переговоры, которые ни к чему не привели — Стюарт повернул обратно и дал сигнал к атаке шляпой. Ли лично проинструктировал отряд применять при атаке только штыки, чтобы случайно не задеть выстрелами заложников. Через несколько минут всё было кончено.
На следующий день Ли завершил все дела, написал краткий отчёт, съездил в Плезант-Велли, откуда поступали слухи о беспорядках, а 20 октября отбыл на поезде в Вашингтон, где составил полный рапорт. Впрочем, ситуация в Харперс-Ферри казалась неспокойной, и по настоянию губернатора Вирджинии президент 20 ноября вернул Ли в город для охраны арсенала. Он покинул город в декабре, а впоследствии вызывался для дачи показаний по этому делу.

## Гражданская война
1860 год Ли провёл в Техасе, куда был направлен почти сразу после Харперс-Ферри. 19 февраля он прибыл в Сан-Антонио-де-Бехар, где его первой проблемой стали бандиты из группировки Хуана Кортины, которая была разбита Хейнцельманом в конце декабря, но ещё представляла опасность. Ли предпринял несколько рейдов по округе в поисках Кортины, но безуспешно. В середине мая Ли прекратил поиски.
Остаток года Ли провёл в рутинной гарнизонной работе. Ему было уже 53 года и он оставался в звании подполковника с годовым окладом в размере 1205 долларов, такой доход был недостаточным для отца четырёх дочерей и мужа женщины-инвалида. В очереди на звание генерала он был 23-м: старше его были 19 полковников и 3 подполковника. У Ли было мало шансов на повышение, поэтому, как писал Фриман, он встретил осень 1860 года в упадке духа.
В декабре командование войсками в Техасе принял генерал Твиггс, который 16 февраля следующего года сдался армии Техаса. Ли был вынужден покинуть Техас и отправился в Арлингтон.

### Сецессия

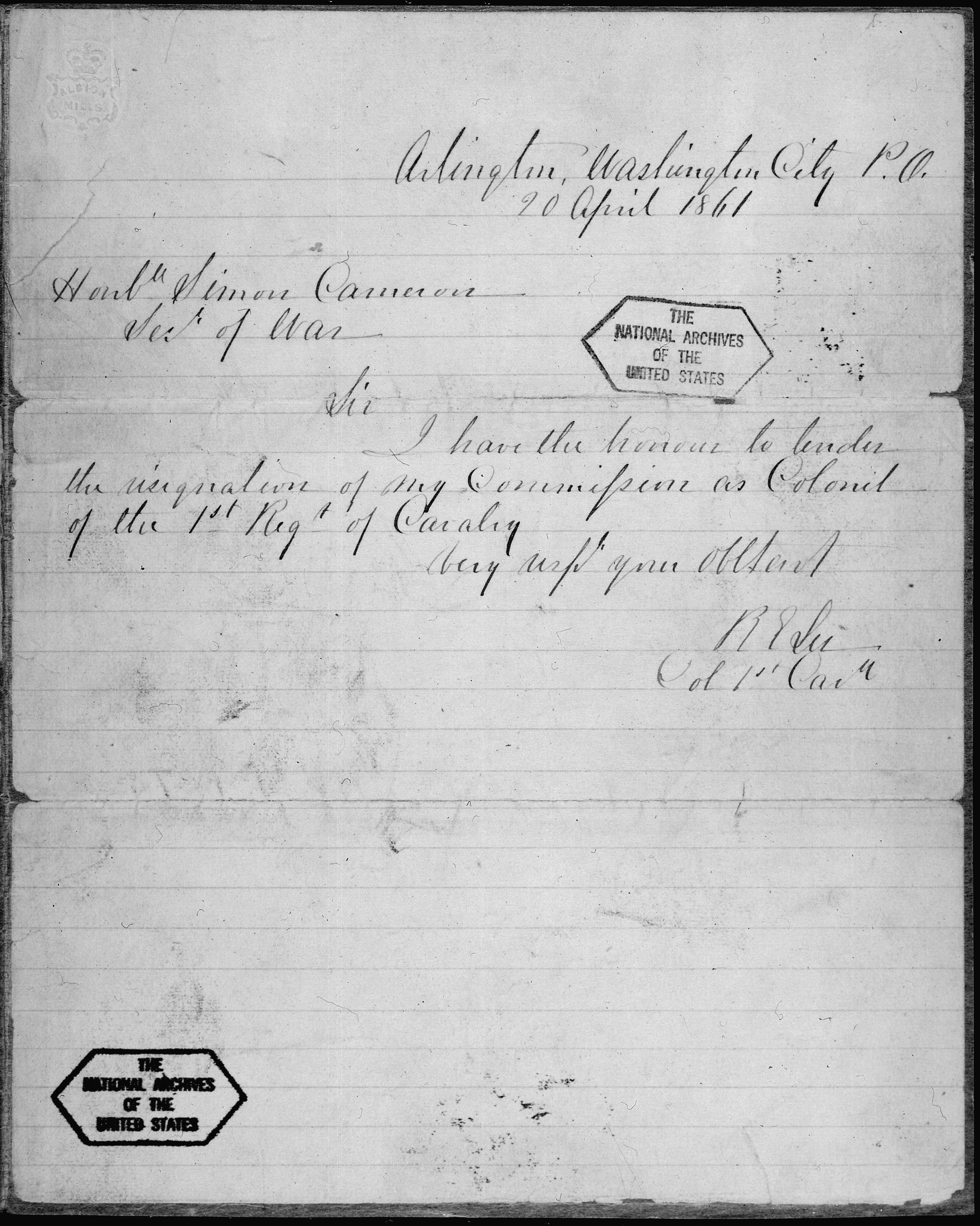
Заявление Ли об увольнении из армии США: «Имею честь подать в отставку с должности полковника 1-го кавалерийского полка»

Через несколько дней после возвращения Ли был вызван к генералу Скотту. Точное содержание их трёхчасового разговора неизвестно: предположительно, Скотт сказал, что ему, вероятно, предстоит возглавить армию, но так как он слишком стар для полевой службы, то он бы хотел, чтобы Ли стал его заместителем. Ли отклонил предложение. Скотт, однако, надеялся удержать Ли в федеральной армии. 1 марта 1861 года генерал Твиггс был лишён звания за капитуляцию гарнизона в Техасе, а его место бригадного генерала 16 марта занял Эдвин Самнер, чьё место полковника было передано Ли, президент подписал приказ о присвоении звания, и 28 марта Ли получил его. Примерно в те же дни Ли мог получить письмо от военного секретаря Конфедерации (написанное 15 марта), где ему предлагали звание бригадного генерала Конфедерации. Ответ Ли неизвестен — он или отказался, или проигнорировал письмо, считая, что имеет право служить или Союзу, или Вирджинии, но никому более.
Между тем, накалялась обстановка около Форта Самтер и 12—14 апреля произошло сражение за форт Самтер, после чего Линкольн издал прокламацию о призыве добровольцев, фактически объявив войну Конфедерации. 17 апреля Вирджинский Совет собрался обсудить вопрос о сецессии, а Фрэнсис Блэр вызвал Ли на переговоры. Утром 18 апреля Ли явился в дом Блэра на Пеннсильвания-Авеню, где Блэр предложил ему возглавить добровольческую армию США для войны с Конфедерацией. Ему предложили звание генерал-майора, полную поддержку правительства, командование армией, в которой уже служили многие его друзья, в целом — всё, о чём только может мечтать военный. Ли отказался принять предложение. После этого он отправился в офис генерала Скотта и рассказал ему об этом разговоре. «Ли, — сказал Скотт, — вы совершаете величайшую ошибку в своей жизни. Я опасался, что именно так и произойдёт».
Так как Ли не желал участвовать в войне против Юга, его положение оказалось, по выражению Скотта, «двусмысленным». В случае начала войны он обязан был или воевать, или же отказаться и быть уволенным из армии, а это считалось бесчестием. Выходом было уволиться ещё до начала войны, а Ли оттягивал это, насколько возможно. Ли вернулся домой в Арлингтон, а на следующий день отправился в Александрию и там узнал, что Вирджинский Совет принял решение о сецессии. Следующей ночью Ли написал заявление об увольнении из армии.

### В начале войны
22 апреля Ли прибыл в Ричмонд и встретил губернатора Джона Летчера. Летчер сообщил ему, что ранее Совет создал должность командира сухопутных и морских сил Вирджинии в ранге генерал-майора и Ли был рекомендован на это место. Ему даже послали письмо, но, видимо, они разминулись по дороге. Ли ответил, что готов служить своему штату, хотя не особенно стремится к военной службе. На ночной сессии Совета кандидатура Ли была утверждена. Он стал генерал-майором и командующим вооружёнными силами Вирджинии.
Утром 23 апреля Ли издал «Генеральный приказ № 1», где объявил о том, что принимает командование, а днём явился на сессию Вирджинского Совета для официальной церемонии назначения. Джубал Эрли (член совета от округа Франклин), впоследствии писал: «Те, кто видел его выступление перед Советом, кто слышал его скупые достойные, сильные и выразительные слова, с которыми он посвятил себя и свою шпагу делу родного штата, никогда не забудут эту сцену. Все поняли, что у штата, наконец, появился лидер».
Первые шаги Ли на этом посту изучены плохо, хотя они весьма интересны, «…они показывают, каким образом опытные военные решают проблемы, которые встают перед любым демократическим обществом, вынужденным создавать армию из необученных граждан в начале войны, к которой никто не готовился, — писал Дуглас Фриман, — изучение этих его шагов в апреле—мае могло бы спасти от ошибок в начале испанской войны в 1898 году и могло бы упростить мобилизацию 1917 года».
У Ли было всего 12 дней на подготовку к вторжению федеральной армии, которое ожидалось 5 мая. Он решил придерживаться оборонительной стратегии и, по возможности, не давать противнику повода для нападения. Ему пришлось пережить нападки тех, кто выступал за немедленное вторжение на Север и осуждал его за медлительность. Так как федеральный флот был более опасен, чем формирующаяся армия, то главная опасность виделась со стороны моря. Ли распорядился перекрыть фортами и батареями основные реки, а также вывезти всё оборудование из арсеналов Харперс-Ферри. Именно в эти дни он впервые встретил Томаса Джексона, командующего в Харперс-Ферри.
Одновременно с сооружением фортов требовалось сформировать армию, а для этого надо было выбрать грамотных офицеров для полевой армии и штаба. Офицеры набирались, в основном, из военных, покинувших федеральную армию. По мере приближения 5 мая стала очевидна необходимость всеобщей мобилизации. 3, 6, 7 и 9 мая Ли издал несколько призывов, обращённых к разным частям штата. К концу мая в штате было уже несколько лагерей, где новобранцы проходили военную подготовку. Проблемой была нехватка оружия; многие роты пришлось вооружать старыми гладкоствольными мушкетами. На протест одного военного Ли ответил: «Сэр, почему бы вашим людям не написать письмо мистеру Линкольну и не попросить его подождать несколько месяцев, чтобы мы успели как следует подготовиться?». Ещё хуже дело обстояло с кавалерией, для которой запас оружия закончился 12 мая. Ли посоветовал кавалеристам добыть себе оружие самостоятельно.
8 июня 1861 года вооружённые силы Вирджинии были переведены в Армию Конфедерации. В результате Ли оказался главнокомандующим без армии — все набранные им полки подчинялись теперь военному департаменту. «Я не знаю, что со мной будет дальше, — писал он жене, — неплохо бы вернуться к частной жизни, особенно если получится быть с тобой и с детьми, но если я чем-то могу быть полезен штату, то я останусь». На его долю осталась кое-какая рутинная работа, например, он все ещё командовал теми вирджинскими частями, которые формировались и ещё не были формально включены в армию Конфедерации. Фактически, до весны 1862 года он оставался главнокомандующим вирджинскими войсками, занимаясь их набором и организацией.
21 июля произошло первое сражение при Булл-Ран, которое закончилось победой армии Юга. Ли не присутствовал на поле боя (президент велел ему оставаться в Ричмонде), но победа стала возможна отчасти благодаря его усилиям, на что потом обращал внимание Джубал Эрли. 8 пехотных полков на поле боя, почти четверть всей армии, были вирджинскими, собранными и снаряжёнными благодаря усилиям Роберта Ли на посту главнокомандующего армией штата.

### Война в Западной Вирджинии
28 июля 1861 года Ли покинул Ричмонд и по поручению президента отбыл в Западную Вирджинию, где небольшая армия Конфедерации терпела поражение за поражением от федеральной армии генерала Макклеллана. В обязанности Ли входила координация действий отдельных командиров, он не был уполномочен командовать боевыми частями напрямую. Вечером того же дня Ли прибыл в Стаутон, переполненный дезертирами и ранеными, а утром 29 числа отбыл в Монтерей, где явился в штаб генерала Генри Джексона. К моменту его прибытия необученные и плохо организованные войска Юга удерживали городок Монтерей и перевалы хребта Эллени, прикрывая Центральную Вирджинскую железную дорогу, а федеральная армия неизвестной численности удерживала позиции на горе Чит-Маунтин. От Ли требовалось координировать наступление на Чит-Маунтин полков Джексона и Лоринга, но генерал Лоринг неохотно подчинялся Ли и не желал выполнять его инструкций. Ли не решился давить на Лоринга или отстранять его от командования, а постарался найти к нему дипломатический подход. Это был первый раз, когда Роберту Ли пришлось выбирать между кодексами поведения джентльмена и офицера, и необходимость делать этот выбор преследовала его всю войну.
Дожди и упрямство Лоринга мешали наступлению, поэтому весь август Ли провёл в рекогносцировках. 31 августа правительство Конфедерации официально утвердило его звание полного генерала армии, к которому он был представлен ещё 16 мая. В тот же день аналогичное звание получили ещё четверо: Самуэль Купер, Сидни Джонстон, Джозеф Джонстон и Пьер Борегар. Звания были датированы так, что первые двое стали старше Ли по званию, а вторые — младше. Это вызвало возмущение Джозефа Джонстона, которое не покидало его до конца войны.
Между тем, разведка обнаружила неохраняемый фланг противника и неохраняемую высоту. Ли принял решение начать сражение. По составленному плану полковник Альберт Раст должен был скрытно выйти во фланг противника силами своего 3-го арканзасского полка, генерал Самуэль Андерсон — выйти в тыл и не пропускать подкрепления, а генерал Джексон — атаковать позиции на Чит-Маунтин с востока. 9 и 10 сентября армии начали выдвигаться на позиции, чтобы начать основное наступление 12 сентября. Однако задуманной атаки не получилось: генерал Раст был введён в заблуждение пленными и отменил наступление. Время было упущено, припасы подходили к концу, коммуникации были в плохом состоянии, и Ли пришлось отводить свои части обратно на восток. Первая кампания Ли закончилась бесславно — он не добился никакого результата. Обстоятельства были против него, но и у Ли были ошибки — он доверил Расту командовать наступлением без предварительной разведки местности более опытными военными. Эдвард Бонкемпер считает неудачу при Чит-Маунтин предшественницей неудач Ли в Семидневной битве 1862 года и приводит мнение историка Мартина Флеминга, который писал, что «Ли не был строгим командиром. Он старался избегать персональных обсуждений и хорошо работал с теми, кого близко знал. Он давал им свободу трактовки его приказов… Такой подход иногда порождал проблемы, и во время кампании в северо-западной Вирджинии проблемы возникли с Лорингом, а позже в долине Канова — с Уайзом и Флойдом».

### Оборона Южной Каролины
Вернувшись из Западной Вирджинии, Ли навестил семью, после чего встретился с новым военным секретарём, Джудой Бенджамином. 5 ноября поступили новости об активизации федерального флота у побережья Южной Каролины. У Конфедерации здесь было мало сухопутных сил и совсем не было морских, а участок находился на стыке зоны ответственности Вирджинии и Южной Каролины. Президент Дэвис решил создать на этой территории специальный военный департамент, и Роберту Ли было поручено его возглавить. Это назначение не все восприняли с энтузиазмом. Многим казалось, что Ли недостаточно решительный генерал, и президент на всякий случай заверил губернаторов Южной Каролины и Джорджии, что Ли лучше всего подходит для этой должности.
7 ноября Ли прибыл в Чарльстон, где узнал, что федеральный флот только что атаковал форты Уокер и Борегар. После эвакуации фортов в распоряжении Ли оказалось 6800 человек, разбросанных между Саванной и Чарльстоном, и около 5500 человек в Саванне (под командованием Александра Лоутона). Он решил приготовить к обороне форт Пуласки, перекрыть фарватеры основных рек, а все имеющиеся пехотные части собрать в одно место на наиболее опасном направлении.
Изучив местность, Ли понял, что имеющимися у него силами невозможно контролировать все острова и устья рек, и поэтому 19 ноября решил перенести линию обороны вглубь континента. Он вывел орудия с мелких укреплений на побережье и стал возводить линию укреплений там, куда не достигал огонь орудий федерального флота. Форт Пуласки он всё же решил оборонять как можно дольше. Наблюдение за работами требовало частых разъездов. Ли приобрёл для этих целей серого коня по имени Гринбрайер, который оказался исключительно выносливым и со временем получил прозвище «Бродяга» (англ. Traveller). Весь декабрь и январь шли работы по сооружению укреплений и усилению гарнизонов. В феврале Конфедерация перенесла несколько неудач на западе, и по этой причине у Ли забрали часть его войск — около 4000 человек. 2 марта Ли был срочно вызван в Ричмонд и покинул Южную Каролину. Уже в его отсутствие 10 апреля федеральный флот разрушил форт Пуласки, однако продвинуться дальше к Саванне северяне не смогли до конца войны.

### Советник президента
В феврале-марте 1862 года президент Дэвис был вынужден отправить в отставку военного секретаря Джуду Бенжамина. Конгресс Конфедерации был не против кандидатуры Роберта Ли на должность нового секретаря и специально издал акт, согласно которому генерал армии мог принять этот пост без утраты звания. Однако президент Дэвис полагал, что эту должность может занимать только гражданское лицо. В итоге были созданы два поста: Джордж Рэндольф стал военным секретарём, а Ли — военным советником президента. 14 марта он вступил в новую должность. По закону ему полагался военный секретарь и четыре адъютанта. Эти должности заняли Армистед Лонг (секретарь), Вальтер Тейлор, Томас Тэлкотт, Чарльз Вейнабл, Чарльз Маршалл.
Ли стал советником президента в сложный момент: с октября прошлого года Конфедерация нигде не добилась успеха. Армия Сидни Джонстона покидала Кентукки и Теннесси, генерал Леонидас Полк оставил форт Коламбус. Эмиссары Конфедерации в Европе уже не воспринимались всерьёз, и шансы на вмешательство европейских стран были ничтожны. Более того, в арсеналах Юга заканчивался порох и оружие. На одной из первых встреч с президентом Ли узнал, что армия Джонстона готовится оставить позиции у Потомака и отступить к Ричмонду.
24 марта Ли получил донесения об активизации федерального флота и усилении федеральной армии в форте Монро. Ли предположил, что генерал Джордж Макклеллан или готовится усилить отряд Бернсайда в Северной Каролине, или же собирается высадиться на Вирджинском полуострове. Надо было срочно усиливать отряд Магрудера под Йорктауном, но Джозеф Джонстон согласился выделить только две бригады. Ли отправил одну Магрудеру, а вторую — Хьюджеру к Норфолку. Он нашёл ещё 1000 человек и отправил их на полуостров, но без оружия: в арсеналах Ричмонда не оказалось даже старых кремнёвых мушкетов.
1 апреля Макклеллан высадился около форта Монро и начал кампанию на Вирджинском полуострове. В последующие 5 дней к нему была переброшена вся Потомакская армия. 4 апреля кавалерия Стюарта донесла, что федеральные транспорты движутся вниз по Потомаку, а Магрудер сообщил о выдвижении федеральной армии к Йорктауну. Ли предположил, что эти события связаны и что северяне усиливают группировку на полуострове. Он приказал переправить туда три дивизии (Дэвида Джонса, Джубала Эрли и Дэниеля Хилла), оставив Джонстону 4 дивизии для прикрытия Ричмонда с севера. В итоге к 11 апреля армия Магрудера выросла до 31 500 человек, а у Джонстона осталось 28 000 человек.
21 и 25 апреля Ли написал два письма Томасу Джексону, предлагая ему атаковать противника в долине Шенандоа, чтобы отвлечь его от наступления на Ричмонд. Эти письма отражают суть его последующих отношений с Джексоном: Ли кратко изложил свой замысел, доверив Джексону его реализацию. «На таком расстоянии я не претендую на прямое управление операциями, — писал Ли, — тем более, что они зависят от обстоятельств, мне неизвестных… поэтому передаю эти решения на ваше усмотрение». Эта стратегия дала хорошие результаты, потому что Джексон, в отличие от прочих командиров, прекрасно себя чувствовал без контроля со стороны Ли.
Потомакская армия сумела подойти к Ричмонду с востока, в то время как корпус Макдауэлла угрожал Ричмонду с севера. В конце мая генерал Джонстон атаковал противника у Севен-Пайнс, но потерпел неудачу и сам был ранен 1 июня. Командование принял Густавус Смит. Президент Дэвис присутствовал на поле боя вместе с Ли. Вечером они направились в Ричмонд. В этот момент Дэвис, по словам Фримана, «произнёс несколько простых слов, которые изменили весь ход войны в Вирджинии» и передал командование армией Ли.

### Во главе Северовирджинской армии
Сражение при Севен-Пайнс продолжалось, и утром 1 июня генерал Смит запросил подкреплений. Ответ Ли адресовал «Командующему Северовирджинской армией» (Genl. G. W. Smith, Comdg. Army of N. Va.). Днём он впервые официально употребил название «Северовирджинская армия» и объявил, что принимает её командование. Приказ был зачитан войскам, которые восприняли его без оптимизма. Офицеры сомневались, что Ли будет действовать достаточно решительно, однако Джозеф Джонстон полагал, что смена командования пойдёт на пользу армии. В Ли верил также штабной офицер Джозеф Ивс, который в разговоре с Портером Александером сказал: «Александер, если и есть в обеих армиях — федеральной и конфедеративной — самый решительный человек, то этот человек — генерал Ли, и вам вскоре предстоит это увидеть. Ли — персонифицированная решительность. Решительность — его имя, и не бойтесь не увидеть того, что стремитесь увидеть». Эта фраза дала название книге Питера Кармайкла Audacity Personified: The Generalship of Robert E. Lee.

#### Семидневная битва

Первый наступательный план генерала Ли от 24 июня 1862 года.

Наступление Северовирджинской армии должно было начаться 26 июня атакой Джексона, но он задерживался. В результате сражении на реке Бивер-Дам-Крик южане потеряли 1500 убитыми и ранеными, северяне — около 400. Из-за отсутствия координации вместо 58 800 человек в бою участвовали только 11 100. Макклеллан, который в тот день так и не начал запланированное наступление на Ричмонд, решил начать отвод корпуса Портера. По словам историка Дугерти, «Ли проиграл сражение, но начал выигрывать кампанию».
Ли установил связь с Джексоном и согласовал дальнейшие шаги. Было решено повторить атаку по прежней схеме — Джексон и Дэниель Хилл выходят во фланг противника, а Эмброуз Хилл и Лонгстрит атакуют с фронта. В сражении при Геинс-Милл повторилась история предыдущего дня — Хилл потерял 2154 человека во фронтовых атаках, не добившись ничего, а Джексон снова запаздывал. Обе стороны получили подкрепления, и теперь Ли имел 32 100 человек против 34 000 у Портера. Началась последняя, плохо скоординированная атака южан, и в итоге «Техасская бригада» Худа сумела прорвать оборону Портера. Федералы отступили к переправам под прикрытием темноты.
Сражение и потери произвели тяжёлое впечатление на Макклеллана, и он объявил отступление. Ли организовал преследование противника по нескольким направлениям , но его план по перехвату федерального арьергарда сорвался. Джексон снова опоздал — он не смог вовремя переправиться через Чикахомини. Не сумев разбить арьергард Потомакской армии, Ли изменил планы. Отступая к реке Джеймс, Макклеллан неизбежно должен был перейти болото Уайт-Оак-Свамп и миновать местечко Глендейл. По плану Ли, 44 800 человек должны были атаковать отступающую федеральную армию у Глендейла, а 25 300 человек Джексона — удерживать боем арьергарды у болот Уайт-Оак-Свамп. Ли рассчитывал задействовать все свои силы, кроме дивизии Холмса и кавалерии Стюарта. Части Потомакской армии были растянуты, и под Глендейлом Ли удалось добиться локального соотношения сил 71 000 к 65 500 в свою пользу. По словам Эдварда Александера, это был едва ли не единственный случай за всю войну, когда южане могли одним сражением выиграть войну и добиться независимости.
30 июня началось сражение при Глендейле. Планы генерала Ли опять не удалось реализовать: из-за различных недоразумений в атаку у Глендейла пошла только дивизия Лонгстрита при поддержке дивизии Эмброуза Хилла. Последним сражением Семидневной битвы стало сражение при Малверн-Хилл 1 июля: Северовирджинская армия потеряла 869 человек убитыми, 4241 ранеными и 540 пропавшими без вести, федералы потеряли вдвое меньше — 314, 1875 и 818, соответственно.
Ли решил прекратить боевые действия ввиду их бессмысленности. «Главным препятствием для наших операций являются вражеские корабли, которые прикрывают подходы к армии, и даже если мы опрокинем противника с фронта, мы не получим никаких выгод от такой победы и подвергнем своих людей риску тяжёлых потерь», писал Ли президенту.

#### Северовирджинская кампания
После завершения кампании на полуострове Ли отвёл армию к Ричмонду и стал приводить её в порядок. Армию усилили бригадами Дрейтона и Эванса, а кавалерию свели в две бригады. 11 независимых подразделений теперь свели в два «крыла», одно из которых поручили Лонгстриту, а другое — Джексону. Из армии убрали генералов, которые плохо проявили себя в Семидневной битве: Уильяма Уайтинга, Теофилиуса Холмса, Бенжамена Хьюджера и Джона Магрудера. Это переформирование Дуглас Фриман назвал одной из причин успеха последующей кампании.
Тем временем в Северной Вирджинии была сформирована новая федеральная армия — Вирджинская армия генерала Джона Поупа. 12 июля её передовые отряды заняли Калперер и приблизились к Центральной Вирджинской Железной Дороге. Ли послал Джексона в Гордонсвилл, чтобы прикрыть эту дорогу. 13 августа он узнал от дезертира, что армия Макклеллана покидает полуостров. В этой ситуации надо было атаковать Поупа до его соединения с Макклелланом: Ли оставил под Ричмондом три дивизии, а остальные дивизии направил на север и сам отбыл в Гордонсвилл 15 августа.
В Гордонсвилле Ли разработал план разгрома армии Поупа и решил дать бой 18 августа, однако бригада Фицхью Ли не появилась вовремя, и командующему пришлось перенести начало наступления на 20 августа. Впоследствии Лонгстрит писал, что Конфедерация упустила удачный шанс и отчасти поэтому проиграла войну. В то же время Вирджинская армия Поупа начала отход за Раппаханок. Ли атаковал противника на рубеже реки Раппаханок, но не добился успеха.
25 августа Ли отправил Джексона в тыл федеральной армии, где тот захватил станцию Манассас и отрезал Поупа от Вашингтона. Сам Ли с корпусом Лонгстрита отправился вслед за Джексоном и 29 августа присоединился к нему у Булл-Рана. Утром 30 августа Ли изучил обстановку, решил, что атаковать противника в данный момент рискованно, и продолжил маневрирование, о чём уведомил президента. Однако позднее настал удачный момент для контрнаступления, и в 16:00 дивизия Джона Худа была послана в бой, опрокинув левый фланг северян и вынудив Поупа дать приказ отступать за реку Булл-Ран. Ли приказал Джексону снова выйти в тыл противнику, после чего отправился сделать распоряжения относительно дивизий Лонгстрита, но в этот момент случайно травмировал себе обе руки. Травма была настолько серьёзной, что Ли несколько дней не мог ездить верхом и был вынужден находиться в санитарной повозке. Этот случай серьёзно осложнил ему управление кампанией.

#### Мэрилендская кампания
Ли решил воспользоваться разгромом Поупа и вторгнуться в Мэриленд, чтобы помочь этому штату выйти из состава Союза. Он также надеялся, что это вторжение приблизит вмешательство Англии и Франции в конфликт. Некоторые историки полагают, что результат вторжения был обратным: правительства Англии и Франции уже пришли к решению о необходимости посредничества, но вторжение Ли в Мериленд заставило их отложить эти замыслы и подождать последствий. 4 сентября Ли перешёл Потомак, а 9 сентября издал «Специальный приказ 191»: полагая, что противник ещё не готов к активным боевым действиям, он отправил три дивизии Джексона для захвата Харперс-Ферри, а остальную армию разместил в Камберлендской долине. Приказ Ли случайно попал в руки Макклеллана, и тот двинул Потомакскую армию в наступление. 14 сентября в ходе сражения у Южной горы Ли пытался остановить противника, но не смог и приказал отвести армию к Шарпсбергу. 17 сентября произошло сражение при Энтитеме. Эдвард Бонкемпер писал, что решение Ли войти в Мэриленд, решение разделить армию и решение дать бой у Шарпсберга едва не стоили ему армии, но его спасли некомпетентность Макклеллана, медлительность федерального генерала Бернсайда и везение (своевременное прибытие дивизии Э. Хилла). Генерал Александер потом говорил, что сражение при Энтитеме было ненужным; Ли сражался там, где можно было этого избежать, где он ничего не мог достичь, а потерять мог всё.
Простояв весь день 18 сентября на поле боя (за что его потом часто осуждали), Ли отвёл армию за Потомак. Он задумывал новое вторжение в Мэриленд, но последовавшее 19 сентября сражение при Шепардстауне заставило его отказаться от этих планов.

#### Фредериксбергская кампания

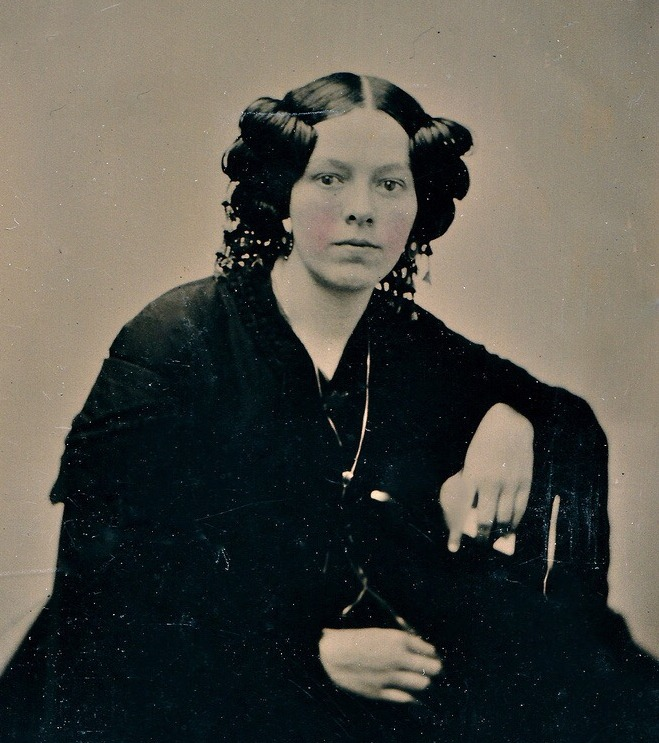
Энн Картер Ли, дочь Роберта Ли, которая умерла 20 октября 1862 года в округе Уоррен (Сев. Каролина).

19 сентября Северовирджинская армия отступила в Вирджинию, и Ли сразу же занялся восстановлением её боеспособности. Ли дал армии 5 недель отдыха, организовал доставку продовольствия и перевооружил армию мушкетами, захваченными на федеральных складах. Постепенно ему удалось восстановить и численность: если 10 октября армия насчитывала 64 273 человека, то 20 октября — уже 68 033, а 10 ноября — 70 909. В это же время он свёл всю армию в два корпуса и добился от сената присвоения генерал-лейтенантского звания Лонгстриту и Джексону. Фриман писал, что если бы потребовался третий корпус и третий генерал-лейтенант, то Ли выбрал бы Эмброуза Хилла. В те дни британский полковник Гарнет Вулзли, присутствовавший на смотре армии, оставил положительные отзывы о её состоянии, хотя был очень удивлён лохмотьями на спинах рядовых техасской бригады. «Не обращайте внимания, — сказал ему Ли, — враги никогда не видят спины техасцев».
В это время Ли ещё страдал от травмы рук, полученной 31 августа. Не ранее 12 октября он смог пользоваться руками, чтобы одеваться или подписывать документы. Ещё через две недели он получил известие о смерти своей дочери Энни Картер, которая скончалась от тифа в возрасте 23 лет в Уайт-Сульфур-Спрингс (Северная Каролина). «Бог забирает самых чистых и лучших, — написал Ли своему брату Чарльзу, — но да будет воля Его».
26 октября основные силы федеральной армии перешли Потомак около Шефердстауна. Ли разделил свою армию, отведя корпус Джексона вверх по долине, а корпус Лонгстрита — в Калпепер. Он надеялся, что Макклеллан атакует Джексона и тогда Лонгстрит сможет выйти в тыл противнику. Но 10 ноября наступление неожиданно остановилось: позже стало известно, что Макклеллан смещён (7 ноября) и новым главнокомандующим назначен Эмброуз Бернсайд.

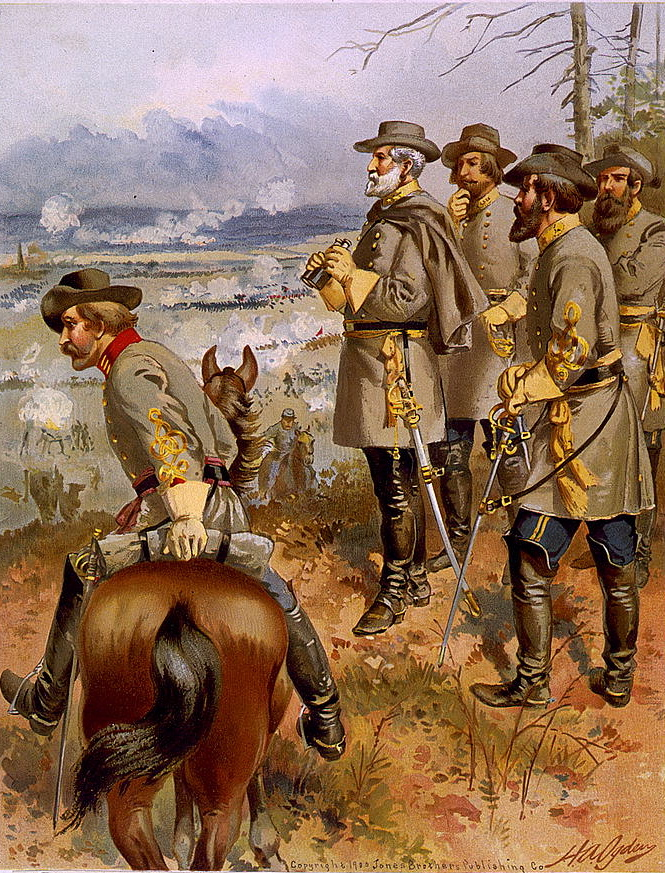
Ли под Фредериксбергом, литография 1900 года

Ли уже 12 ноября предположил, что смена командования приведёт к смене стратегии, и велел Джексону быть готовым перебросить свой корпус на восток. 17 ноября разведка донесла, что северяне начали движение к Фредериксбергу, поэтому Ли сразу же велел отправить туда одну из дивизий Лонгстрита, а остальной корпус — если намерения противника окончательно прояснятся. Поскольку стало известно, что к Фредериксбергу приближается только корпус Самнера, Ли решил временно занять высоты и не допустить Самнера раньше времени на южный берег реки. 19 ноября Ли свернул штаб в Калпепере и перенёс его ближе к Фредериксбергу. К 29 ноября у Ли было 78 511 человек, однако он так и не понял, где именно Бернсайд нанесёт удар, поэтому его армия была растянула на широком фронте (32 километра) и не возвела земляных укреплений.
В русскоязычной книге «Гражданская война в США 1861—1865» сказано, что «Ли, который учел уроки Энтитемского сражения, приказал Лонгстриту усилить и без того неприступные позиции корпуса полевыми укреплениями. …высоты Мари превратились в настоящую крепость». Однако в реальности, несмотря на наличие времени, ни одна из армий не укрепила свои позиции. Даже Джексон, позиции которого были наиболее уязвимы, не предпринял никаких усилий в этом направлении. Уже после войны адъютант Лонгстрита, Моксли Соррел, удивлялся, как мало было сделано в те дни для усиления позиций. «Впоследствии в ходе войны такие просчёты никогда не допускались», писал он.
13 декабря 1862 года началось сражение при Фредериксберге: Бернсайд атаковал позиции Ли на высотах Мари, но его наступление было остановлено уже на подступах к высотам, где бригада Кобба заняла позиции за каменной стеной. 27 000 военнослужащих федеральной армии атаковали эти позиции и в ходе атак потеряли 3500 человек. Только после сражения Ли приказал начать работы по укреплению позиций, и уже к 14 декабря армия достигла впечатляющих результатов. «Моя армия стала в новых укреплениях сильнее настолько, как будто получила подкрепления в 20 000 человек», говорил Ли. Историк Эрл Гесс писал, что Ли начал строить укрепления под Фредериксбергом только тогда, когда окончательно принял решение перейти к обороне, так что в его взглядах на роль полевых укреплений не произошло никаких принципиальных перемен.

#### Чанселорсвиллская кампания

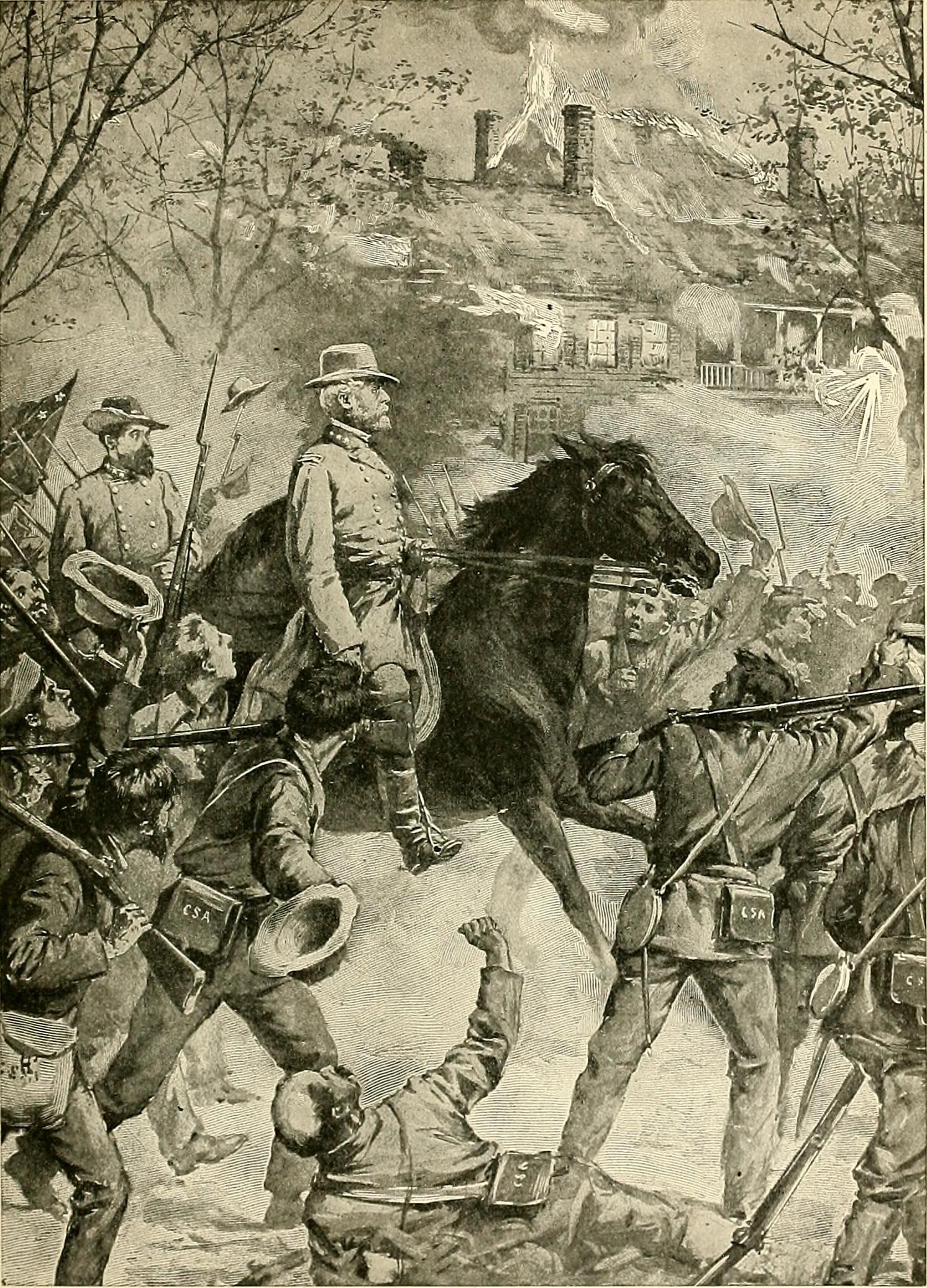
Ли у дома Чанселлора днём 3 мая

В апреле 1863 года новый командир Потомакской армии, Джозеф Хукер, разработал план двойной атаки армии Ли. Если прежде планировалось вынудить Ли к отступлению, а затем преследовать, то теперь было решено выйти пехотными частями к его коммуникациям и принудить его к сражению именно там, где это выгодно Хукеру. Федеральные корпуса начали обходной манёвр 27 апреля, но ещё вечером 29 апреля Ли не вполне понимал замысел противника.
Утром 30 апреля Ли узнал, наконец, от Стюарта точный размер западной группировки. Теперь Ли окончательно понял, что Хукер всерьёз замыслил обойти его левый фланг, и незамедлительно телеграфировал об этом в Ричмонд. После этого они с Джексоном отправились изучать ситуацию под Фредериксбергом. Теперь, когда стало ясно, что армия противника разделена, Джексон предложил атаковать федеральный плацдарм и сбросить противника в реку. Ли заметил, что едва ли это возможно при господстве федеральной артиллерии. «Однако, генерал, — добавил он, — если вы полагаете, что можете добиться тут чего-то, я прикажу атаковать». Джексон подумал и сказал, что надо получше изучить позиции противника. После тщательного изучения позиций федералов у Федериксберга Ли решил, что главную атаку Хукер планирует в другом месте. Новый план предполагал оставить часть войск на позициях под Фредериксбергом, а основной массой атаковать западную группировку противника.

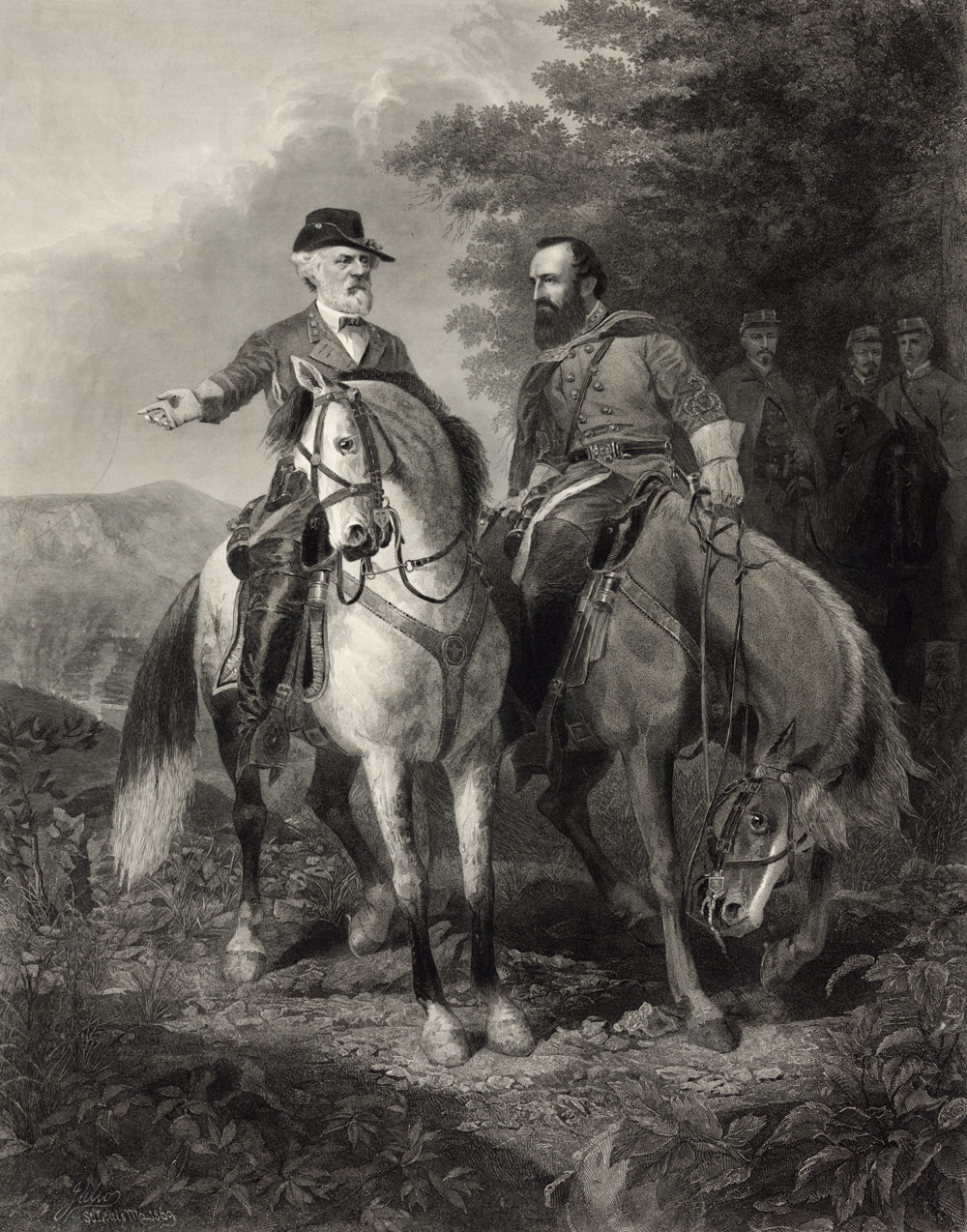
Последняя встреча Ли и Джексона (Эверетт Джулио, 1869)

Днём 1 мая Хукер занял оборонительную позицию на Чанселорсвиллском плато. Атаковать его левый фланг и отрезать его от переправ не позволяло неудобство местности. Джексон предложил совершить обходной марш и атаковать правый фланг противника силами всех трёх своих дивизий. Ли был сильно удивлён таким замыслом, но одобрил его. Вечером 2 мая Джексон атаковал и разгромил федеральный XI корпус, но при этом был ранен сам, и командование корпусом перешло к Джебу Стюату. Несмотря на успех, утром 3 мая Северовирджинская армия была всё ещё разделена надвое: 2 дивизии под командованием Ли стояли к востоку от федеральных позиций, а три дивизии Стюарта — к западу. Ли уже знал, что перед ним почти вся федеральная армия, и предполагал, что ему придётся отступать, но для этого его армии надо было соединиться. Для этого, в свою очередь, нужно было атаковать федералов на Чанселорсвиллском плато. «Надо как можно скорее надавить на него, чтобы мы смогли объединить два крыла армии», написал Ли Стюарту. На рассвете южане атаковали противника силами дивизии Хилла, затем дивизии Колстона, но только третья атака, дивизии Роудса, при поддержке артиллерии, была удачна и федеральная оборона начала рушиться. Около полудня Ли по Пленк-Роуд выехал на Чанселорсвиллское плато. Бригады стояли фронтом вдоль дороги, и он ехал мимо под их оглушительные приветствия. «Это был поистине момент его триумфа, — писал Стивен Сирс, — без сомнений, это был величайший момент, который он пережил в своей военной карьере. Всего сорок часов назад он решился на рискованный план фланговой атаки. Теперь победа Джексона была закреплена, и за это утро его армия объединилась, а враг был выбит с сильных укреплённых позиций».
Ли предполагал возобновить атаку федеральных позиций под Чанселорсвиллом, чтобы отбросить его за Раппаханок, но 3 мая в полдень к нему прибыл лейтенант Питцер из штаба Эрли с новостями о потере высот Мари из-за атаки Седжвика. Ли был вынужден отменить задуманное наступление на Хукера и отправить бригады Маклоуза к Фредериксбергу. Он ещё не знал, что Хукер ждёт его под Чанселорсвиллом в полной боевой готовности, и если бы Ли бросил в атаку свою ослабленную боями армию, то это неизбежно привело бы к её разгрому. Проведённая вечером 4 мая атака южан была отбита, но Седжвик отступил ближе к переправам, а ночью начал отход за реку. Убедившись, что с этой стороны опасности больше нет, Ли решил атаковать Хукера 5 мая, но в тот день начался сильный ливень и атаку перенесли на утро 6 мая. Однако ночью Хукер сумел скрытно уйти за Раппаханок.

#### Геттисбергская кампания
Руководство Конфедерации ещё в начале 1863 года думало о том, чтобы забрать у Ли часть дивизий и использовать их на Западе. В начале мая резко осложнилось положение армии Пембертона в Виксберге и генерал Лонгстрит предложил отправить на запад две свои дивизии, но Ли высказался категорически против. Вместо этого он предложил альтернативный вариант: вторгнуться в Пенсильванию, чтобы сорвать планы северян на лето и, в случае успеха, заставить Гранта снять осаду Виксберга. Президент в итоге согласился с этой стратегией. Ряд историков считает стратегию Ли ошибочной: Эдвард Бонкемпер пишет, что под влиянием Ли президент совершил серьёзную ошибку и не стал усиливать армии на западе, что в итоге привело к разгрому на трёх фронтах: в Виксберге, под Чаттанугой и под Геттисбергом. Историк Стивен Сирс полагал такое мнение необоснованным: у президента просто не было выбора в той ситуации, он не мог пожертвовать Ричмондом ради Виксберга.
Сразу после этого Ли решил реорганизовать Северовирджинскую армию, распределив дивизии по трём корпусам вместо двух. Лонстрит остался командиром I корпуса, Ричард Юэлл возглавил II корпус, а Эмброуз Хилл возглавил новый III корпус. Дуглас Фриман писал, что это решение было самым важным в военной карьере Ли: в самый ответственный момент войны две трети армии оказались под командованием новых, непроверенных генералов. Фриман также писал, что реорганизация во многом объясняет результат Геттисбергского сражения; армия снова стала тяжело управляема, как в первые дни Семидневной битвы.
Ли с середины мая готовился к наступлению и ещё 11 мая отправил кавалерию Стюарта к Калпеперу. 2 июня пришло сообщение, что федеральные войска отступили от Вест-Пойнта и тем самым более не угрожают Ричмонду. Утром 3 июня Ли направил в Калпепер дивизию Маклоуза, 4 июня туда же отправилась дивизия Роудса, а 5 июня — дивизии Эрли и Джонсона, 6 июня Ли отправился вслед за наступающей армией. 9 июня федеральная кавалерия атаковала Стюарта со стороны Келли-Форд и Беверли-Форд (Сражение у станции Бренди). На поле боя Ли встретил своего сына, Руни Ли, которого выносили с поля боя с тяжёлым ранением (позже, 26 июня, его захватили в плен). К тому моменту сражение уже завершилось. Оно никак не повлияло на последующий ход кампании; уже на следующий день корпус Юэлла направился в долину Шенандоа.

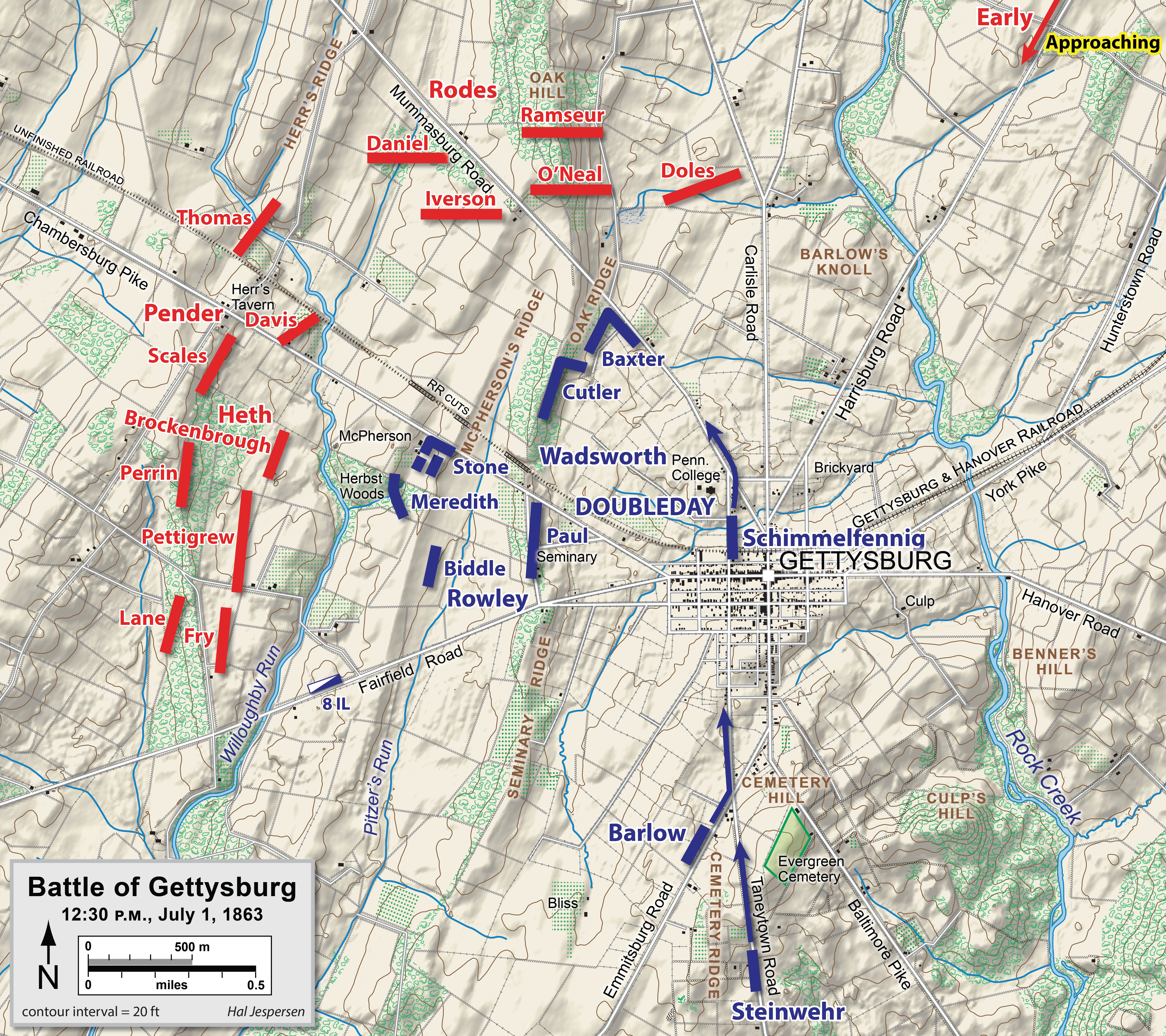
Положение сторон под Геттисбергом на момент прибытия Ли

15 июня Ли приказал Лонгстриту идти за Юэллом через Лоудонскую долину, а корпусу Хилла идти от Фредериксберга в долину Шенандоа. Утром 25 июня Стюарт начал рейд для прикрытия правого фланга армии, который вошёл в историю как «Рейд Стюарта», Ли перешёл Потомак и 26 июня встал лагерем у Чамберсберга. В тот день он написал генералу Юэллу, что сражение произойдёт, вероятно, у Фредерика или Геттисберга. В разговоре с генералом Тримблом он так же предположил, что местом сражения станет именно Геттисберг. 28 июня прибыл Харрисон, шпион Лонгстрита, с информацией о том, что Потомакская армия перешла Потомак, Хукер заменён на Мида, три федеральных корпуса стоят у Фредерика и два — у Южных гор. Это означало, что противник может войти в Камберлендскую долину и перерезать коммуникации Северовирджинской армии. Ли сразу же отдал приказ отозвать Юэлла из-под Гаррисберга, перейти Южные Горы и сконцентрироваться у Геттисберга. Из-за отсутствия Стюарта у Ли совсем не осталось кавалерии, и даже для фуражировки приходилось использовать артиллерийских лошадей.
Днём 1 июля Ли прибыл на позиции своих войск под Геттисбергом, где узнал, что утром две бригады Генри Хета атаковали федералов у Геттисберга, но были отбиты. Примерно в это же время появилась дивизия Роберта Роудса и атаковала правый фланг федеральной армии. Генри Хет предложил генералу Ли поддержать Роудса, но Ли сказал «Нет, я не готов начинать генеральное сражение сегодня — Лонгстрит ещё не подошёл». Однако когда в тылу противника появилась дивизия Эрли, Ли понял, что удачный шанс упускать нельзя, и приказал Хету поддержать атаку Роудса и Эрли. Эта атака заставила федералов оставить позиции на Семинарском хребте и отступить за Геттисберг на Кладбищенский холм. Ли приказал генералу Юэллу захватить Кладбищенский холм, если это представляется возможным.
Так как Юэлл проявлял нерешительность, а корпус Хилла сильно пострадал в боях, Ли был вынужден поручить атаку корпусу Лонгстрита и перенести её на утро следующего дня. Корпус смог выйти на позицию только к середине дня и при этом вышел не во фланг противнику, а во фронт. Только дивизии Маклоуза в ходе сражения за Персиковый сад удалось прорвать оборону противника, остальные атаки были отбиты. 3 июля Ли решил провести атаку силами дивизии Пикетта при поддержке дивизий Тримбла и Петтигрю. Атака, известная как «атака Пикетта», была отбита с тяжёлыми потерями. Ли наблюдал за происходящим с того места, где позже ему был установлен памятник, и несколько раз повторил, что «это только его вина». Понесённые потери не оставляли альтернативы: Ли не мог рассчитывать на продолжение наступления, поскольку артиллерия израсходовала практически все боеприпасы, и было невозможно прокормить армию за счёт той небольшой территории, которую она контролировала. 5 июля армия начала отступление. Армия заняла позицию у Уильямспорта, и при первой возможности Ли начал переправу, хотя Лонгстрит предлагал дать оборонительный бой на северной стороне реки. 14 июня армия отошла за реку.

#### Осень 1863 года

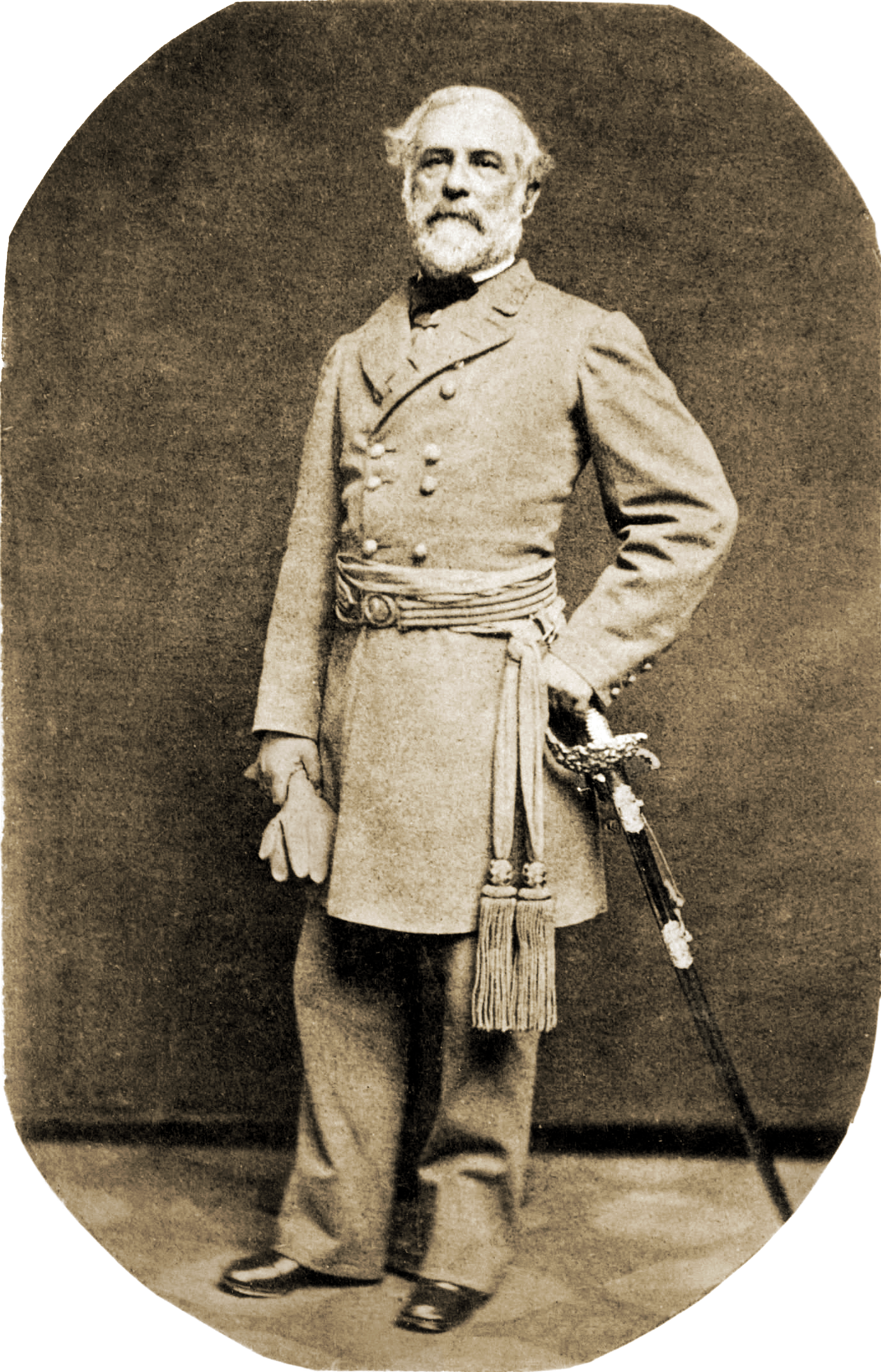
Фотография Роберта Ли в военной форме, 1863 год

Вернувшись в Вирджинию, Ли разместил армию в лагерях на реке Рапидан и занялся восстановлением её боеспособности; к концу августа численность армии составляла 60 600 человек. В начале сентября он отбыл в Ричмонд на совещание с президентом, где предполагалось согласовать дальнейшие шаги. Сам Ли считал необходимым начать наступление против Мида, но именно в эти дни осложнилось положение армии Брэгга под Чаттанугой, и президент решил отправить туда один из корпусов Северовирджинской армии. У Ли также забрали две бригады и отправили их на помощь осаждённому Чарльстону. Теперь у Ли осталось 46 000 человек.
20 сентября северяне были разбиты при Чикамоге, а 25 сентября Мид отправил на усиление Роузкранса два корпуса. Чтобы не дать ему возможности перебрасывать на запад другие части, Ли решил атаковать Мида и оттеснить его за Потомак. В это время он сильно страдал от ревматизма, поэтому следовал за армией в повозке. В ходе этого наступления 14 октября корпус Хилла столкнулся с II федеральным корпусом у Бристо-Стейшен. В сражении при Бристо-Стейшн были разбиты несколько бригад, общие потери составили 1361 человек. Ли решил не продолжать наступление и вернул армию обратно за Раппаханок.
Отойдя за Раппаханок, Ли построил предмостовое укрепление на северном берегу реки возле Раппаханок-Стейшен, которое должно было прикрывать понтонный мост. В начале ноября Мид начал наступление; генералу Седжвику было приказано атаковать мост, а генералу Френчу — перейти реку у Келли-Форд. Ли намеревался демонстрировать движение возле моста, а основными силами атаковать противника у Келли-Форд, но неожиданно вечером 7 ноября федералы атаковали укрепление и захватили его (Второе сражение у Раппаханок-Стейшн). Южане потеряли 1670 человек убитыми и ранеными и, что важнее, утратили возможность атаковать противника на том участке. Ли отвёл армию за Рапидан.
Мид продолжил наступление только через две недели. В конце ноября его армия перешла Рапидан, вошла в лесной массив Глушь и повернула на запад, чтобы атаковать противника с правого фланга. Ли двинул армию навстречу и занял позиции у реки Майн-Ран, обе армии начали строить земляные укрепления. 2 декабря обнаружилось, что противник отступил — сражение при Майн-Ран так и не началось. Ли был сильно расстроен таким поворотом событий. Боевые действия той осени на этом прекратились. Фактически в осенних сражениях Ли потерял 4255 человек, не достигнув никакого результата.

#### Оверлендская кампания

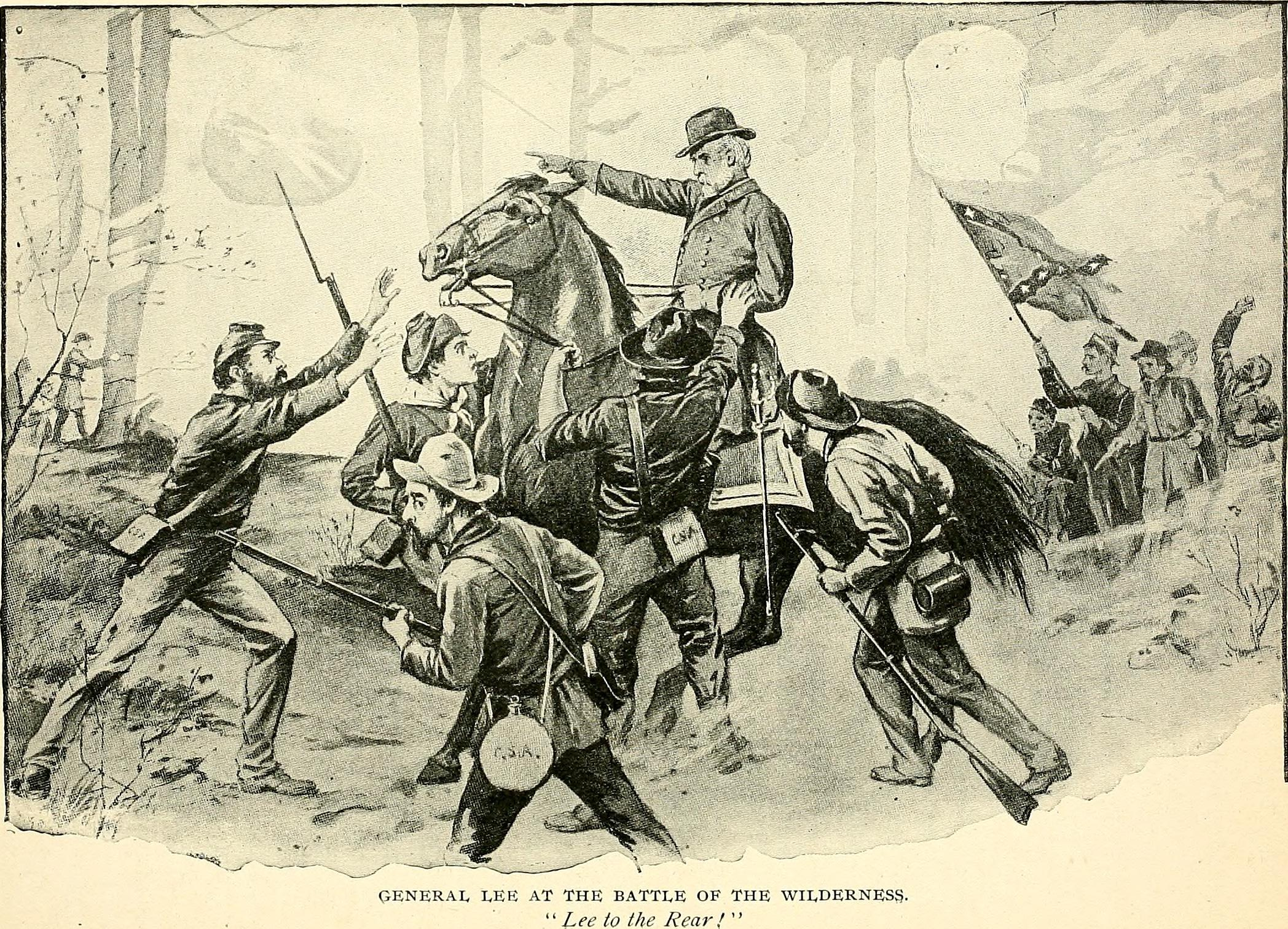
«Lee To The Rear!» (1897 год.)

Утром 4 мая Улисс Грант начал Оверлендскую кампанию. Ли понял, что Грант хочет обойти его правый фланг, и направил на восток корпуса Юэлла и Хилла, на тот момент — 28 000 человек. Ли не знал численности армии противника, оценивая её примерно в 75 000 человек, и не знал её замыслов, но надеялся, что Грант пойдёт через лесной массив Глушь (англ. Wilderness), где можно будет атаковать его на марше и не дать ему воспользоваться преимуществом артиллерии. Узнав, что корпус Лонгстрита уже недалеко, Ли решил атаковать Гранта утром 5 мая. Ли хотел избежать боя до подхода Лонгстрита, но это не удалось: оба его корпуса, отрезанные друг от друга низиной, втянулись в бой, и сам Ли едва не был захвачен в плен стрелковой цепью противника во время совещания со своими генералами. Началась битва в Глуши. Утром 6 мая федеральная армия возобновила атаки и дивизия Уилкокса, не выдержав, начала отступать.
В этот критический момент подошла Техасская бригада из корпуса Лонгстрита. Ли был готов сам вести бригаду в контратаку, но техасцы отказались наступать, пока Ли не уйдёт в тыл. Событие «Lee To The Rear!» стало одним из самых известных в биографии Ли и отражено, в частности, в одноимённом стихе Джона Ройбена Томпсона. Некоторые современники (в том числе Портер Александер) и историки считают произошедшее стратегической ошибкой генерала Ли: если бы корпус Лонгстрита был ближе, южане могли бы всеми силами атаковать армию Гранта, которая была ещё не вся сконцентрирована и не успела построить укреплений, и разгромить её. Но этот единственный шанс за всю кампанию был упущен.
Атака Лонгстрита против левого фланга противника не принесла результатов, более того, ранение получил сам Лонгстрит, и Ли временно передал Первый корпус Ричарду Андерсону. Атака генерала Гордона на левом фланге так же имела только временный успех. 7 мая противник не возобновил атак, и Ли решил, что Спотсильвейни является лучшим стратегическим решением для Гранта. Он отправил корпус Андерсона к нему и прибыл туда сам. Гонка к Спотсильвейни была выиграна, и в этом, по мнению Дугласа Фримана, была в основном заслуга Ли, который предугадал манёвр Гранта.
Пытаясь сохранить армию, Ли решил перейти к обороне и ждать подходящего момента для контрнаступления. В ходе битвы при Спотсильвейни федералы три дня безуспешно штурмовали его позиции, и только 12 мая фронт Северовирджинской армии был прорван. Ли бросился исправлять положение и снова, как и во время битвы в Глуши, решил самостоятельно вести пехоту в бой. «Генерал Ли, вам здесь не место, — сказал Гордон, — вернитесь, генерал, мы их остановим. Эти люди — вирджинцы и джорджианцы, они никогда не подводили. И не подведут. Верно, парни?». Сержант 49-го Вирджинского полка взял его коня за поводья и отвёл в тыл. Позиция была удержана, но ценой потери многих генералов. После боя Ли объявил, что только он несёт ответственность за произошедшее: именно он отвёл артиллерию, будучи введён в заблуждение манёврами противника. Ли потерял в Глуши и при Спотсильвейни почти 24 500 человек, и эти потери трудно было восполнить. В последующих сражениях его армия насчитывала всего 50 или 55 тысяч человек. Армия Гранта понесла огромные потери, но продолжала наступать.
15 мая Ли поручил бригаде Эмброуза Райта занять высоту на правом фланге армии, но Райт не мог выполнить задания. Генерал Хилл хотел отдать Райта под трибунал, но Ли сказал ему слова, которые, по мнению Фримана, лучше всего показывают его отношение к управлению малоопытной армией:

Эти люди — не армия, это просто граждане, защищающие свою страну. Генерал Райт не солдат, он юрист. Я много чего не могу такого, чего смог бы с тренированной армией. Солдаты знают своё дело лучше, чем генералы, и они сражаются великолепно. Иногда мне хочется замаскировать войска, а затем развернуть, но если я отдам такой приказ, генералы не поймут меня; так что мне приходится пользоваться тем, что есть и терять время в объяснениях. Вы всё понимаете, но если вы осудите генерала Райта, то джорджианцы не поймут этого. Ну а потом, кого вы поставите на его место? Поступайте, как я: когда человек совершает ошибку, я зову его к себе в палатку, разговариваю с ним, и прилагаю все свои возможности к тому, чтобы в будущем он поступал правильно.
Оригинальный текст (англ.)– These men are not an army, they are citizens defending their country. General Wright is not a soldier; he's a lawyer. I cannot do many things that I could do with a trained army. The soldiers know their duties better than the general officers do, and they have fought magnificently. Sometimes I would like to mask troops and then deploy them, but if I were to give the proper order, the general officers would not understand it; so I have to make the best of what I have and lose much time in making dispositions. You understand all this, but if you humiliated General Wright, the people of Georgia would not understand. Besides, whom would you put in his place? You'll have to do what I do: When a man makes a mistake, I call him to my tent, talk to him, and use the authority of my position to make him do the right thing the next time. 
— 
Утром 21 мая Ли уже совершенно точно знал, что армия Гранта приближается к Ричмонду. Надо было сменить позицию и оказаться между противником и Ричмондом, и Ли решил отступить на рубеж реки Норт-Анна, к железнодорожному узлу Гановер-Джанкшен. Авангарды федеральной армии вышли к Норт-Анне днём 23 мая. Положение армии Гранта было таково, что позволяло атаковать её по частям, но 24 мая здоровье Ли настолько испортилось, что он едва мог исполнять свои обязанности. Полковник Венейбл советовал ему временно сдать командование Борегару, но Ли отказался. Грант успел понять опасность своего положения, без боя отступил на северный берег Норт-Анна и продолжил наступать к Ричмонду, выйдя к реке Поманки и перейдя её у Хановертауна. Теперь он был всего в 25 километрах от Ричмонда. Ли не сумел остановить Гранта на Норт-Анне, но сумел удержать ЦВЖД, по которой армия и Ричмонд получали товары с запада штата.
Ли переместил армию на рубеж реки Тотопотоми, прикрывая направление на Ричмонд и на Вирджинскую железную дорогу. К 29 мая два из трёх корпусов армии Ли управлялись новыми командирами, три дивизии получили новых генералов, 14 бригад сменили командующего и кавалерия осталась без главнокомандующего, а сам Ли был ещё нездоров. 30 мая Грант начал смещать армию дальше на восток, к Колд-Харбору, и решил атаковать его силами Второго корпуса, но сражение на Тотопотоми-Крик не дало результата.
Ли растянул свой правый фланг до Колд-Харбора; ему удалось занять надёжную позицию, и была лишь опасность, что Грант обойдёт правый фланг армии и заставит её отступить к Ричмонду. Ли решил опередить Гранта и атаковать самому силами правого фланга, иными словами, повторить то, что не удалось 6 мая в Глуши. Началось сражение при Колд-Харбор. Когда прибывший из Ричмонда генерал Рейган спросил Ли, есть ли у него резервы, тот ответил: «Ни единого полка, и так с того момента, как всё началось у реки Раппаханок. Если я сокращу свои линии, чтобы сформировать резерв, меня обойдут, если я ослаблю линии для резерва, их прорвут». Победа в сражении 3 июня была одной из самых лёгких в истории Северовирджинской армии. Ли не знал тогда, что это его последняя победа.

#### Осада Питерсберга

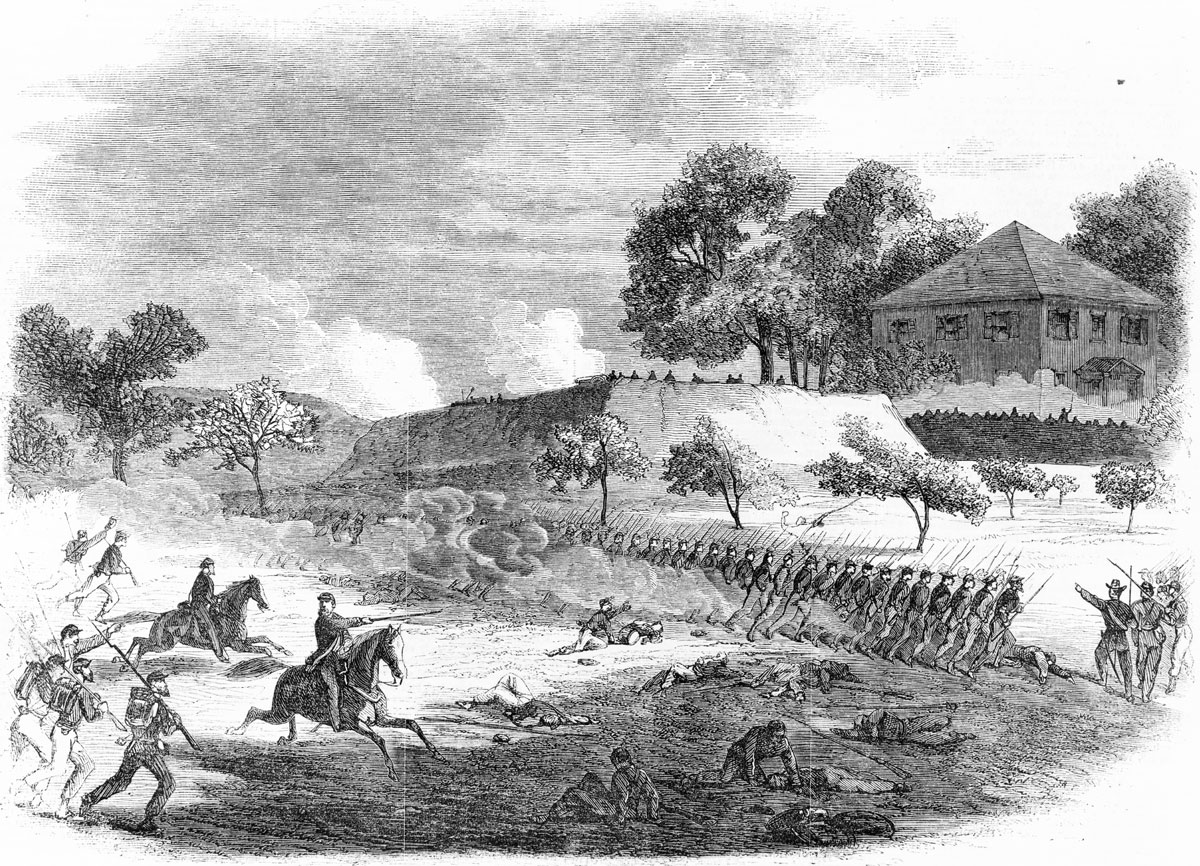
Штурм питерсбергского форта федеральной армией 15 июня

Ли беспокоила возможность переправы Гранта через реку Джеймс, что привело бы к осаде Питерсберга. «Мы должны разбить армию Гранта прежде, чем она выйдет к реке Джеймс. Если он выйдет туда, это превратится в осаду [Ричмонда] и конец её станет лишь вопросом времени», сказал Ли генералу Эрли. Утром 13 июня армия Гранта отступила от укреплений под Колд-Харбором, вечером 17 июня стало ясно, что Грант всё же перешёл Джеймс. 18 июня Ли прибыл в Питерсберг.
Ли оказался в сложном положении: чтобы оборонять и Ричмонд, и Питерсберг, надо было удерживать 42 километра фронта. Противник занял сильные укреплённые позиции, взять которые штурмом было невозможно. Оставалась надежда на слабость левого фланга армии Гранта. Несколько дней продолжались кавалерийские столкновения, и только 29 июня южанам удалось разгромить кавалерию противника в первом сражении при Римс-Стейшен. Между тем Ли ждал, что Грант атакует его укреплённые позиции и будет разгромлен примерно так же, как при Колд-Харборе. Чтобы спровоцировать Гранта, он направил Эрли в рейд в долину Шенандоа. Эрли захватил Харперс-Ферри, разбил федералов на Монокаси, прорвался к Вашингтону и ушёл обратно за Потомак, но это не дало никаких стратегических последствий. Грант остался в своих укреплениях.
Утром 30 июля федералы взорвали участок траншей и бросили в прорыв значительные силы. Начался Бой у Воронки. Ли немедленно отбыл к месту происшествия и встретил генерала Борегара в доме Ги, в 500 метрах от места взрыва. Оттуда, из окна дома, он наблюдал за событиями. Когда атака была отбита, Ли сообщил в военный департамент: «Мы отбили выступ и выбили противника к его линиям с потерями».
В сентябре пришло сообщение о падении Атланты и разгроме Эрли при Винчестере. В этой ситуации Ли, вероятно, рассматривал возможность сдачи Питерсберга и Ричмонда и отступления вглубь континента, где у него была бы свобода манёвра. Такой тактики придерживался его отец, который полагал, что для защиты Вирджинии от противника, господствующего на море, надо отступать от побережья и судоходных рек. Но Ли так и не сделал правительству такого предложения. Между тем к осени его армия в траншеях под Питерсбергом едва насчитывала 50 000 человек. Приходили подкрепления, но одновременно армия теряла людей из-за болезней и дезертирства. Ли рекомендовал ужесточить призывные меры и как можно быстрее сформировать резерв. Численность армии удалось поднять до 60 753 человек к 30 ноября, но к Гранту из долины Шенандоа подошёл VI корпус.
Декабрь 1864 года и январь 1865 года армии провели в бездействии из-за плохой погоды. В феврале положение Ли стало ухудшаться: армия Шермана приближалась со стороны Южной Каролины. В стране и правительстве росло недовольство президентом Дэвисом и возникли планы урезать полномочия президента и расширить полномочия Ли, например, присвоив ему звание верховного главнокомандующего. Ли знал об этих планах, но не желал посягать на полномочия президента. В итоге Конгресс Конфедерации присвоил ему звание Генерал-аншефа армии Конфедерации, и 6 февраля генерал-инспектор Самуэль Купер издал Генеральный указ № 3, присваивающий Ли это звание.
Примерно 21 февраля Ли стал думать об эвакуации Ричмонда и Петерсберга и отступлении к Беркевиллу. 2 марта Шеридан разбил Эрли в сражении при Уэйнсборо. Теперь у федералов было в общей сложности 280 000 человек против 65 000 человек, которыми располагала Конфедерация. Ли разработал ещё один план: атаковать федеральные линии и прорвать их, чем вынудить Гранта сократить свою линию обороны. Высвободив часть сил, можно отправить их навстречу Шерману, разбить его, затем соединить армию Джонстона с армией Ли и совместными усилиями разбить Гранта. Таким образом, 25 марта состоялось сражение за форт Стедман: атакующим удалось захватить форт, но не продвинуться дальше, попытка взять соседний форт Хаскелл тоже сорвалась, и Ли велел отступить на исходные позиции. Он понял, что Питерсберг неизбежно придётся сдать, но дороги были в таком состоянии, что отступать по ним было пока невозможно.
27 марта пришли известия о том, что федералы готовят наступление в обход правого фланга армии. Ли отправил туда дивизию Джорджа Пикетта, усиленную всем, что удалось выделить для этого. 31 марта это отряд столкнулся с противником и произошло сражение при Динвидди, после которого Пикетт отступил к Файв-Фокс. Здесь 1 апреля его настиг Шеридан и в сражении при Файв-Фокс дивизия Пикетта была разбита с большими потерями. Весь мобильный отряд, с большими усилиями собранный для прикрытия фланга, более не существовал, и оборонять Питерсберг далее стало невозможно.

#### Отступление к Аппоматтоксу

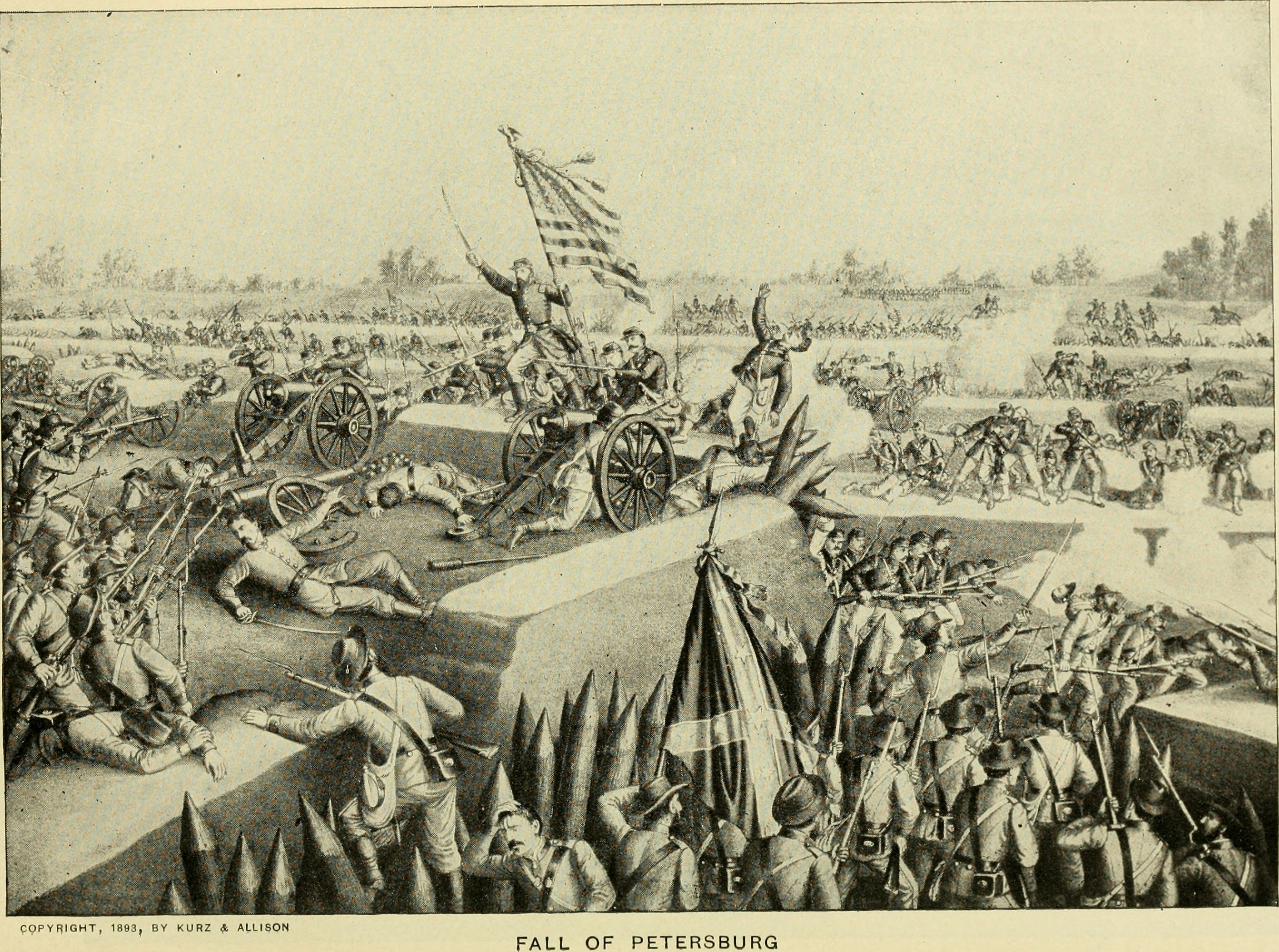
Прорыв федеральной армии 2 апреля

Утром 2 апреля линия обороны Питерсберга была прорвана. Через некоторое время пришли известия о гибели генерала Эмброуза Хилла. «Теперь он сможет отдохнуть» — произнёс Ли. Он распорядился сообщить о произошедшем жене Хилла, а корпус Хилла передал под командование генералу Лонгстриту. Он решил удерживать Питерсберг по возможности до ночи, а ночью эвакуировать город, о чём сообщил президенту.
Ночью 2 апреля Ли отступил от Питерсберга, имея при себе всего 12 500 человек. Ещё несколько подразделений предполагалось встретить у Амелия-Кортхауз. Ли надеялся соединиться с армией Джонстона у реки Роанок, но до места встречи ему надо было пройти 172 километра, в то время как Гранту — всего 141. К вечеру 3 апреля армия прошла всего около 34 километров. Утром 4 апреля армия пришла в Амелия-Кортхауз, где нашлись боеприпасы, но не оказалось никакого продовольствия. Пришлось сделать остановку на целый день, чтобы собрать продовольствие в округе. К вечеру того дня подошли отступающие от Ричмонда части Юэлла, и теперь армия была сконцентрирована, хотя проблема снабжения продовольствием была так и не решена.
Днём 5 апреля армия Ли выступила из Амелии на Бёркевилл с целью выйти к Дэнвиллу, но через 11 километров путь ей преградила кавалерия Шеридана. Ли решил повернуть к Фармвиллу, получить там припасы из Линчберга, и после этого повернуть к Дэнвиллу. Ночью и утром 6 апреля армия перешла реку Аппаматтокс, но при этом пропала колонна Юэлла. Ли отправился на поиски Юэлла вместе с дивизий Махоуна, и увидел бегущих в беспорядке людей Юэлла, колонна которого была разгромлена в сражении при Сайлерс-Крик, в ходе которого попал в плен сын Ли, Кастис Ли. «Боже мой! — воскликнул Ли, — неужели эта армия разбита?». При Сайлерс-Крик Ли потерял убитыми, ранеными и пленными около 7000 человек, и теперь у него осталось всего шесть дивизий, из которых только две были относительно боеспособными — итого около 12 000 человек, которым противостояли федеральные силы численностью около 80 000 человек. Ли решил продолжать отступление к Фармвиллу.

#### Капитуляция Северовирджинской армии

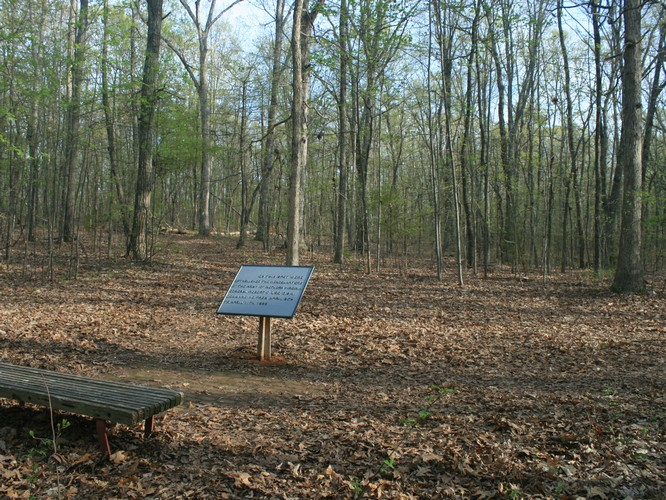
Место, где находился штаб генерала Ли вечером 8 апреля

7 апреля появился курьер, который передал письмо от генерала Гранта. Тот писал, что дальнейшее сопротивление безнадёжно, и предлагал сдаться. В ответе Ли ставил под сомнение безвыходность своего положения, но интересовался условиями, на которых Грант предлагает капитуляцию. В дальнейшей переписке Ли написал, что не согласен на капитуляцию, но готов обсудить перемирие. В этот момент авангард армии Ли подошёл к Аппоматоксу и обнаружил на своём пути федеральную армию. Ли собрал у себя в лагере Лонгстрита, Гордона и Фицхью Ли, зачитал им переписку с Грантом и спросил их мнения по этому вопросу. Было решено атаковать позиции противника и, если там только кавалерия, то отбросить её и прорываться дальше. Если же там обнаружатся пехотные части, то останется только сдаваться.
Атака была назначена на утро 9 апреля. Корпус Гордона прошёл Аппоматтокс, отбросил пикетную цепь федералов и расчистил дорогу для обозов армии, но обнаружил, что ему навстречу движутся крупные массы федеральной пехоты. Гордон сообщил Ли, что ничего не сможет сделать без помощи корпуса Лонгстрита. «Мне ничего не остаётся, — сказал Ли, — кроме как идти на встречу с генералом Грантом, хотя лучше бы я умер тысячу раз». Ли снова собрал военный совет (последний в его карьере) и изложил генералам ситуацию. Лонгстрит и Махоун высказались за капитуляцию, Портер Александер предложил перейти к партизанской войне. Но Ли не принял предложения Александера, заметив, что в его армии осталось всего 15 000 ружей, чего слишком мало для партизанской войны. Кроме того, существует риск того, что голодные солдаты без контроля со стороны офицеров займутся грабежами по всей стране. Александер впоследствии писал, что ему после такого разъяснения даже стало неловко за то, что он предложил Ли этот план. Ли отправился на переговоры и встретил у яблочного дерева Орвилла Бабкока, который передал Ли письмо от Гранта, где тот сообщал, что скоро явится на переговоры, и доверял Ли выбрать их место.

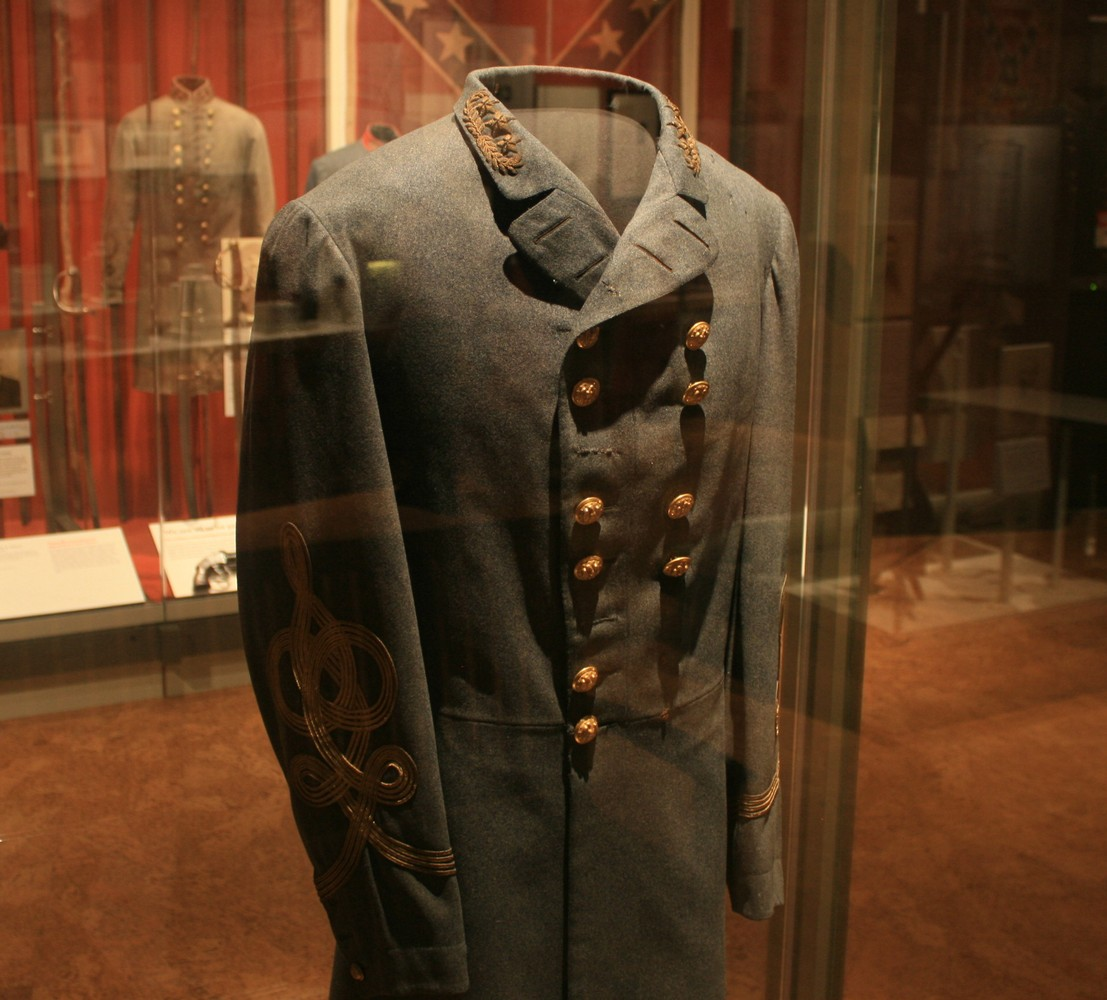
Мундир генерала Ли, который был на нём во время переговоров

Грант предлагал выделить для этого специальных офицеров, но Ли решил принять на себя всю ответственность за переговоры и разговаривать с Грантом лично. Чарльз Маршалл впоследствии предполагал, что решение Ли было основано на воспоминаниях об отце, который негативно отозвался о генерале Корнуоллисе, который не присутствовал лично во время капитуляции своей армии при Йорктауне. Ли отправился в Аппоматтокс, где Маршалл вскоре нашёл дом майора Уилмера Маклина, который и стал местом переговоров.
Ли первый приехал к дому Маклина, а примерно в 13:30 прибыл Грант с офицерами. После нескольких общих фраз Грант повторил свои условия: «Я предлагаю условия в основном те же, что были в моём последнем письме — все рядовые и офицеры сдаются и условно освобождаются, чтобы более не брать в руки оружия, пока не будут соответствующим образом обменены, а всё оружие, амуниция и боеприпасы достаются нам в качестве трофеев». Ли подтвердил, что его устраивают эти условия. Грант взял лист бумаги и быстро написал текст, который передал в руки Ли. После ряда уточнений Ли подписал документ, Маршалл поставил печать и передал его Паркеру. Произошёл обмен письмами, и капитуляция состоялась. Было 15:45.

## Послевоенная деятельность

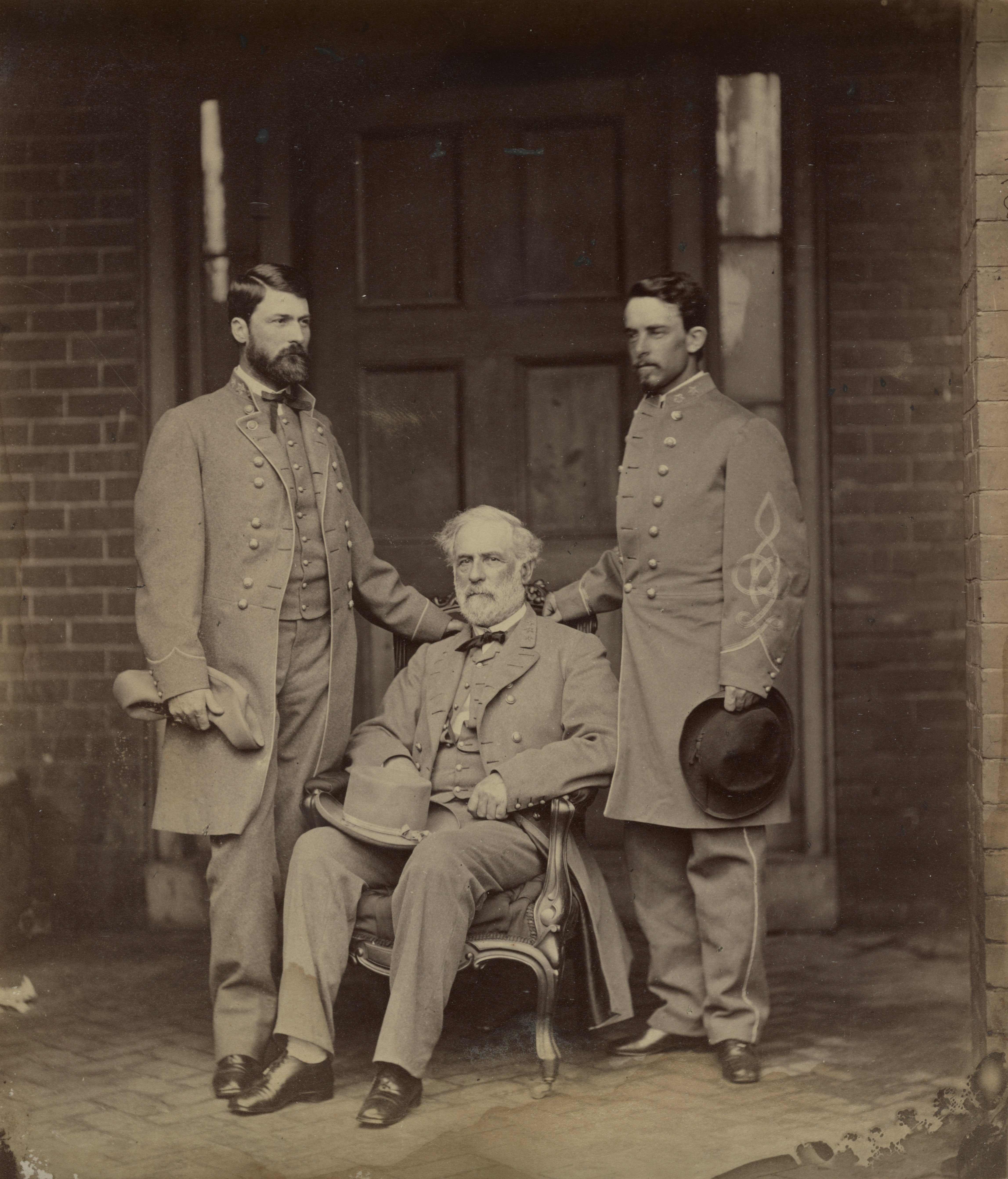
Роберт Ли, Кастис Ли и полковник Тейлор; фотография Мэтью Брэди апреля 1865 года

12 апреля 1865 года Ли покинул лагерь и отправился в Ричмонд, где поселился в доме № 707 по Ист-Франклин-Стрит. Он прожил в этом доме до конца мая, практически не выходя на улицу. Ежедневно к его дому приходили толпы народа: бывшие рядовые его армии, федеральные офицеры и журналисты. В те дни фотограф Мэтью Брэди сфотографировал его вместе с Кастисом Ли и полковником Тейлором. Только в конце мая Ли впервые покинул Ричмонд, навестив усадьбу Пампатик в округе Кинг-Уильям, которая принадлежала его родственнику, Томасу Картеру.
29 мая 1865 года президент Эндрю Джонсон издал прокламацию об амнистии и прощении участникам Гражданской войны на стороне Конфедерации, кроме 14 человек, которые должны были подать президенту индивидуальное прошение. 13 июня Ли написал такое прошение (о восстановлении его в гражданских правах), а 2 октября подписал Клятву Амнистируемого. Однако по неизвестной причине амнистирован он так и не был. Только в 1970 году его Клятва была обнаружена в архивах, и в 1975 году Конгресс посмертно вернул ему гражданство задним числом от 13 июня 1865 года.

### В Вашингтон-Колледже
В августе 1865 года к Ли явился с визитом к Джону Брокенбро, ректору Вашингтон-Колледжа в Лексингтоне, и сообщил ему, что 4 августа совет попечителей колледжа избрал его президентом, и теперь требуется его согласие. Ли предлагалась должность руководителя колледжа и преподавателя философии, жалованье 1500 долларов в год, дом с садом и ещё некоторые дополнительные доходы. Подробности этого разговора неизвестны. Ли размышлял над предложением некоторое время, но затем пришло письмо от Уильяма Пендлтона с советом принять предложение, и в итоге Ли согласился. 24 августа он написал официальное согласие принять должность, которое вызвало живое обсуждение в обществе (были предположения, что президент запретит ему занимать эту должность).
15 сентября Ли отправил багаж речным транспортом в Лексингтон, а сам отбыл верхом на Бродяге, не желая расставаться со своим любимым боевым конём. 2 октября прошла его инаугурация в должности. Он поселился в гостинице «Lexington Hotel», где прожил до декабря, пока не был готов его дом. Его сын Кастис Ли в это время преподавал инженерное дело в Вирджинском военном институте и жил вместе с отцом. 2 декабря дом был готов, и к Ли переехала из Ричмонда его жена и сын Роберт.
Между тем в начале 1866 года ужесточилась политика федеральных властей в отношении Юга. Ещё 13 декабря был создан специальный комитет по рассмотрению обстоятельств, приведших к сецессии южных штатов. Многие политики Юга были вызваны в Вашингтон для дачи показаний; Ли, бывший в числе вызванных, прибыл в столицу 16 февраля — впервые после 18 апреля 1861 года. Он поселился в «Metropolitan Hotel», а 17 февраля явился в комитет для дачи показаний. Его спрашивали, готовы ли южане поддержать противников США в будущей войне, какую позицию он сам займёт в случае такой войны, давал ли он клятву верности Конфедерации, как воспринимали южане сецессию, что было известно Ли о жестоком обращении с военнопленными и так далее. 20 февраля Ли отправился обратно в Лексингтон.

### Путешествия
Весной 1870 года профессора колледжа заметили, что Ли выглядит неважно, и предложили ему взять отпуск и совершить небольшое путешествие. 22 марта Ли дал официальное согласие и 24 марта отбыл из Лексингтона в Линчберг. 25 марта он прибыл в Ричмонд и поселился в отеле «Exchange and Ballard». У этого отеля были два корпуса, соединённые мостом. Однажды, переходя этот мост, Ли встретил Джона Мосби. «Я был подавлен воспоминаниями, которые оживила эта встреча», вспоминал потом Мосби. Они поговорили немного, после чего Мосби покинул Ли, но тут же случайно встретил Джорджа Пикетта и вернулся вместе с ним обратно к Ли. Однако Ли, как показалось Мосби, встретил Пикетта не очень тепло.
28 марта Ли отбыл из Ричмонда в Уоррентон, где 29 марта посетил могилу своей дочери Энн. В тот же день он отбыл в Роли (Северная Каролина), а оттуда в Шарлотт и Колумбию (Южная Каролина). В Колумбии Ли встречала огромная толпа народа и, в частности, Портер Александер. 30 марта он прибыл в Огасту и поселился в «Planter’s Hotel». Сюда на встречу с Ли пришли Эмброуз Райт, Лафайет Мак-Лоуз, другие бывшие офицеры его армии, а также тринадцатилетний мальчик, будущий президент США, Вудро Вильсон.

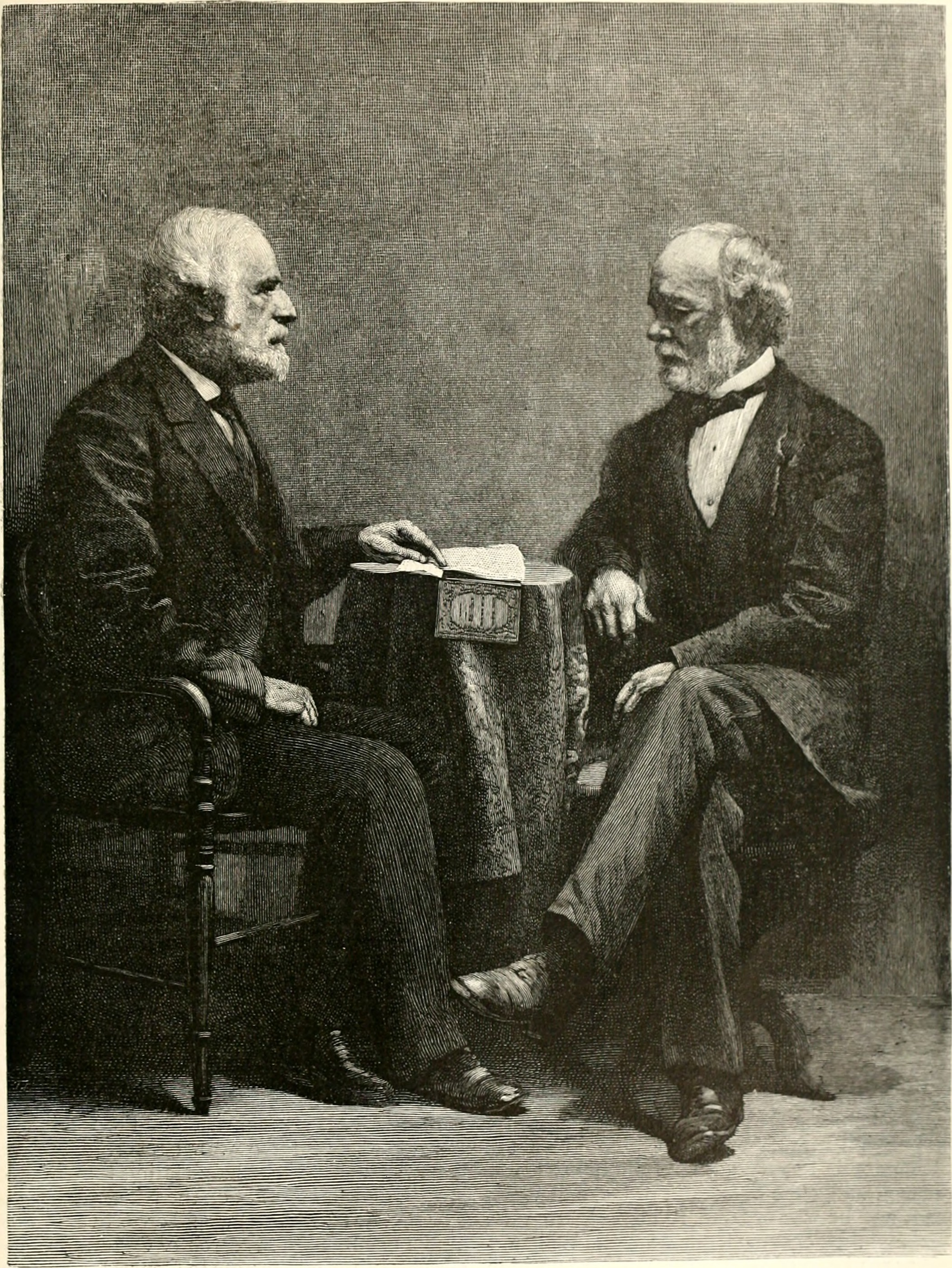
Встреча Ли и Джонстона в 1870 году.

1 апреля Ли отбыл в Саванну, где его тоже встретили огромные толпы народа, в том числе местные негры и федеральные военнослужащие. В Саванне Ли встретился с Александром Лоутоном и Джозефом Джонстоном, которого не видел с войны. Здесь по предложению Ли были собраны деньги для помощи генералу Самуэлю Куперу, который оказался в сложном финансовом положении. 12 апреля Ли отбыл на пароходе из Саванны во Флориду, чтобы посетить могилу своего отца на острове Камберленд-Айленд. Посетив также Джексонвилл, Ли вернулся в Саванну 16 апреля. Оттуда он отправился в Чарльстон и в Уилмингтон, где его встречали кадеты академии Кейп-Феир под командованием Релей Колстона. 30 апреля Ли отправился из Уилмингтона в Портсмут, где встретил Вальтера Тейлора и вместе с ним отправился в Норфолк. Оттуда он добрался до Ширли, плантации своих родственников, а затем — в Белый Дом, владение Руни Ли. 22 мая он вернулся в Ричмонд, а уже 28 мая был дома, в Лексингтоне.
В июне Ли совершил ещё одну поездку: 30 июня он в одиночку отправился через Калпепер в Александрию и Вашингтон для встречи с врачами. Оттуда он вернулся в Александрию (возможно, взглянув по пути на руины Арлингтона), где встретился, в частности, со своим родственником Кассиусом Ли. Кассиус расспрашивал его о событиях Гражданской войны и Ли дал ему подробные комментарии по всем вопросам, это был его самый детальный рассказ за все послевоенные годы. На вопрос Кассиуса, кого Ли считает самым способным генералом федеральной армии, Ли уверенно ответил: «Несомненно, Джордж Макклеллан». Затем Ли отправился в Ривенсворт, а оттуда 25 июля вернулся домой в Лексингтон. Это было неторопливое, спокойное путешествие, которое несколько улучшило его самочувствие.

### Последние дни

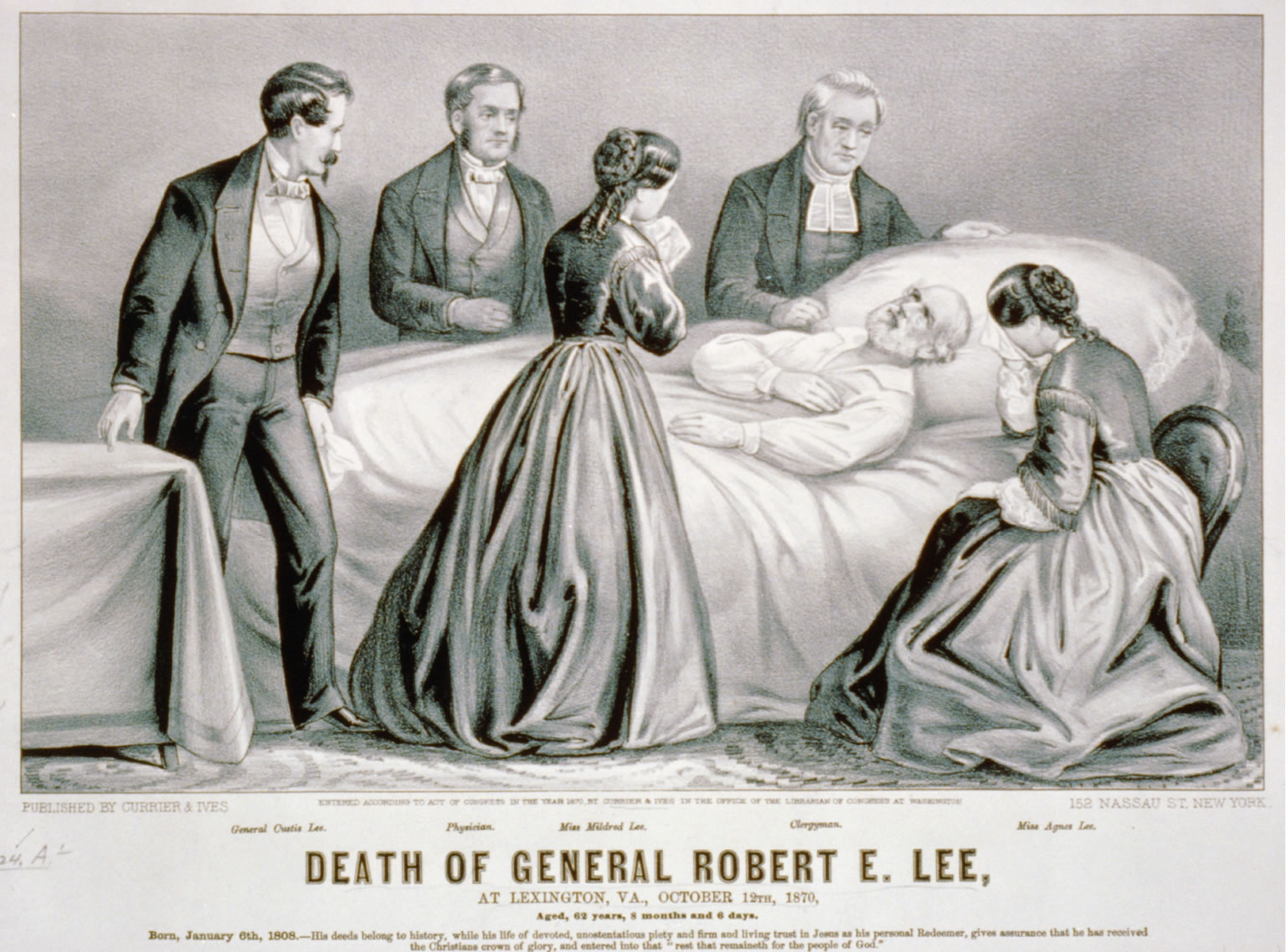
Смерть Роберта Ли

27 сентября 1870 года Ли, как обычно, занимался делами колледжа, посетил церковь, и только вечером, когда он вернулся домой к ужину, с ним случился приступ, напоминающий паралич. Прибывшие врачи не обнаружили признаков паралича, но заподозрили тромбоз. Последующую неделю Ли пролежал в постели, и ему становилось немного лучше, хотя он говорил очень мало и с усилием. Но 10 октября он начал постепенно терять рассудок, произносить отдельные слова и отрывочные фразы. «Передайте генералу Хиллу, что он должен прийти…», произнёс он в какой-то момент очень внятно. Утром 12 октября он произнёс свои последние слова: «Strike the Tent…», что иногда трактуется как команда свернуть лагерь, а в широком смысле — как начало наступления, или даже начало новой жизни. Современные неврологи считают, что смерть Роберта Ли была вызвана острым инсультом (вероятно кардиоэмболическим), который стал причиной прогрессирующей афазии и осложнением дыхания. Учитывая афазию, факт произнесения предсмертных слов иногда ставится под сомнение.
Из-за наводнения Лексингтон был некоторое время отрезан от остального штата, и новости достигли Ричмонда не сразу. Но как только о смерти Ли стало известно, по всем городам Юга был объявлен траур. Вирджинская ассамблея предложила похоронить Ли на ричмондском кладбище Холивуд-Семетери за счёт штата. В Ричмонде заказали три гроба для похорон, но по пути в Лексингтон их смыло наводнением, и только один был случайно найден в реке и использован для церемонии. Утром 14 октября преподобные Пендлтон, Уайт и Джонс составили некрологи. Основным был некролог Пендлтона, основанный на 37-м Псалме (Пс. 37:8 — Пс. 37:11, Пс. 37:28 — Пс. 37:40). Миссис Ли пожелала, чтобы её муж был похоронен в Лексингтоне, поэтому в тот же день в 13:30 тело перенесли в часовню и приставили почётный караул из студентов колледжа. Организаторы старались избежать ненужного пафоса: ветераны армии пришли на похороны в обычной гражданской одежде, гроб не покрывали флагами, и в самом городе флаги почти не вывешивались. 15 октября Пендлтон провёл заупокойную службу, и гроб перенесли в склеп под звуки гимна «How Firm a Foundation».

## Дети

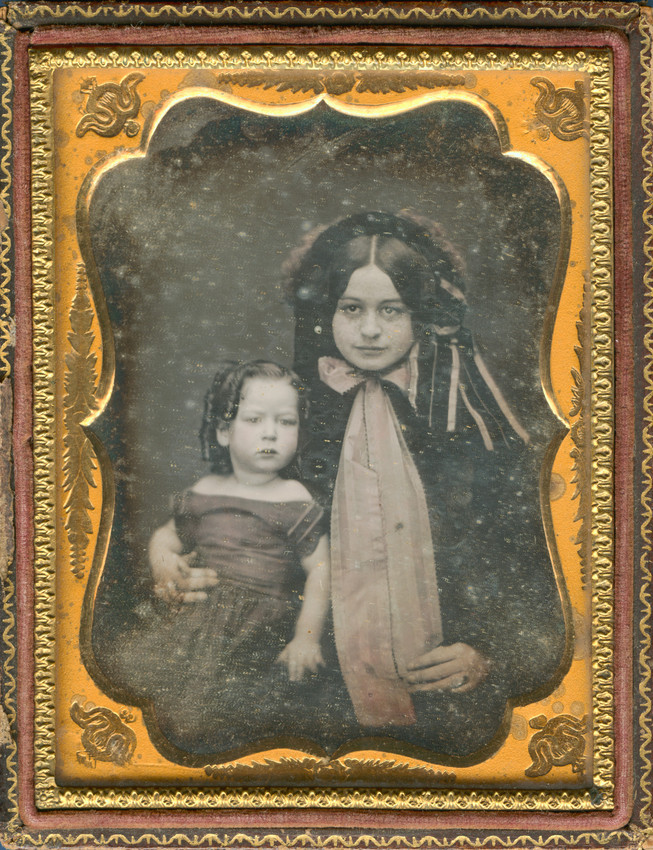
Мэри Кастис Ли и Роберт Ли Младший в 1845 году

У Ли и Мэри Кастис было семь детей — три мальчика и четыре девочки:
1. Джордж Вашингтон Кастис Ли (1832—1913). Генерал-майор армии Конфедерации и адъютант президента Джефферсона Дэвиса. Не женат.
2. Мэри Кастис Ли (1835—1918). Не замужем.
3. Уильям Генри Фицхью Ли («Руни Ли») (1837—1891). Генерал-майор армии Конфедерации. Дважды женат. От второго брака (с Мэри Тэбб Боллинг) у него было 5 детей, старшего звали Роберт Эдвард Ли III (1869—1922)
4. Энни Картер Ли (18 июня 1839 — 20 октября 1862). Умерла от тифа. Не замужем.
5. Элеонора Агнесса Ли (1841 — 15 октября 1873). Умерла от туберкулёза. Не замужем.
6. Роберт Эдвард Ли (1843—1914). Служил капитаном в артиллерии. Женат дважды, остались дети от второго брака.
7. Милдред Чайлд Ли (1846—1905). Не замужем.

Все дети Ли, кроме Энни, умершей в 1862 году, пережили отца. Все они похоронены около родителей в фамильной часовне Ли при университете Вашингтона и Ли в Лексингтоне, Вирджиния.
1 мая 1864 года генерал Ли стал крёстным отцом Люси Ли Хилл, дочери генерала Эмброуза Хилла.

## Боевые кони генерала Ли

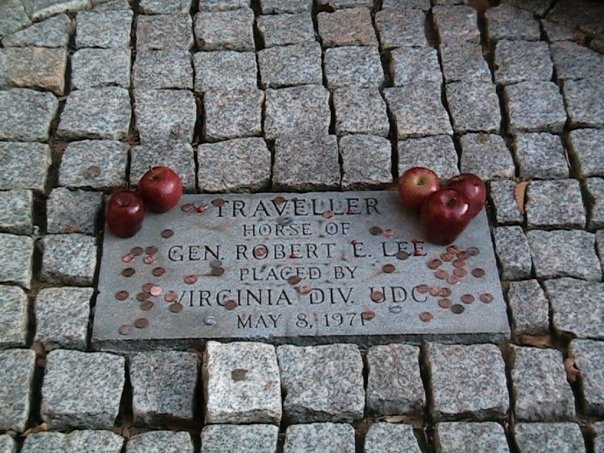
Могила Бродяги в Лексингтоне

Во время войны Ли сменил примерно пять боевых коней.
- Бродяга[англ.] (Traveller) — самый известный конь Ли, приобретённый в феврале 1862 года.
- Lucy Long, — кобыла, которую Ли использовал всю войну наравне с Бродягой. Подарена генералу Джебом Стюартом. Ли использовал её, в частности, во время сражения при Чанселорсвилле.
- Richmond — гнедой жеребец, которого Ли приобрёл в начале 1861 года. Умер после сражения при Малверн-Хилл.
- Brown-Roan, или The Roan, был приобретён в Западной Вирджинии примерно в то же время, что и Бродяга. Ослеп в 1862 году.
- Ajax — гнедой жеребец, он оказался слишком крупным для Ли, поэтому он пользовался им редко.

Кроме того, ещё в 1846 году по пути в Мексику, в Техасе, Ли купил коня по имени Грейс Дарлинг. Этот конь прошёл всю Мексиканскую войну и был ранен 7 раз. После войны Ли переправил его в Вирджинию, где конь дожил до 1862 года и был захвачен федералами весной 1861 года в поместье Уайт-Хаус.
Кони генерала Ли являются персонажами исторического романа Ричарда Адамса «Бродяга», написанного в 1988 году.

## Наследие

### Роберт Ли в американской историографии
Гэри Галахер писал, что после войны популярность Ли была так велика, что сложилась парадоксальная ситуация: образы Гранта и Шермана отошли на второй план, и двумя главными фигурами войны стали Линкольн и Ли. Это произошло в основном благодаря трудам Джубала Эрли и Дугласа Фримана, которые сформировали образ Ли в американской публицистике. Им удалось сделать личность Ли главной темой войны, более важной, чем политическая история Конфедерации или личность президента Дэвиса. Книга Фримана Robert E. Lee: A Biography, вышедшая в 1934 году, сразу стала классикой. Историк Эмори Томас писал, что «на долгое время именно этот, фримановский Ли стал героем Америки. Именно этот Ли стал своего рода святым покровителем Юга». Для европейцев Ли также стал главным героем войны. Мэтью Арнольд писал (в 1886 году), что книга Гранта Personal Memoirs была встречена в Англии с безразличием, «потому что генерал Грант, главный персонаж этой книги, не является для британцев подлинным героем Гражданской войны; её герой Ли, а про него в мемуарах сказано мало».
Во второй половине XX века традиционное отношение к личности генерала Ли было пересмотрено в работах критически настроенных историков, таких как Томас Конелли и Алан Нолан. Они утверждали, что идеализированный образ Ли создан именно Эрли и Фриманом, которые преувеличили его роль в Гражданской войне, преувеличили влияние численного превосходства федеральной армии на ход войны и в целом создали искажённую версию истории. Томас Конелли в книге «The Marble Man» изобразил Ли как командира, узость взглядов которого в конечном итоге обрекла Конфедерацию на поражение. Он так же писал, что идеализация образа Ли выгодна расистам Юга. «Идеологи Проигранного Дела утверждают, что система, породившая такого выдающегося человека, обязательно должна быть права», писал Конелли.
«Его репутация непобедимого генерала Конфедерации — послевоенный феномен», писали так же Конелли и Барбара Беллоуз. Они также утверждали, что образ Ли сложился не ранее 1880-х годов, а до этого мало кто выделял его среди прочих генералов Юга. Уильям Пистон утверждал, что на момент смерти Ли всё ещё был вторым по популярности после Джексона.
Галахер, в свою очередь, утверждал, что ревизионисты зашли в своих выводах слишком далеко и что оценки Эрли и Фримана базируются на фактах и мнениях ещё военного времени, причём на мнениях обеих сторон конфликта и даже мнениях сторонних лиц. Сохранилось множество отзывов о Ли, авторства офицеров Севера, Юга и иностранных наблюдателей. Численное превосходство федеральной армии тоже было несомненным фактором победы, что признавали обе стороны. Галахер писал, что Эрли и Фриман, конечно же, пытались выставить Ли в лучшем свете, но им не требовалось для этого далеко уходить от реальности. «Главная причина живучести мифов о Ли состоит в том, что они вовсе не мифы», заключил Галахер.

### В литературе и кино
Ли стал главным персонажем романов Майкла Шаара «Killer Angels», «Gods and Generals» и «The Last Full Measure». Некоторые исследователи полагают, что Ли в романах Шаара выглядит более упрямым и самоуверенным, чем он был в реальности. По романам Шаара были сняты фильмы «Геттисберг» и «Боги и генералы». Мартин Шин играл Ли в первом фильме, а Роберт Дюваль — во втором. Ли также является главным героем исторического детского романа «Ли и Грант при Аппоматтоксе» Маккинли Кантора. Ричард Адамс написал книгу «Бродяга», где Ли показан с точки зрения его лошади.
Сцена переговоров Ли и Гранта присутствует в 22 эпизоде сериала «Твин Пикс». Персонаж сериала, бизнесмен Бен Хорн (Ричард Беймер), воображает себя генералом Ли, и его врач устраивает инсценировку переговоров в Аппоматтоксе, где Бен Хорн принимает капитуляцию армии генерала Гранта.
Ли часто становился героем книг по альтернативной истории Гражданской войны, среди которых книги Уорда Мура «Bring the Jubilee», Кантора «If the South Had Won the Civil War» и Гарри Тертлдава «The Guns of the South». Почти во всех книгах Ли в финале становится президентом победившей Конфедерации. Тертлдав так же написал роман «Lee at the Alamo» и серию аллегорических сказок «War Between the Provinces», где Ли изображён в образе графа Эдварда из Арлингтона. Стивен Стирлинг написал «The Charge of Lee’s Brigade» (для серии «Alternate Generals»), в которой предположил, что бы было, если бы Америка не отделялась от Британии и генерал Ли командовал бы британской армией в годы Крымской войны.
В 1982 году Роберт Саймондс играл Ли в мини-сериале «The Blue and the Gray». В серии «Алый знак веселья» третьего сезона мультипликационного сериала «Южный Парк» Эрик Картман, пытаясь выиграть пари, в образе генерала Ли присоединяется к группе реконструкторов Гражданской Войны, спаивает их шнапсом и провоцирует команду «южан» на захват современных США, но терпит в итоге поражение.

### Монументы и памятники

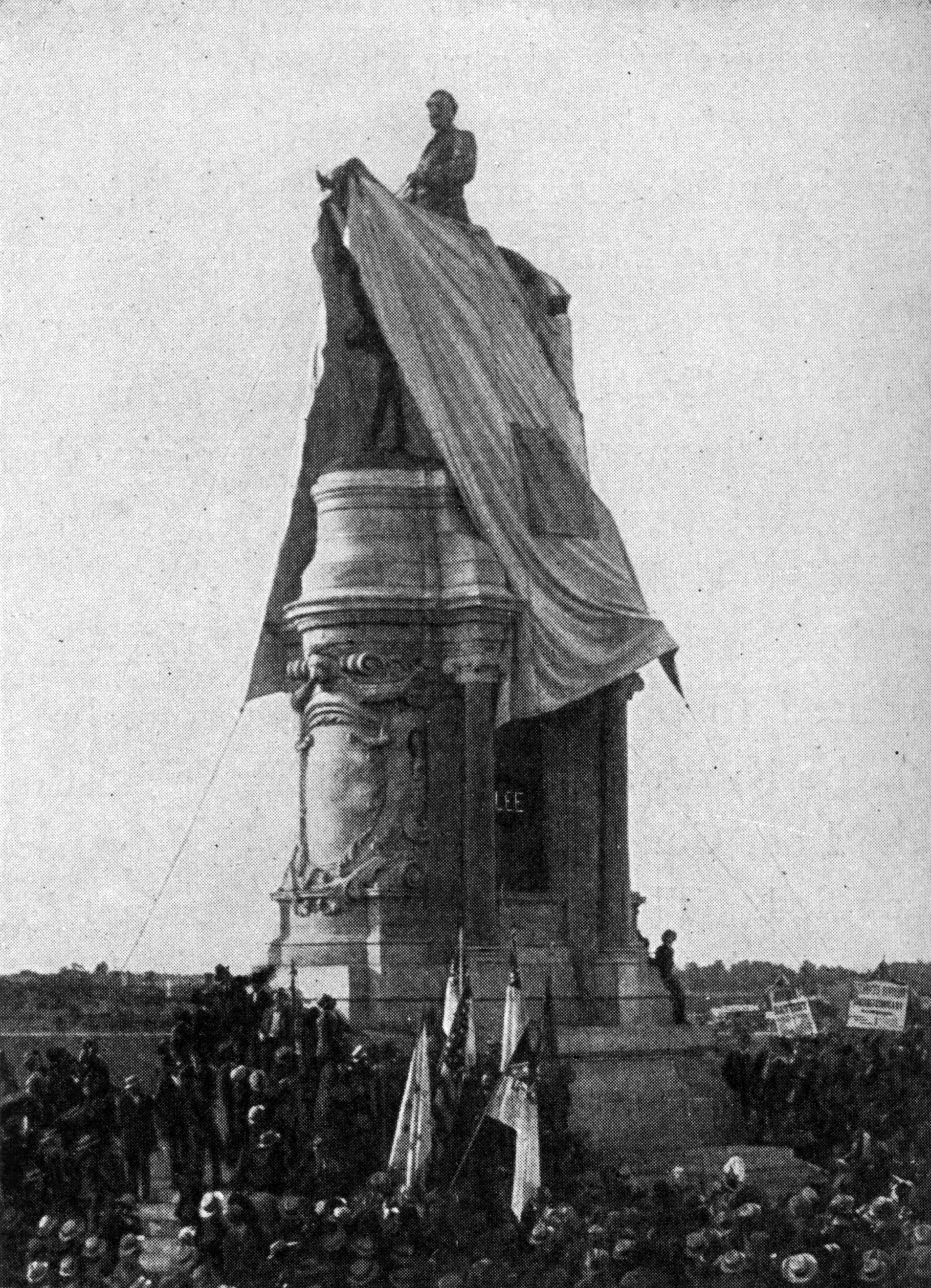
Открытие памятника Ли в Ричмонде в 1890 году.

Вскоре после смерти Ли Вашингтон-Колледж был переименован в Университет Вашингтона и Ли. 17 апреля 1875 года в Лексингтон была доставлена статуя «Recumbent Lee» авторства Эдварда Валентина, которая была установлена в строящемся тогда мавзолее.
Один из первых и самых известных памятников генералу Ли — Robert E. Lee Monument — был воздвигнут в Новом Орлеане в 1884 году. Он представлял собой 5-метровую статую на мраморной колонне. Общая высота монумента составляла 18 метров. Монумент был установлен на кольце Tivoli Circle, которое после этого стало называться Lee Circle.
В 1889 году штат Вирджиния впервые объявил 19 января, день рождения Ли, официальным праздничным днём. Через год конная статуя Ли авторства французского скульптора Жана Антуана Мерсье была установлена в Ричмонде на Монумент-Авеню: открытие состоялось 29 мая 1890 года, на церемонию собралось почти 100 000 человек.
В 1913 году был открыт конный монумент под Геттисбергом авторства Фредерика Уильяма Сиверса. Монумент установили на том самом месте, откуда Ли наблюдал за атакой Пикетта 3 июля 1863 года. Он стал первым памятником южанину на геттисбергском поле боя. В Шарлоттсвилле (Вирджиния) в 1917 году был создан мемориальный парк. В парке находилась конная статуя генерала, задуманная скульптором Генри  Шреди и созданная Лео Лантелли. Она была установлена в 1924 году. В 1955 году был открыт мемориал Роберта Ли в Арлингтонской усадьбе, а в 1966 году Арлингтон был включён в национальный регистр исторических мест. Сейчас экспозиция повествует о семье Кастисов и Ли и о Роберте Ли конкретно. 3 марта 1972 года завершились работы по созданию монумента Конфедерации на горе Стоун-Маунтин. На скальном монументе были сделаны барельефы Ли, Дэвиса и Томаса Джексона.

#### Демонтаж памятников

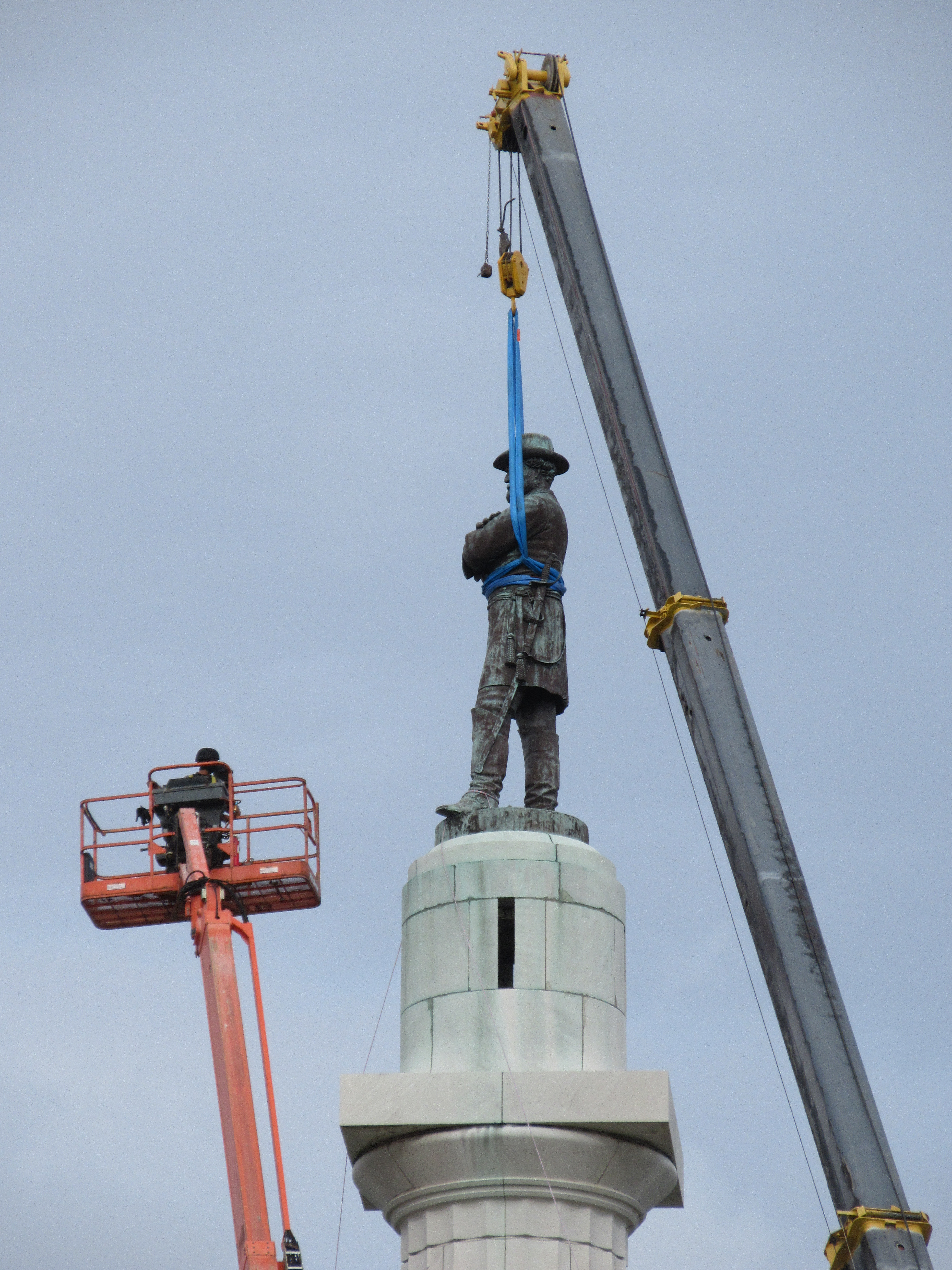
Демонтаж памятника Ли в Новом Орлеане в 2017 году.

Ещё в начале XX века установка памятника генералу Ли в здании Конгресса США вызвала серьезный скандал, поскольку ряд северных штатов восприняли это как оскорбление памяти ветеранов войны. Однако в итоге статуя была оставлена.
Памятники генералу Ли были поставлены как правило не сразу после войны, а в начале XX века, и воспринимались многими как символ сопротивления властей южных штатов федеральной политике десегрегации и равных гражданских прав.
После массового убийства в церкви Чарльстона в 2015 году по всей стране были предприняты усилия по демонтажу памятников, посвящённых деятелям Конфедерации, которые стали ассоциироваться с расизмом.
19 мая 2017 года знаменитый памятник Роберту Ли в Новом Орлеане был демонтирован.
В начале февраля 2016 года городской совет Шарлоттсвилла проголосовал за то, чтобы убрать статую Ли из парка как символ расизма. В ответ на это ультраправые и расисты объявили мобилизацию и устроили 11-12 августа 2017 года крупнейшую в современной истории США ультраправую акцию, обернувшуюся беспорядками, в ходе которых погиб один человек. Это вызвало бурную дискуссию в обществе. Ведущие политики США как из Демократической, так и из Республиканской партии резко осудили действия расистов, белых супремасистов, неонацистов и Ку-Клукс-Клана, равно как и их «идеологию ненависти». В результате этого процесс удаления памятников из общественного пространства только усилился. 16 августа 2017 года был демонтирован памятник Ли в Балтиморе, 19 августа — в университете Дьюка, 20-21 августа — в Техасском университете, в том же месяце — в Зале славы великих американцев, 6 сентября — в Вашингтонском кафедральном соборе, 14 сентября — в Далласе.
После резонансного убийства Джорджа Флойда движение против расизма Black Lives Matter набрало силу и общественная дискуссия вокруг мемориалов возобновилась. В 2020 году специальная комиссия рассмотрела вопрос демонтажа статуи Ли в крипте Капитолия США, где она была установлена в 1909 году вместе со статуей Джорджа Вашингтона. 24 июля комиссия единогласно проголосовала за демонтаж и 21 декабря 2020 года статуя была убрана из крипты. 10 июля 2021 года после нескольких лет кампании за удаление памятника из общественного пространства городские власти Шарлоттсвилла демонтировали его. В сентябре та же участь постигла мемориал в Ричмонде.

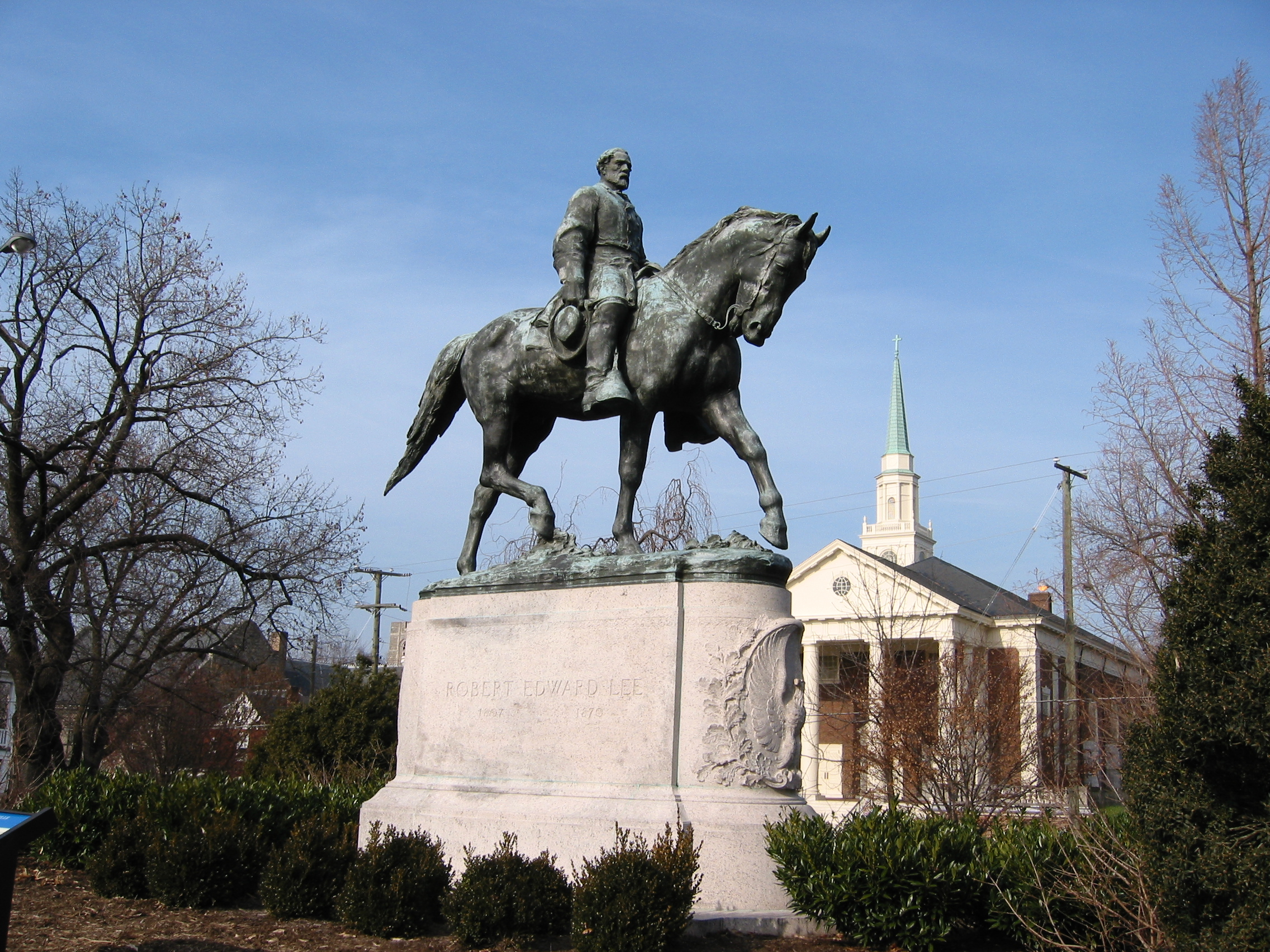
Памятник Ли в Шарлоттсвилле (1924)
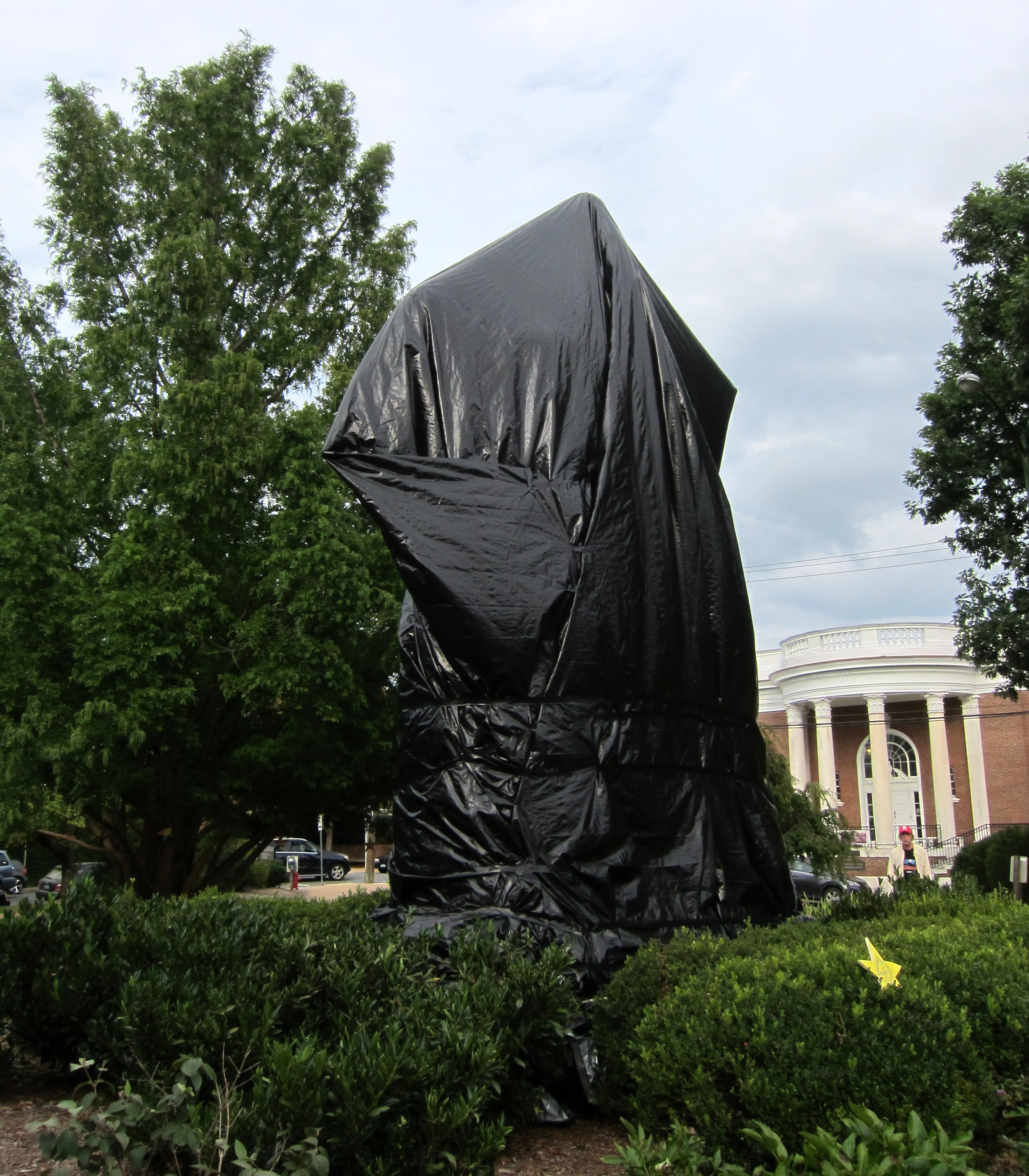
Памятник Ли в Шарлоттсвилле, закрытый властями
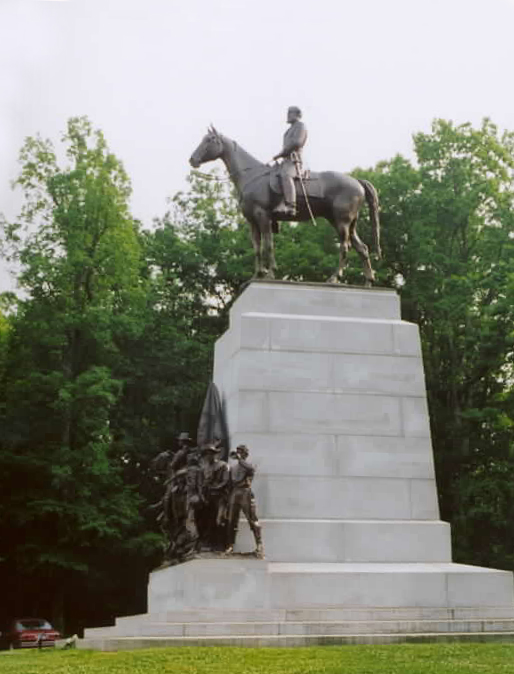
«Вирджинский монумент» в Геттисберге (1917)
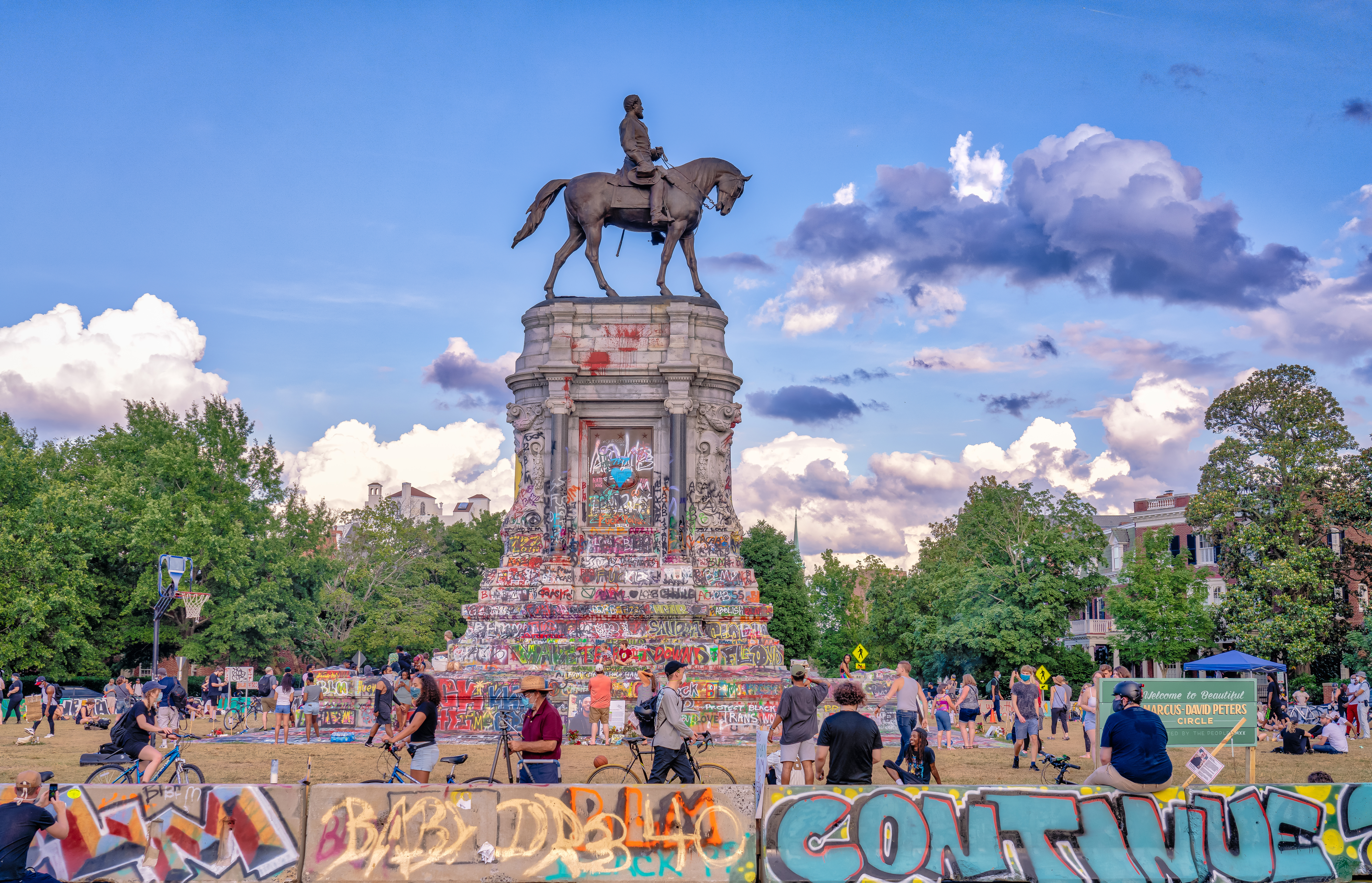
Монумент в Ричмонде (1890), раскрашенный антирасистскими активистами
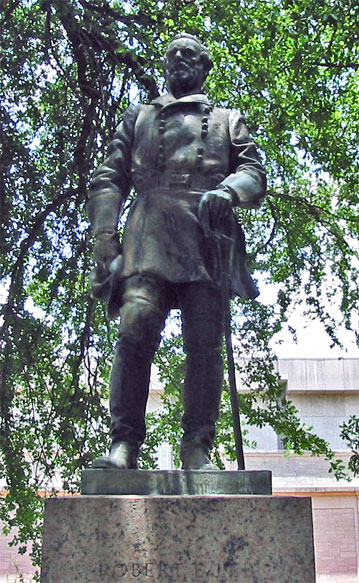
Статуя в Остине на территории Техасского Университета
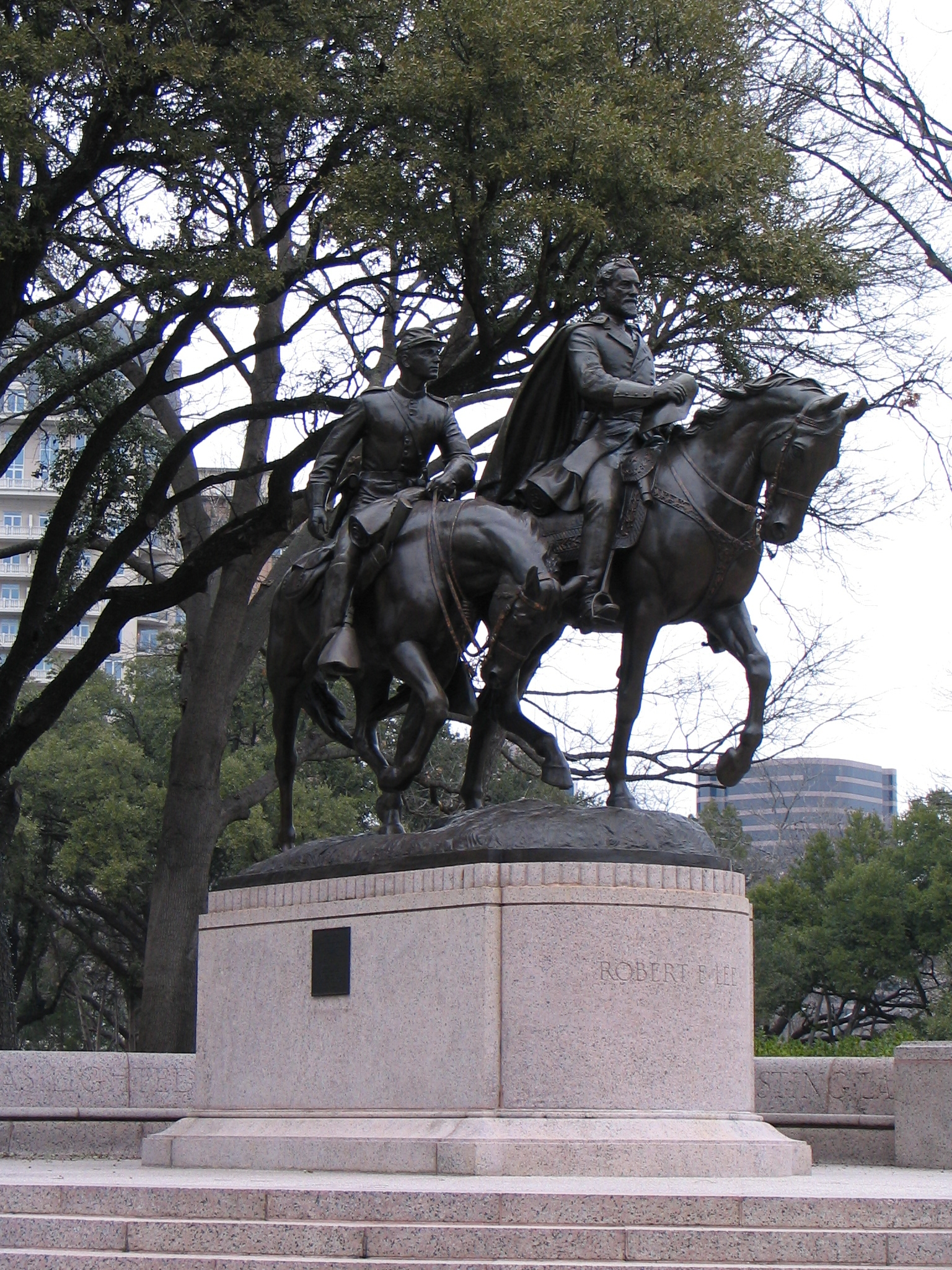
Статуя в Далласе